# Große Berliner Straßenbahn

Liniennetzplan der GBS und ihrer Nebenbahnen zum 6. Mai 1914

Die Große Berliner Straßenbahn AG (GBS) war ein im Großraum Berlin tätiges Straßenbahnunternehmen während der Zeit des deutschen Kaiserreichs und der beginnenden Weimarer Republik. Die am 8. November 1871 als Große Berliner Pferde-Eisenbahn AG (GBPfE) gegründete Gesellschaft war nach der Berliner Pferde-Eisenbahn das zweite Pferdebahnunternehmen in Berlin. Sie eröffnete am 8. Juli 1873 ihre erste Pferdebahnlinie vom Rosenthaler Tor nach Gesundbrunnen. Die Große Berliner entwickelte sich in den kommenden Jahren schnell zum mit Abstand größten Berliner Nahverkehrsunternehmen. Bis 1879 gingen weitere Linien in die damaligen Vororte und eine alle Radialen verbindende Ringlinie im ungefähren Verlauf der ehemaligen Akzisemauer in Betrieb. In den beiden darauffolgenden Entwicklungsphasen wurden zunächst die Berliner Innenstadt erschlossen und anschließend zwei wichtige Durchmesserstrecken in Ost-West- und Nord-Süd-Richtung gebaut. Gleichzeitig dehnte sich das Streckennetz, teils unter Zugeständnissen der damals noch eigenständigen Gemeinden, bis in die Vororte aus. Von 1896 bis 1902 elektrifizierte die Gesellschaft ihr Streckennetz. Sie firmierte aus diesem Grund ab dem 25. Januar 1898 als Große Berliner Straßenbahn AG. Als Gegenleistung für die Elektrifizierung erwirkte die Stadt Berlin 1901 die Einführung des Zehnpfennigtarifs auf allen Linien im Berliner Weichbild. Im gleichen Zeitraum baute die Große Berliner ihre Monopolstellung durch die Übernahme beziehungsweise Angliederung der Neuen Berliner Pferdebahn (1894/1901), der Westlichen und Südlichen Berliner Vorortbahn (beide 1898) und der Berlin-Charlottenburger Straßenbahn (1900) weiter aus. Zu Beginn des 20. Jahrhunderts war die Große Berliner Straßenbahn zum größten privaten Straßenbahnunternehmen in Deutschland angewachsen.
Nachdem es der Großen Berliner Straßenbahn im Frühjahr 1900 gelungen war, ihre staatliche Konzession auf eine wesentlich längere Geltungsdauer als die des städtischen Konzessionsvertrages auszudehnen, kam es zu einer Auseinandersetzung mit der Stadt Berlin. Das folgende Jahrzehnt war geprägt von mehreren Rechtsstreitigkeiten über den Umfang der Rechte beider Seiten. Währenddessen stagnierte der Netzausbau bei steigenden Fahrgastzahlen – zwischen 1900 und 1914 verdoppelten sie sich fast – und ein Verkehrskollaps drohte. Um die Machtstellung der Großen Berliner nicht weiter zu stärken, beschloss die Stadt zudem, künftig Strecken auf eigene Rechnung zu bauen und zu betreiben. Die „Berliner Verkehrsnot“ konnte 1911 mit einem Vergleich beigelegt werden. Der Verband Groß-Berlin übernahm 1919 die Aktienmehrheit des durch die Entwicklungen des Ersten Weltkrieges geschwächten Unternehmens und bewirkte daraufhin die Umwandlung in ein kommunales Unternehmen. In der Folge wurden nahezu sämtliche Berliner Straßenbahnbetriebe von der GBS übernommen. Den Abschluss bildete der Zusammenschluss von Großer Berliner, Städtischer Straßenbahn und den Berliner Elektrischen Straßenbahnen (BESTAG) zur Berliner Straßenbahn am 13. Dezember 1920.

## Geschichte

### Gründungsphase
Die Entstehung der Großen Berliner Pferde-Eisenbahn fiel in die Gründerzeit nach dem Deutsch-Französischen Krieg von 1870/71. Beflügelt durch die französischen Reparationszahlungen, wurde die seit den 1860er Jahren einsetzende Bautätigkeit verstärkt, was zum Anstieg der Bodenpreise und der Mieten führte. Gleichzeitig sorgte die zunehmende Industrialisierung für einen Bevölkerungszuzug aus der Provinz. Um den günstigen Baugrund außerhalb der fußläufigen Stadt zu erschließen, bemühte sich der Berliner Magistrat um Oberbürgermeister Seydel zunächst um die Aufnahme eines Personenverkehrs auf der kurz zuvor eröffneten Neuen Berliner Verbindungsbahn, der heutigen Ringbahn. Da die städtischen Behörden keine weitere Einflussnahme auf den Ausbau der Strecke oder die Einrichtung von Haltestellen hatten, suchten sie nach einer günstigen Alternative.
Zu Beginn des Jahres 1871 waren in Berlin 386 Droschken I. Klasse und 3424 Droschken II. Klasse als individuelle Verkehrsmittel unterwegs. Hinzu kamen 306 Torwagen und Kremser, 18 Pferdebahnwagen der Berliner Pferde-Eisenbahn (BPfE) und 132 Pferdeomnibusse der Allgemeine Berliner Omnibus AG (ABOAG) auf 22 innerstädtischen Linien. Dem gegenüber stand eine Bevölkerung von rund 800.000 Menschen. Der Pferdeomnibus war aufgrund der damals schlechten Straßenbeschaffenheit nur bedingt zur Erschließung geeignet. Mit der Pferdebahn waren ein höherer Fahrkomfort und eine größere Reichweite verbunden. Der Magistrat verfolgte daher den Aufbau eines Pferdebahnnetzes zur Erschließung der umliegenden Vororte. Die Berliner Pferde-Eisenbahn nahm ihren Betrieb am 22. Juni 1865 zwischen Berlin und Charlottenburg als erste Pferdebahn Deutschlands auf. Die Vossische Zeitung schrieb im Januar 1866 nach dem ersten Erfolg der Bahn, dass eine Linie vom Rosenthaler Tor nach Gesundbrunnen einen ähnlich hohe Zustimmung erfahren könne.
Maßgeblich prägend für die Entwicklung der Straßenbahn waren die Kompetenzstreitigkeiten zwischen der Stadt Berlin als kommunaler Behörde und dem Berliner Polizeipräsidium als Interessensvertreter der staatlichen Institutionen, insbesondere des preußischen Handelsministeriums als Fachaufsicht. Bereits 1870 beantragte ein Interessent beim Polizeipräsidenten die Konzession für eine Pferdebahnlinie vom Rosenthaler Tor nach Gesundbrunnen, dieser bat daraufhin den Magistrat um Zustimmung. Der Magistrat lehnte das Vorhaben am 20. Dezember 1870 mit der Begründung ab, dass allein die Stadtverwaltung über die Benutzung der öffentlichen Straßen und Wege zu entscheiden habe. Der Polizeipräsident rief daraufhin den preußischen Handelsminister um eine Entscheidung an, die dieser zu Ungunsten der Stadt entschied. Notfalls würde man die Zustimmung auch ohne die Stadt erteilen. Unterdessen hatte die Stadtverwaltung mit dem Rittergutsbesitzer Ebers, der sich nach eigener Aussage mehrmals vergeblich um eine Konzession für den Bau und Betrieb von Pferdebahnen bemühte, Kontakt aufgenommen. Ebers verfolgte nunmehr den Aufbau eines umfassenden Pferdebahnnetzes mit einer Ringlinie und mehreren Radiallinien in die umliegenden Vororte:
| Eine Ringlinie entlang der Stadttore und Kopfbahnhöfe - Potsdamer Tor – Brandenburger Tor – Eisenbahnbrücke – Neues Tor – Pappelplatz – Rosenthaler Tor – Schönhauser Tor – Prenzlauer Tor – Königstor – Landsberger Tor – Frankfurter Tor – Küstriner Platz – Schillingbrücke – Lausitzer Platz – Kottbusser Tor – Hallesches Tor – Anhalter Tor – Potsdamer Tor | Zehn Radiallinien vom Gendarmenmarkt - A nach Schöneberg - B nach Tempelhof - C nach Westend über Charlottenburg - D nach Rixdorf - E nach Treptow - F nach Tegel - G nach Moabit - H nach Saatwinkel - I nach Gesundbrunnen - K nach Pankow | Fünf Zweiglinien - A1 vom Weddingplatz zum Nordhafen - A2 vom Weddingplatz nach Reinickendorf - B0 vom Gendarmenmarkt zur Belle-Alliance-Straße - C1 vom Gendarmenmarkt zum Anhalter Bahnhof - C2 von der Schöneberger Straße zum Potsdamer Güterbahnhof - C3 von der Großgörschenstraße zum Botanischen Garten - D0 vom Großen Stern zum Zoologischen Garten (Lichtensteinbrücke) |
| Eine Ringlinie entlang der Stadttore und Kopfbahnhöfe - Potsdamer Tor – Brandenburger Tor – Eisenbahnbrücke – Neues Tor – Pappelplatz – Rosenthaler Tor – Schönhauser Tor – Prenzlauer Tor – Königstor – Landsberger Tor – Frankfurter Tor – Küstriner Platz – Schillingbrücke – Lausitzer Platz – Kottbusser Tor – Hallesches Tor – Anhalter Tor – Potsdamer Tor | Vier Radiallinien vom Alexanderplatz - L nach Weißensee - M nach Friedrichsberg - N nach Hoppegarten - O nach Rummelsburg | Drei Verbindungslinien - E von Gesundbrunnen nach Pankow - F vom Halleschen Tor nach Rixdorf - G vom Alexanderplatz zur Neuen Schönhauser Straße |

Am 18. April 1871 bat Ebers den Polizeipräsidenten um die Erteilung der Konzession für sein Vorhaben. Dieser wandte sich daraufhin am 4. Mai 1871 an den Magistrat und erklärte mit Hinweis auf die Ablehnung vom Dezember des Vorjahres, dass der Handelsminister entschieden habe, dass die Stadt in der Angelegenheit keine alleinige Befugnis habe. Dennoch lege er großen Wert auf eine Zusammenarbeit von Stadt und Polizei. Nach Ansicht des Polizeipräsidiums dürfe Ebers, der die notwendigen Garantien biete, Priorität in der Angelegenheit haben. Die Stadt sollte den beigefügten Entwurf binnen 14 Tagen prüfen und ihre Bedingungen für den Bau mitteilen. Der Magistrat antwortete am 13. Mai und stellte die Herstellung von insgesamt sechs Linien in Aussicht:
- vom Rosenthaler Tor über Gesundbrunnen und Pankow zum Schönhauser Tor
- vom Büschingplatz über Lichtenberg, Boxhagen und das Frankfurter Tor zum Strausberger Platz
- von der Köpenicker Straße Ecke Neue Jakobstraße über das Schlesische Tor, Treptow, Rixdorf und das Kottbusser Tor zum Dönhoffplatz
- vom Dönhoffplatz über das Hallesche Tor, Tempelhof, Lichterfelde, Steglitz und Schöneberg zum Potsdamer Tor
- vom Platz an der Tierarzneischule durch das Oranienburger Tor über die Chausseestraße und Müllerstraße zum Steuerhaus an der Weichbildgrenze zu Reinickendorf
- entlang der abgerissenen Akzisemauer ringförmig um die Stadt

Weiterhin teilte der Magistrat mit, dass er bereits mit Ebers und dem Regierungsassessor a. D. Plewe in Verhandlungen getreten sei und ein Zustimmungsvertrag zwischen beiden Parteien abgeschlossen werden solle. Darin gewährte die Stadt den Unternehmern das Recht, die Bahnen bis zum 1. Juli 1901 zu betreiben und die dafür im Weichbild gelegenen Straßen unentgeltlich zu benutzen. Die Unternehmer verpflichteten sich im Gegenzug, die Strecken aus eigenen Mitteln herzustellen und falls erforderlich auch die Straßenpflasterung zu übernehmen. Die Breite des Straßenpflasters war vertraglich festgesetzt. Bezüglich der Fahrpläne gewährte der Magistrat dem Unternehmen weitgehende Unabhängigkeit, es sollten jedoch morgens zwischen 5.00 und 8.00 Uhr halbstündlich Fahrten zwischen der Stadt und den Vororten stattfinden. Die Tarife waren dem Magistrat für die amtliche Veröffentlichung vorzulegen. Der Magistrat konnte Höchstpreise festlegen, die nicht überschritten werden durften. Ihm wurde außerdem das Recht zugestanden, die Bahn nach Ablauf der Zustimmungsdauer zu erwerben oder aber deren Entfernung aus dem Straßenbild zu veranlassen. Die Beantragung der polizeilichen Erlaubnis (Konzession) übernahm ebenfalls der Magistrat. Sollte diese binnen drei Monaten nicht erteilt werden, konnte er vom Vertrag zurücktreten. § 21 gestattete den Unternehmern die Übertragung der Rechte auf eine zu gründende Aktiengesellschaft. Der Zustimmungsvertrag wurde am 25. Mai 1871 von der Stadtverordnetenversammlung gebilligt und am 26. Juli 1871 vollzogen. Das Polizeipräsidium blieb in der Sache zunächst untätig. Am 13. Juli 1871 bat der Magistrat erneut um Stellungnahme. Die Stadt vermutete Bedenken des Polizeipräsidenten, da der Zustimmungsvertrag Bestimmungen enthalte, die die Hoheitsrechte des Staates berühren, etwa in Fahrplan- und Tariffragen. Weiterhin wollte die Stadt bei der Frage über die Benutzung einzelner Straßen kein Präjudiz schaffen. Vielmehr sei aufgrund des starken Bevölkerungswachstums Eile geboten, zudem handelte man im Interesse der Arbeiterklasse.
Am 4. Oktober 1871 teilte unterdessen der Bankier Pincuß der Stadt mit, dass er im Besitz einer Konzession des Polizeipräsidiums für den Betrieb von Pferde-Eisenbahnen sei und auch eine Konzession der Ministerial-Baukommission für die Benutzung der fiskalischen Straßen besäße. Er sei bereit, selbige kostenlos an eine zu gründende Aktiengesellschaft abzutreten. Am 19. Oktober mahnte der Magistrat das Anliegen nochmals beim Polizeipräsidenten an, da eine offizielle Antwort nach wie vor ausblieb. Er setzte ihn weiterhin davon in Kenntnis, dass man den Zeitungen (!) entnahm, dass die Konzession an Pincuß erteilt wurde. In dem kurzen Antwortschreiben vom 25. Oktober 1871 gab der Polizeipräsident zu verstehen, dass der Inhalt des Zustimmungsvertrages eine Erteilung an das Interessentenduo Ebers/Plewe unmöglich erschien und man daher aufgrund der Befugnisse nach § 37 der Gewerbeordnung die Konzession dem Herrn Pincuß erteilt habe. Daraufhin verlangte die Stadtverordnetenversammlung Auskunft vom Magistrat, der die Zeitungsmeldungen letztlich bestätigte, woraufhin erstere Beschwerde beim preußischen Handelsminister von Itzenplitz einlegte. Beide Parteien, Pincuß und das Duo Ebers/Plewe, taten sich indes zusammen und gründeten am 8. November 1871 die „Große Berliner Pferde-Eisenbahn Act. Ges.“. Neben Pincuß, Dr. Ebers und Plewe werden als weitere Gründungsmitglieder Konsul Kreismann, Geheimer Kanzleirat Dr. Kurs und Eisenbahndirektor a. D. Dittmann genannt. Am 13. November 1871 sandte der Magistrat schließlich das Beschwerdeschreiben an den preußischen Handelsminister von Itzenplitz. Nach Auffassung des Magistrats lagen die Befugnisse des Polizeipräsidiums insbesondere in der Unterhaltung des öffentlichen Verkehrs, etwa in der Frage, in welchen Straßen Pferde-Eisenbahnen ausgeschlossen sind oder ob ein- oder zweigleisige Strecken angelegt werden dürften. Der Minister wurde gebeten, dem Polizeipräsidenten Anweisung zur Zurücknahme der Konzession an Bankier Pincuß zu geben. Minister Itzenplitz beantwortete das Beschwerdeschreiben am 9. Februar 1872. Er betonte darin erneut sein Anliegen, dass beide Behörden sich einig werden sollen, kritisierte aber wie bereits der Polizeipräsident den Eingriff des Magistrats in staatliche Befugnisse. Insbesondere mahnte der Minister die Verfügung über noch staatliche Straßen an. Die Polizeibehörde könne zudem keinen Interessenten, der wie die Stadt voreingenommen sei, vorziehen und habe daher Pincuß als noch freien Unternehmer bevorzugt. Eine Zurücknahme der Konzession sei daher ausgeschlossen. Am 27. Februar 1872 beschloss der Magistrat daher, dass aufgrund der Zurückweisung durch den Handelsminister man der Übertragung des Zustimmungsvertrages auf die GBPfE zugestimmt habe. Der Kompetenzstreit fand damit ein vorläufiges Ende. Weitere Interessenten, darunter der an der Gründung der Berliner Pferde-Eisenbahn (BPfE) und Großen Internationalen Pferde-Eisenbahn (Große Internationale) beteiligte dänische Marineingenieur Møller, wurden in ihren Anliegen abgewiesen.

### Bau der Ring- und Radialstrecken
Nachdem die behördlichen Genehmigungen am 26. April und 3. Juni 1872 erteilt worden waren, wurde am 26. August 1872 mit dem Bau der ersten Strecke zwischen Rosenthaler Tor und Gesundbrunnen begonnen. Zuvor hatte es Schwierigkeiten bei der Beschaffung der Schienen und Kleineisen gegeben, die einen früheren Baustart verhinderten. Der Zustimmungsvertrag mit der Stadt Berlin sah vor, dass der Fahrdamm der benutzten Brunnenstraße von 7–10 m auf 17 m zu verbreitern war. Die Baukosten stiegen dadurch enorm an, da allein für die Enteignung der Vorgärten etwa 357.000 Mark aufgewendet werden mussten. Da eine Sperrung aufgrund des starken Verkehrsaufkommens nicht möglich erschien, kam es zu größeren Störungen, die am 13. November 1872 zum Baustopp durch die Polizeibehörde führte. Am 1. März 1873 gab der Polizeipräsident die Bauarbeiten wieder frei. Bis April konnten schließlich rund 4000 m Gleis und 20.000 m² Straßenpflaster hergestellt werden. Als nördlicher Endpunkt war die Pankeinsel in Gesundbrunnen vorgesehen, wo die Gesellschaft einen Betriebshof vorgesehen hatte. Tatsächlich konnte der Bahnkörper nur bis zur Kreuzung mit der Stettiner Bahn fertiggestellt werden, da die Direktion der Berlin-Stettiner Eisenbahn-Gesellschaft die niveaugleiche Kreuzung mit ihrer Strecke untersagte. Am 5. Juli 1873 fand die baupolizeiliche Abnahme der Strecke statt, sodass am 8. Juli 1873 die GBPfE ihre erste Strecke in Betrieb nehmen konnte. Am ersten Tag nutzten 4403 Personen die Pferdebahn, was Einnahmen von 728 Mark einbrachte.
Als zweite Strecke wurde der Abschnitt Rosenthaler Tor – Oranienburger Tor über die Elsasser Straße umgesetzt. Nach Erteilung der Genehmigung am 21. Juli 1873 stellte die GBPfE die Strecke in wenigen Monaten her und nahm sie am 13. September 1873 vorläufig in Betrieb. Sie wurde zunächst von den Wagen der Gesundbrunnenlinie befahren. Im Juli desselben Jahres begann der Bau des ersten Abschnittes der Ringbahn von Brandenburger Tor bis Hallesches Tor über die Königgrätzer Straße, die am 17. November 1873 in Betrieb ging. Die Strecke wurde am 24. Dezember über den Landwehrkanal und die Belle-Alliance-Straße bis zur Baruther Straße fortgeführt. Die Kanalbrücke war als hölzernes Provisorium ausgeführt, bis die Gleise über den steinernen Neubau der Belle-Alliance-Brücke geführt wurden.

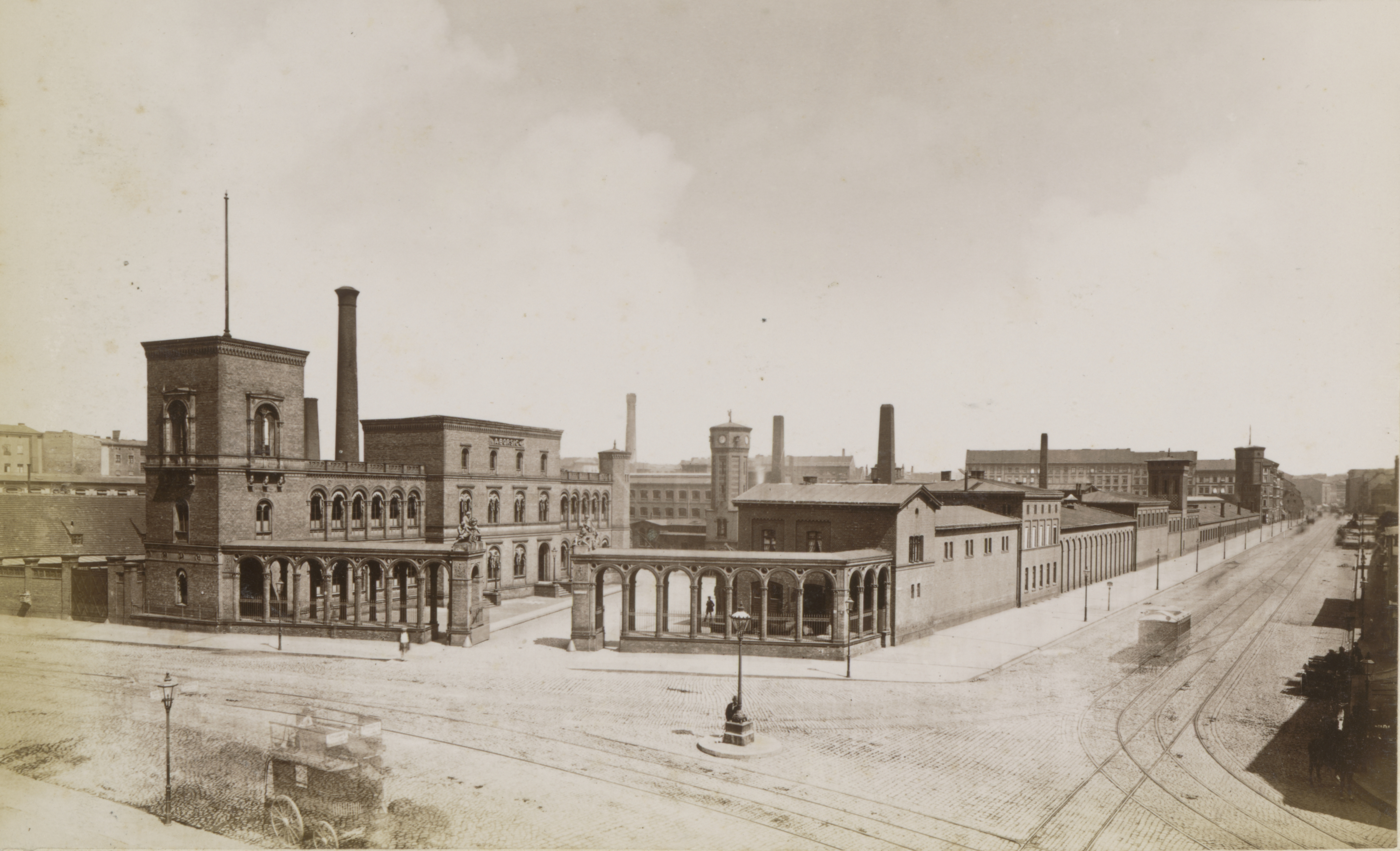
Borsigs Maschinenbauanstalt an der Chausseestraße Ecke Elsasser Straße, rechts die Gleise der Ringbahn nach dem Rosenthaler Tor, links die Gleise der nach dem Wedding, vorn das von Moabit kommende Gleis durch die Communication am Neuen Thor, 1875

Im Jahr 1874 konnten neben Erweiterungen an den vorhandenen Linien drei weitere Linien in Betrieb genommen werden. Zunächst wurden im Februar die Tempelhoflinie von der Baruther Straße zur Bergmannstraße und die Gesundbrunnenlinie zur Uferstraße verlängert. Letzteres erforderte die Zuhilfenahme des preußischen Handelsministers, der die Direktion der Berlin-Stettiner Eisenbahn zur Genehmigung der Kreuzung aufforderte. Im Mai ging die Linie Schönhauser Tor – Pankow bis zur Kreuzung mit der Stettiner Bahn in Betrieb, nach weiteren Verhandlungen mit der Eisenbahngesellschaft wurde die Linie am 21. Oktober bis zum Anger Pankow fortgeführt. Die Linie Oranienburger Tor – Moabit ging am 7. August in Betrieb. Die Wagen nahmen zunächst den Weg durch die Communication am Neuen Thor. Im Dezember folgten dann noch die Linie Oranienburger Tor – Wedding entlang der Chausseestraße und die Verlängerung der Tempelhoflinie von der Bergmannstraße zur Gemarkungsgrenze. Mit der Eröffnung der Linie nach Wedding ging eine eingleisige Verbindung durch die Invalidenstraße in Betrieb, die die Wagen in Fahrtrichtung Moabit fortan benutzten. Die Ringbahn wurde im gleichen Jahr an mehreren Stellen erweitert. Auf dem südlichen Teilstück gingen die Strecken Potsdamer Tor – Brandenburger Tor (11. Mai) und Hallesches Tor – Gitschiner Straße – Prinzenstraße (28. Oktober), auf dem nördlichen Teilstück die Strecke Schönhauser Tor – Prenzlauer Tor (27. Oktober) in Betrieb.
Im Jahr 1875 wurde das Gleisnetz von 38,8 km um 32,3 km fast verdoppelt. Die Außenlinien entlang der Chausseestraße und Belle-Alliance-Straße wurden bis zur Gemarkungsgrenze nach Reinickendorf beziehungsweise bis in den Dorfkern von Tempelhof erweitert. Weiterhin wurde die westliche Außenlinie in zwei Schritten von der Beusselstraße bis zum Luisenplatz in Charlottenburg verlängert. Hierfür musste die Spreebrücke einem Neubau weichen. Als weitere Außenlinie kam die Verbindung vom Halleschen Tor über die Blücherstraße und Hasenheide nach Rixdorf hinzu. Die südliche Ringbahn wurde durch die Prinzen- und Neanderstraße zur Köpenicker Straße weitergeführt, im Norden ging der Abschnitt vom Prenzlauer Tor entlang der Friedenstraße zum Landsberger Tor in Betrieb. Zusätzlich gingen drei erste Streckenabschnitte in Richtung Innenstadt in Betrieb: Für die nördlichen Außenlinien ging es vom Oranienburger Tor durch die Friedrichstraße zur Weidendammer Brücke beziehungsweise durch die Oranienburger Straße zum Monbijouplatz. Im Süden folgte die Strecke vom Halleschen Tor über Belle-Alliance-Platz und Lindenstraße zum Dönhoffplatz. Die Strecke führte ab der Jerusalemkirche als eingleisige Blockumfahrung über Lindenstraße, Kommandantenstraße, Krausenstraße und Jerusalemer Straße. Im Dezember desselben Jahres kam es zum Vertragsabschluss zwischen dem Magistrat und dem preußischen Finanzministerium betreffend den Übergang des Eigentums an den Straßen vom Staat auf die Stadt. Mit Ausnahme der Landes-Chausseen und einzelner repräsentativer Plätze wie dem Königsplatz oder dem Opernplatz war damit zukünftig die Stadt für den Ausbau und Unterhalt der Straßen verantwortlich. Das Polizeipräsidium blieb gegenüber der Stadt weiterhin die Landesbehörde, auch in Bezug auf die Straßenbaupolizei.
Das Jahr 1876 brachte weitere 16 km Zuwachs in der Gleislänge. In der Luisenstadt wurde unter Verpachtung der Verbindungsbahn eine weitere Strecke über die Gitschiner, Skalitzer und Eisenbahnstraße zur Köpenicker Straße hergestellt. Der Oberbau mit hölzernen Querschwellen blieb bis zum Ausbau der Gitschiner und Skalitzer Straße 1885 erhalten. Der mit der zuständigen Königlichen Direktion der Niederschlesisch-Märkischen Eisenbahn abgeschlossene Vertrag sah vor, dass von 0–7 Uhr die Bedienfahrten zu den Gasanstalten in der Gitschiner Straße stattfinden durften. In der übrigen Tageszeit durfte die Pferdebahn verkehren. Zudem wurde die Ringbahn von der Neanderstraße durch die Köpenicker Straße bis zum Schlesischen Tor verlängert. Die Fertigstellung der Ringbahn verzögerte sich durch die Bauarbeiten an der Kanalisation, mit deren Errichtung 1873 begonnen wurde. Als weitere Innenstadtstrecke kam eine Verbindung vom Belle-Alliance-Platz zur Behrenstraße Ecke Friedrichstraße hinzu. Die Strecke folgte zuerst der Friedrichstraße und wich ab der Kochstraße (Berlin) auf die parallel verlaufende Charlottenstraße aus. Weitere Erweiterungen gab es im Bereich der Friedrich-Wilhelm-Stadt und im Alsenviertel. Zunächst wurde am 1. August vom Brandenburger Tor kommend eine Strecke über den Königsplatz und die Moltkebrücke zur Kreuzung Alt-Moabit Ecke Invalidenstraße mit Anschluss an die Charlottenburger Linie in Betrieb genommen. Die Strecke stellte die erste Verbindung der beiden Teilnetze nördlich und südlich der Spree dar. Einen Monat darauf verlängerte die GBPfE die nördliche Ringbahn über die Karlstraße zum Spreeufer und am 29. Oktober über einen Interimsbau der Kronprinzenbrücke zum Königsplatz. Im Folgejahr kam als einziger Neubau der Abschnitt von der Neander- Ecke Köpenicker Straße über die Neue Jakobstraße bis zur Ecke Neue Roßstraße hinzu. Der Gleisbau konzentrierte sich auf den zweigleisigen Ausbau bestehender Strecken.
Durch die Erweiterungen des Jahres 1878 stieg die Gleisnetzlänge auf über 100 km Länge an. Mit Inbetriebnahme der Abschnitte Neue Roßstraße – Spittelmarkt und Schlesisches Tor – Treptow konnte eine weitere Linie fertiggestellt werden. Eine weitere Innenstadtlinie führte vom Hafenplatz über Askanischen Platz zur Kochstraße, folgte dort der Linie durch die Charlottenstraße und endete in der Kronenstraße Ecke Jerusalemer Straße. Ein weiterer Abschnitt führte von der Potsdamer Straße über Lützowplatz zum Zoologischen Garten. Weiterhin ließ die Gesellschaft auf Rechnung der Großen Internationalen Pferde-Eisenbahn-Gesellschaft (Große Internationale) eine Strecke von der Potsdamer Brücke entlang der Potsdamer Straße bis zur Gemarkungsgrenze nach Schöneberg bauen.
Die Gleise der Schöneberger Linie wurden im Frühjahr 1879 stadtauswärts bis zum Kirchplatz in Schöneberg erweitert, in der Gegenrichtung über die Potsdamer Brücke bis zum Potsdamer Platz. Der Bau dieser wichtigen Strecke erwies sich durch die Straßenverbreiterungen und Grunderwerbskosten als sehr kostspielig. Unter anderem musste die Ring’sche Apotheke am Potsdamer Platz abgerissen werden. Die Ringbahn wurde von der Köpenicker Straße über die Zwillings- und Schillingbrücke, Andreasstraße, Große Frankfurter Straße und Strausberger Straße zum Landsberger Tor verlängert und zu einer durchgehenden Verbindung von 13,5 km Länge geschlossen. Mit der Verbindung zwischen Hafenplatz und Potsdamer Straße konnte weiterhin eine durchgehende Linie vom Zoologischen Garten bis zur Kronenstraße eingerichtet werden. Der Görlitzer Bahnhof erhielt seinen Anschluss von der Kochstraße Ecke Charlottenstraße über Oranienstraße und Wiener Straße. Für die Gewerbeausstellung in Moabit ließ die GBPfE mehrere Strecken, darunter in der Invalidenstraße, zweigleisig ausbauen. Die eingleisige Strecke durch die Communication nach dem Neuen Thor ging außer Betrieb. Zum Ende des Jahres wies das Netz eine Gleislänge von 124,2 km auf, es waren 293 Wagen und 1528 Pferde im vorhanden.

### Erschließung des Stadtzentrums

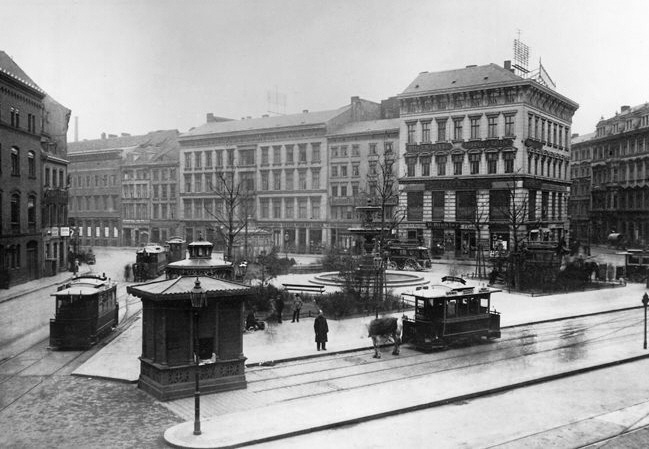
Spittelmarkt mit Blick in die Wallstraße (li.), im Vordergrund die Abfahrtsstellen der Pferdebahn, 1888

Pferdebahnwagen in Dalldorf, um 1902. Auf dem Bild ist bereits die Oberleitung für die elektrische Straßenbahn zu erkennen.

Pferdebahnwagen auf der Moltkebrücke mit Marine-Panorama (li.) und Lehrter Bahnhof (re.) im Hintergrund, um 1891

Mit der Fertigstellung der Ringbahn war das Streckennetz, wie im Zustimmungsvertrag ausgehandelt, im Wesentlichen fertiggestellt. 1879 begannen daher Verhandlungen mit der Stadt Berlin über einen neuen Zustimmungsvertrag. Dieser wurde am 26. Juni 1880 von der Generalversammlung genehmigt und am 18. August desselben Jahres von der Stadt vollzogen. Die Stadt befreite die Gesellschaft von der Herstellung der Tangenten zwischen den Vororten. Aufrechterhalten beziehungsweise neu genehmigt wurden weitere Strecken in der Innenstadt, unter anderem zum Hackeschen Markt und zum Roten Rathaus sowie die Kreuzung der Straße Unter den Linden. Als einzige Außenlinie genehmigte die Stadt die Verbindung von der Müllerstraße nach Dalldorf. Die mit Abstand wichtigste Verbindung war die vom Potsdamer Platz durch die Leipziger Straße zum Spittelmarkt. Für diese Strecke musste die Große Berliner zuvor eine Verzichtserklärung auf alle erteilten Rechte einer Genehmigung von der Großen Internationalen einholen. Zudem musste das Unternehmen zur Herstellung einer Gleisverbindung von der Leipziger Straße zur Seidelstraße die Gertraudenkirche ankaufen und abreißen lassen. Der Gleisbau selbst vollzog sich innerhalb weniger Wochen vom 24. September bis zum 30. Oktober, sodass die Strecke am 7. November in Betrieb gehen konnte. Weiterhin erreichte das Netz den Hausvogteiplatz. Auf der Linie Schönhauser Tor – Pankow nahm das Unternehmen einen dreiwöchigen Dampfbetrieb mit insgesamt sieben Lokomotiven auf. Die Lärm- und Rauchbelästigung durch die Lokomotiven führte zur baldigen Einstellung.
| Linie                  | Verlauf                                             |
| ---------------------- | --------------------------------------------------- |
| Weiß                   | Ringbahn                                            |
| Rot                    | Dönhoffplatz – Kreuzberg                            |
| Gelb                   | Behrenstraße/Friedrichstraße – Görlitzer Bahnhof    |
| Weiß mit grünem Strich | Behrenstraße/Friedrichstraße – Kreuzberg            |
| Gelb                   | Hallesches Thor – Cöpenicker Straße/Eisenbahnstraße |
| Weiß                   | Kronenstraße/Jerusalemer Straße – Hafenplatz        |
| Weiß mit grünem Strich | Monbijouplatz – Bülowstraße                         |
| Rot                    | Moritzplatz – Zoologischer Garten                   |
| Weiß mit rotem Strich  | Spittelmarkt – Zoologischer Garten                  |
| Gelb                   | Spittelmarkt – Moabit, Stromstraße                  |
| Weiß                   | Monbijouplatz – Charlottenburg, Luisenplatz         |
| Weiß mit rotem Strich  | Monbijouplatz – Moabit, Stromstraße                 |
| Weiß                   | Spittelmarkt – Schöneberg                           |
| Weiß mit rotem Strich  | Spittelmarkt – Treptow                              |
| Weiß                   | Dönhoffplatz – Tempelhof                            |
| Grün                   | Dönhoffplatz – Rixdorf                              |
| Weiß                   | Schönhauser Thor – Pankow                           |
| Weiß                   | Rosenthaler Thor – Gesundbrunnen                    |
| Grün                   | Weidendammer Brücke – Tegeler Chaussee              |
|                        | Tegeler Chaussee – Tegel                            |

Am 4. Juni 1881 ging die Außenlinie von der Tegeler Chaussee nach Tegel in Betrieb. Die Konzession lag in Händen einer eigens gegründeten Kommanditgesellschaft unter Leitung von Lebrecht Büchmann, seines Zeichens Direktor der Großen Internationalen Pferde-Eisenbahn. Die Bauausführung übernahm die Große Berliner, die die Strecke ab Eröffnung betrieb und erwarb. Zunächst befuhr die Strecke eine Pendellinie zwischen der Weichbildgrenze und Tegel. Nach der Inbetriebnahme der Zweigstrecke nach Dalldorf im Folgejahr richtete die GBPfE durchgehende Züge zur Weidendammer Brücke ein. Von der Leipziger Straße abgehend kam 1882 eine weitere Innenstadtstrecke über Mauerstraße, Kanonierstraße, Französische Straße, Werderscher Markt, Schloßplatz und Breite Straße zum Köllnischen Fischmarkt hinzu. Weiterhin erhielten der Hackesche Markt und der benachbarte, im gleichen Jahr eröffnete, Bahnhof Börse ihre Anbindung von Norden beziehungsweise Nordwesten her. Die Verbindungen wurden im Folgejahr zum Roten Rathaus und von dort zur Jannowitzbrücke mit Anschluss an die Ringbahn sowie zum Alexanderplatz verlängert. In den beiden folgenden Jahren fiel der Umfang im Streckenbau deutlich reduzierter aus. 1884 wurden die Verlängerungen vom Hausvogteiplatz zum Schloßplatz sowie die Verbindung Spittelmarkt – Hermannplatz über Dresdener Straße und Kottbusser Damm vollendet. 1885 erreichte die Pferdebahn den Schlesischen Bahnhof über Holzmarktstraße. Für Rechnung der Gemeinde Rixdorf baute die Gesellschaft die Strecke Hermannplatz – Hermannstraße – Knesebeckstraße.
Am 6./17. November 1884 kam es zum Abschluss eines neuen Zustimmungsvertrags mit der Stadt Berlin, den die Generalversammlung am 20. Dezember 1884 genehmigte. Vorausgegangen war die Erstellung eines Generalverkehrsplans durch die Stadt Berlin zur weiteren Koordinierung des Netzausbaus. Die Stadt schrieb die darin vorgesehenen Strecken öffentlich aus. Von den etwa 20 Bewerbern konnten jedoch nur die drei in Berlin aktiven Pferdebahnunternehmen (GBPfE, BPfE und NBPf) die von der Stadt geforderten Leistungen bieten. Der mit der Großen Berliner ausgehandelte Vertrag wurde daher als Nachtragsvertrag zum Zustimmungsvertrag von 1880 verfasst. Er sah einen Streckenkatalog von zwölf Positionen mit einer Gleislänge von 55 km vor. Darunter waren ein Halbring von Gesundbrunnen durch den Großen Tiergarten und über den Generalszug zur Schillingbrücke und mehrere Verbindungen in der Innenstadt, unter ihnen die Verbindung vom Molkenmarkt zum Spittelmarkt. Die Zustimmungsdauer aller bestehenden und der bis 1888 neu zu bauenden Strecken wurde einheitlich bis Ende 1911 befristet. Der Vertrag verpflichtete die Große Berliner weiterhin, die Nutzung ihrer Gleise durch andere Unternehmen – gegen Entgelt – zuzulassen.

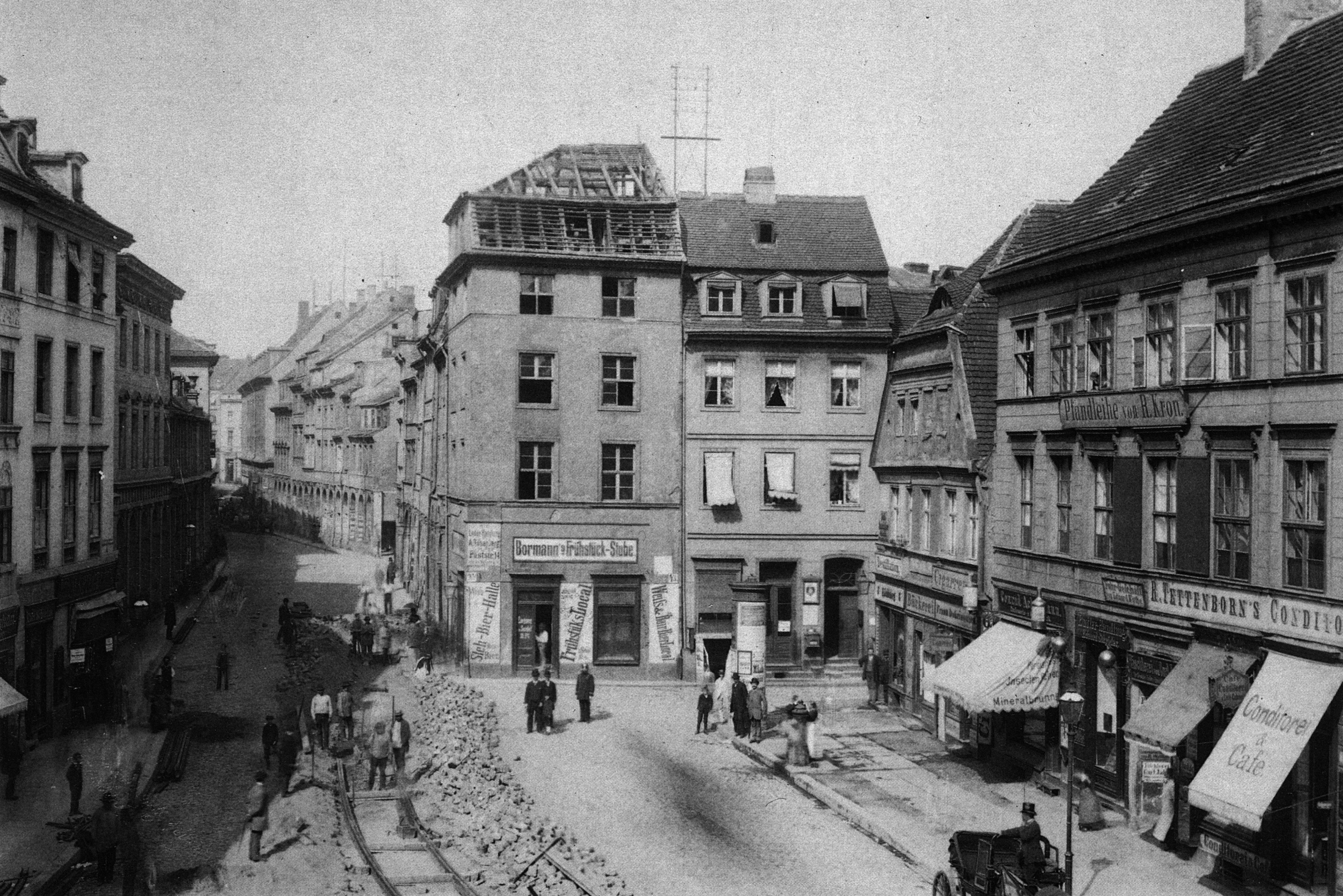
Einbau des Pferdebahngleises am Köllnischen Fischmarkt, 1886

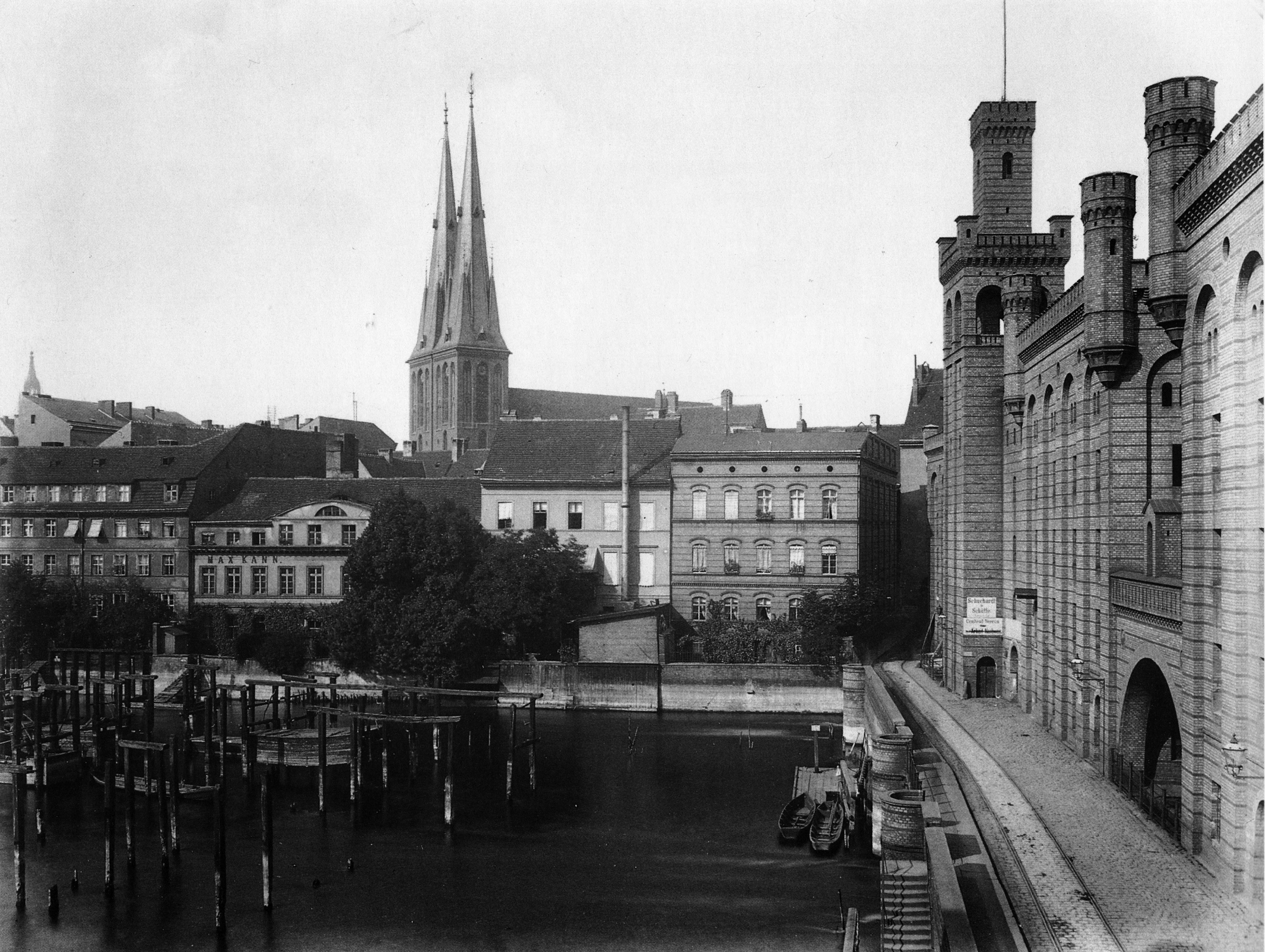
Eingleisige, vorübergehende Streckenführung durch den Mühlenweg an der rückwärtigen Seite des Mühlendammgebäudes, um 1886

Das Jahr 1886 zeichnete sich durch eine rege Bautätigkeit aus. Der Umfang an Streckenneubauten betrug 36,6 km. Es gingen die Strecken Gesundbrunnen – Wedding – Moabit, Lützowplatz – Prinzenstraße, Spittelmarkt – Molkenmarkt, Schönhauser Allee – Chausseestraße und Neues Tor – Georgenstraße.
Für die wichtige Verbindung zwischen Spittel- und Molkenmarkt, eröffnet am 9. August 1886, musste zunächst eine getrennte Streckenführung für beide Fahrtrichtungen in Kauf genommen werden. Hintergrund waren die noch ausstehenden Arbeiten zur Regulierung der Spree und die damit verbundenen Umbau- und Abrissarbeiten im Bereich der Mühlendammschleuse. Die Strecke führte vom Spittelmarkt aus über die Gertraudenbrücke zum Köllnischen Fischmarkt. Die Wagen Richtung Molkenmarkt fuhren weiter über den (alten) Mühlendamm. Die Wagen der Gegenrichtung fuhren über Poststraße, Mühlenweg, Breite Straße und Scharrenstraße zum Petriplatz und von dort weiter über die Gertraudenstraße und -brücke. Von Molkenmarkt Richtung Alexanderplatz ging gleichzeitig eine weitere Entlastungsstrecke durch die Jüdenstraße in Betrieb. Neben den Linien der Großen Berliner nutzten auch die Linien Gelb und Grün der Neuen Berliner Pferdebahn-Gesellschaft (NBPf) die neue Verbindung. Bereits seit 1883 gab es entsprechende Mitnutzungsvereinbarungen zwischen Alexanderplatz und Rathaus.
Die nachfolgenden Jahre gestalteten sich in der Bautätigkeit wieder ruhiger. Im gleichen Jahr fanden neben dem weiteren zweigleisigen Ausbau vorhandener Strecken die Inbetriebnahmen der Strecken Lausitzer Platz – Schlesisches Tor und Tempelhof – Mariendorf statt. Letztere war auf Kosten der Gemeinde Mariendorf gebaut worden und ging am 1. Januar 1888 in das Eigentum der GBPfE über, nachdem diese ein Drittel der Baukosten an die Gemeinde gezahlt hatte. Zum Jahresbeginn 1887 kaufte das Unternehmen bereits die gemeindeeigene Strecke in Rixdorf auf. Weniger Erfolg hatte das Unternehmen bei der Herstellung einer Nord-Süd-Durchmesserlinie durch die Friedrichstraße. Das Gesuch wurde am 6. Dezember von „allerhöchster Stelle“ abgelehnt, gleichzeitig aber eine Querung der Allee Unter den Linden an anderer Stelle in Aussicht gestellt. Bis 1889 gingen die Linien Hasenheide – Köpenicker Straße über die Adalbertstraße, Jannowitzbrücke – Alexanderplatz – Rosenthaler Straße, Nettelbeckplatz – Reinickendorf und die Verlängerung der Rixdorfer Linie zum Bahnhof Rixdorf in Betrieb.
Bis 1892 fanden weitere Inbetriebnahmen im Norden von Moabit und die Eröffnung der Strecke Stromstraße – Lützowplatz durch den Großen Tiergarten statt. Die Linie zur Knesebeckstraße wurde auf Kosten der Gemeinde Britz bis zum Britzer Rathaus verlängert. Die Strecke ging mit der Eröffnung am 1. August 1891 in das Eigentum der Großen Berliner über. Ein Jahr später wurde die 1,3 km lange Strecke von Pankow, Kirche am Schloss Schönhausen vorbei nach Niederschönhausen eröffnet. Die Strecke war auf Kosten der Gemeinde Niederschönhausen erbaut worden und mit der Inbetriebnahme am 1. Juni 1892 dem Unternehmen überlassen worden. Im gleichen Jahr wurde die neue Mühlendammbrücke fertiggestellt, womit die provisorische Streckenführung über den parallel verlaufenden Mühlenweg aufgegeben werden konnte.
Zum Jahresbeginn 1894 übernahm die Große Berliner die Verwaltung der NBPf, nachdem deren Direktor Gerth am 31. Dezember 1892 gestorben war. Ab 1893 übernahm zunächst Direktor Koehler, 1894 auch Direktor von Kühlewein die Leitung des Unternehmens. Die Große Berliner hatte bis 1893 insgesamt 99,76 Prozent der Stammaktien des Unternehmens erworben. Beide Unternehmen wurden fortan in Personalunion geführt und die Neue Berliner auf eine spätere Übernahme durch die Große Berliner vorbereitet. Als zweite wichtige Durchmesserlinie konnte am 22. September 1894 die sogenannte Lindenkreuzung in Betrieb genommen werden. Die Kreuzung lag in Höhe des Königlichen Opernhauses auf der Südseite und dem Kastanienwäldchen auf der Nordseite. Südlich war die Strecke an die Französische Straße, nördlich an die Weidendammer Brücke (Inbetriebnahme am 22. Oktober 1894) beziehungsweise über die Friedrichsbrücke an den Hackeschen Markt angebunden. In der Dorotheenstraße nutzte man die Gleise der Berlin-Charlottenburger Straßenbahn mit. Die Gesellschaft zahlte für den Bau beider Strecken eine Pauschalsumme von einer Million Mark an die Stadt und war dafür von den entstehenden Kosten für Bau und Erwerb von Land beziehungsweise Umbauten an den Brücken befreit. Als weitere Strecken gingen im gleichen Jahr die Verbindungen Rosenthaler Tor – Zionskirchplatz – Vinetaplatz und Marheinekeplatz – Blücherplatz in Betrieb. 1895 konzentrierte sich der Streckenausbau vor allem auf die Stadt Charlottenburg, daneben erhielt die Strafanstalt Plötzensee einen Straßenbahnanschluss. Das Gleisnetz umfasste in diesem Jahr eine Gesamtlänge von 284 km, es wurden 139 Millionen Fahrgäste befördert.

### Elektrifizierung und Ausbau der Monopolstellung

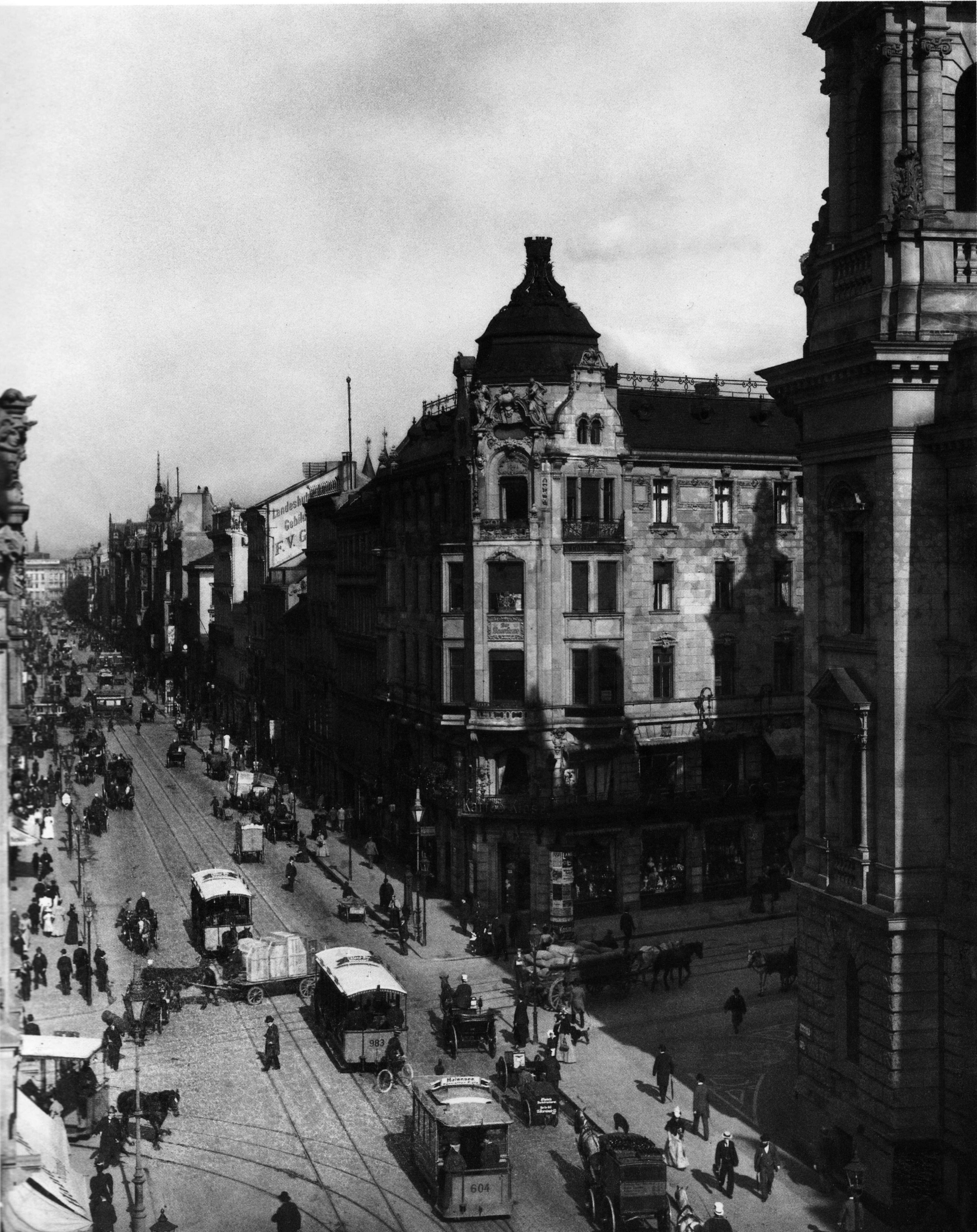
Straßenszene in der Leipziger Straße Ecke Mauerstraße, 1897

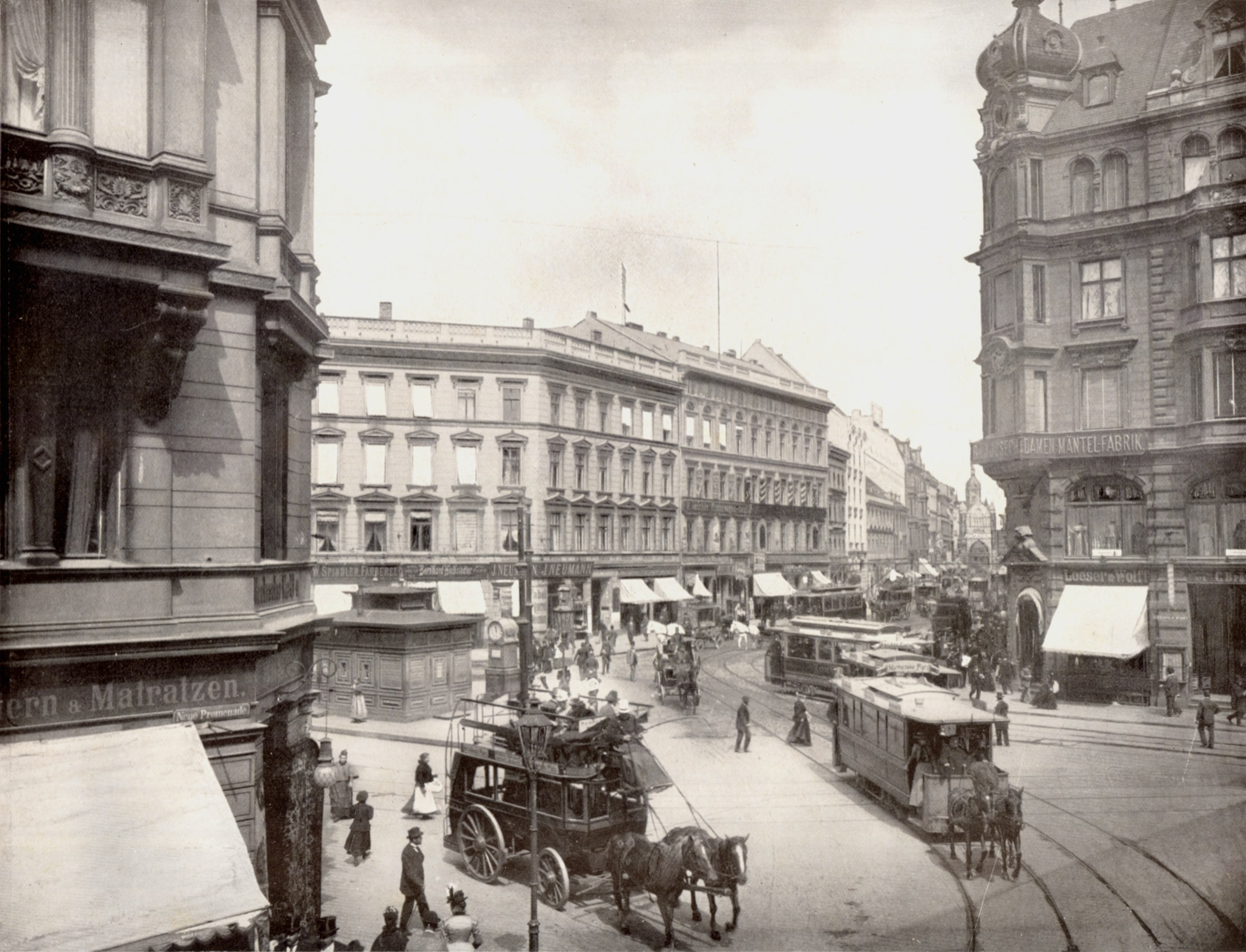
Begegnung eines Metropolwagen mit einem Berolina-Triebwagen während der Umstellungsphase am Hackeschen Markt, um 1900

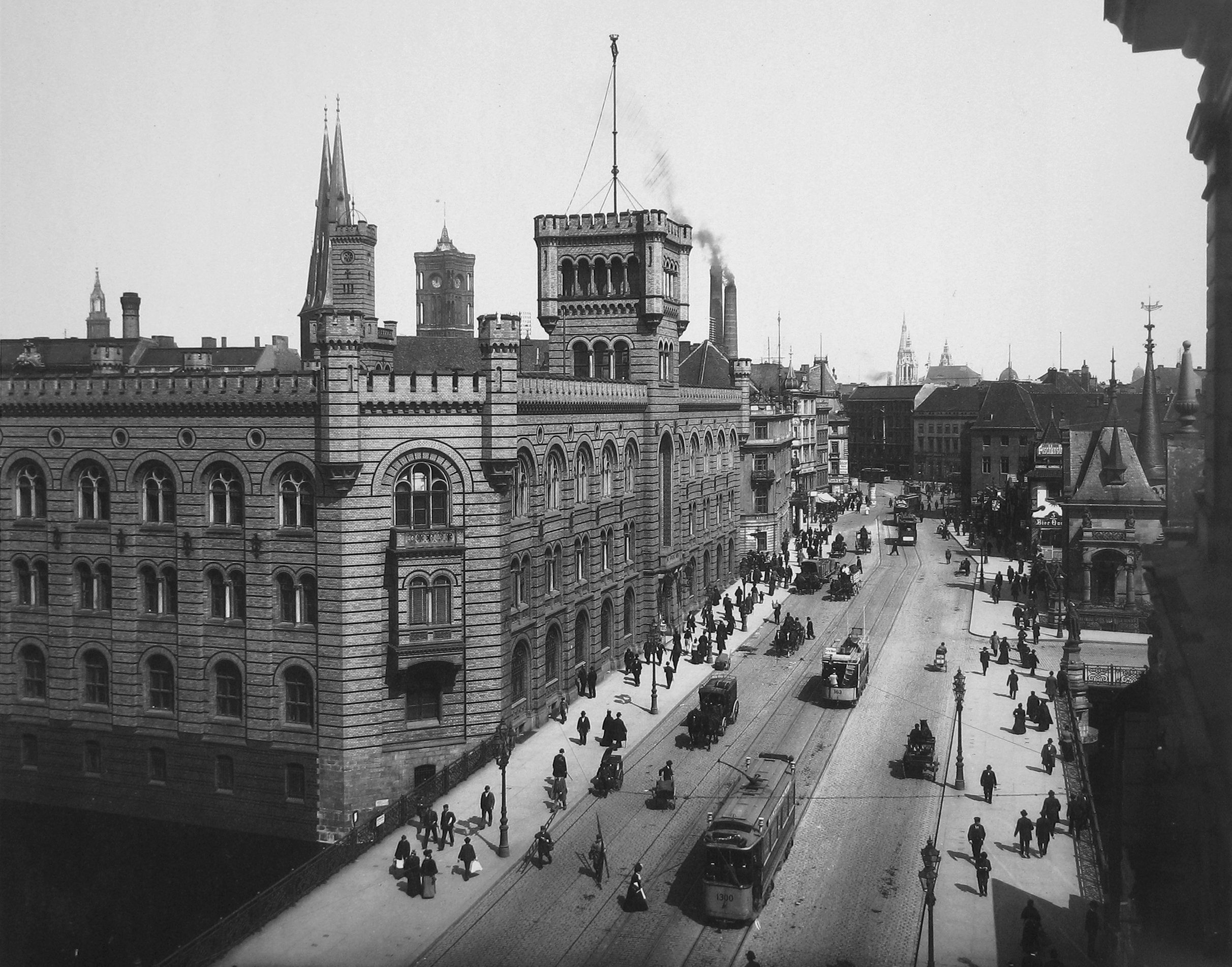
Tw 1300 (Alt-Brandenburg) folgt einem Decksitzwagen auf dem Mühlendamm in Richtung Molkenmarkt, 1902.

Seit der Inbetriebnahme der ersten elektrischen Straßenbahn in Lichterfelde hatte sich der elektromotorische Antrieb von Schienenfahrzeugen stetig weiterentwickelt. Siemens & Halske trieb den Bau einer Hoch- und Untergrundbahn wieder voran, deren Einzugsgebiet durch elektrische Straßenbahnen vergrößert werden sollte. Die erste Strecke dieser Art zwischen Gesundbrunnen und Pankow wurde am 19. März 1895 genehmigt. Gegenüber der Pferdebahn war die elektrische Straßenbahn in der Anlage zwar teurer, aufgrund der deutlich höheren Leistungsfähigkeit aber betriebswirtschaftlich günstiger. Die GBPfE hatte bis zu diesem Zeitpunkt einzelne Versuche mit elektrischen Fahrzeugen unternommen. Ende 1885 kam es zu einem kurzzeitigen Betrieb mit Akkumulatortriebwagen nach System Reckenzaun auf der Linie Brandenburger Tor – Moabit, der insgesamt nicht befriedigte. 1891 gab es Pläne für eine elektrische Linie Zoologischer Garten – Jerusalemer Straße mit Abzweigungen nach Schöneberg und zur Glogauer Straße mit unterirdischer Stromzuführung nach Art der Budapester Straßenbahn. 1894 wurde in Zusammenarbeit mit der AEG auf dem Hof Waldenserstraße eine Akkuladestation errichtet. Drei zu Akkutriebwagen umgebaute Pferdebahnwagen fuhren ab dem Frühjahr 1895 im Regelbetrieb auf der Linie Moabit – Schöneberg. Der Betrieb befriedigte insgesamt nicht, da die Akkumulatoren häufig ausgewechselt werden mussten und eine gegenüber der Betriebsdauer lange Ladezeit aufwiesen.
Den Startschuss für die dauerhafte Elektrifizierung des Streckennetzes bot dann die Berliner Gewerbeausstellung 1896. Neben der Staatsbahn, die den Großteil des Publikumsverkehrs bewältigen sollte, waren auch mehrere elektrische Linien vorgesehen. Die Stadt Berlin schrieb im Februar 1895 einen Wettbewerb für die Einrichtung einer „mit mechanischer Kraft zu betreibende Kleinbahn“ aus, die von der Wiener Straße zum Ausstellungsgelände im Treptower Park führen sollte. Den Zuschlag erhielt zunächst Siemens & Halske. Die Große Berliner, die zu den Mitbewerbern gehörte, hatte in ihrem Beitrag die Verlängerung zum Dönhoffplatz vorgeschlagen, um die elektrische Linie einem größeren Publikum zugänglich zu machen. Die Stadt lehnte dieses Vorhaben ab. Da Siemens ebenfalls die Verlängerung seiner Bahn in die Innenstadt vorantrieb – und genehmigt bekam, entschloss sich die Große Berliner erneut, einen Teil ihrer Linien zu elektrifizieren. Vorgesehen waren die Linien Dönhoffplatz – Treptow, Dönhoffplatz – Glogauer Straße und Zoologischer Garten – Treptow. Die elektrische Ausrüstung kam von der Union-Elektricitäts-Gesellschaft (Union; UEG). Während die Stadt bei der Ausgestaltung der elektrischen Anlagen freie Hand ließ, untersagte die Polizeibehörde aus ästhetischen Gründen die Anlage von Oberleitungen in der Innenstadt. Auf dem Dennewitzplatz sowie dem Abschnitt Blücherplatz – Hallesche-Tor-Brücke – Lindenstraße – Commandantenstraße – Dönhoffplatz musste daher eine unterirdische Stromzuführung gewählt werden. Das verwendete Unterleitungssystem der UEG unterschied sich geringfügig von dem von Siemens. Es kam letztlich nur auf dem Dennewitzplatz und zwischen Dönhoffplatz und Lindenstraße zur Anwendung, während auf den übrigen Abschnitten auch Oberleitungen verlegt wurden. Die Stromentnahme erfolgte auf den Oberleitungsstrecken mittels Rollenstromabnehmer. Die Linie Zoologischer Garten – Treptow ging zur Eröffnung der Gewerbeausstellung am 1. Mai 1896 in Betrieb. Die Linien zum Dönhoffplatz konnten wegen Problemen beim Bau der Unterleitungsstrecke nur bis zur Lindenstraße geführt werden. Der restliche Abschnitt folgte am 29. Mai 1896. Es zeigte sich hierbei, dass vor allem die Stromabnehmer sich als störanfällig erwiesen, da die Isolierung durch das dauerhafte Heben und Senken mit der Zeit nachließ und es so zu Kurzschlüssen kam. Der Unterleitungsabschnitt am Dennewitzplatz wurde vorübergehend wieder auf Oberleitungsbetrieb umgerüstet, um einen störungsfreien Betrieb zu gewährleisten. Nach Austausch der Stromabnehmer wurde der gemischte Betrieb wieder eingeführt und die Masten entfernt.
Die Große Berliner bemühte sich nun um eine Elektrifizierung ihres gesamten Netzes. Sie beabsichtigte eine Erhöhung des Aktienkapitals, um die veranschlagten Kosten in Höhe von 23 Millionen Mark stemmen zu können. Da sie jedoch befürchtete, die Kosten bis zum Ende der Betriebsdauer 1911 nicht amortisieren zu können, erstrebte sie den Abschluss eines neuen Zustimmungsvertrages mit dem Magistrat. Der Magistrat wiederum sah mit dem Abschluss eines neuen Vertrags die Möglichkeit gegeben, das Unternehmen zu einer Reihe von Zugeständnissen zu bewegen. Dieser „Umwandlungsvertrag“ wurde seitens des Magistrats nach vorheriger Zustimmung durch die Stadtverordnetenversammlung am 2. Juli 1897 abgeschlossen. Die Große Berliner Pferde-Eisenbahn legte den Entwurf am 19. Januar 1898 der Generalversammlung vor, die diesen auch annahm. Das Unternehmen gab der Bedeutung dieses Vertragswerks zusätzlichen Ausdruck dadurch, dass es ab dem 25. Januar 1898 als Große Berliner Straßenbahn Aktien-Gesellschaft firmierte. Der 41 Paragraphen umfassende Vertrag sah mehrere weitreichende Veränderungen vor:
- Verlängerung der Zustimmungsfrist zur Überlassung der Straßen bis zum 31. Dezember 1919 (§ 2)
- Entnahme des Betriebsstroms gemäß den Bestimmungen des Magistrats (§ 7)
- Abschluss der Elektrifizierung innerhalb von fünf Jahren (§ 9)
- Abgabe von 8 % der Bruttoeinnahmen der Personenbeförderungen von den Linien, die über städtische Berliner Straßen laufen (§ 11a)
- Abgabe der Hälfte des Unternehmensgewinns nach Abzug von 12 % auf die alten Aktien und 6 % auf die neuen Aktien. Nach Unifizierung der alten und neuen Aktien wurde der Passus geändert auf die Hälfte des Gewinns nach Abzug von 7 % auf sämtliche Aktien. (§ 11d)
- Übernahme der Kosten durch die Gesellschaft für Straßen- und Brückenverbreiterungen beim Bau neuer Strecken (§ 14a) und für erforderliche Verlegung von Ver- und Entsorgungsleitungen (§ 14b)
- Pflicht zur entschädigungslosen Beseitigung von Bahnanlagen und Wiederherstellung von Straßen etc. bei Aufgabe der selbigen (§ 15)
- Pflasterung der von Straßenbahnen durchlaufenen Straßen (§ 17) und Übergang des Pflastermaterials in das Eigentum der Stadt (§ 21)
- Gestattung der Mitbenutzung der Gleise durch fremde Bahnen auf höchstens 400 m Länge auf je einer Linie des jeweiligen Fahrplans (§ 30)
- Der Fahrplan unterlag der Zustimmung des Magistrats. (§ 33)
- Festsetzung eines Zehnpfennigtarifs für jede ununterbrochene Fahrt innerhalb des Weichbildes der Stadt beziehungsweise bis zu den Endpunkten der Linien nach den umliegenden Gemeinden mit Ausnahme von Boxhagen-Rummelsburg, Friedrichsfelde und Lichtenberg östlich der Hubertusstraße (§ 33)
- Nach Ablauf der Zustimmungsdauer gehen der Bahnkörper, soweit er sich auf in städtischer Zuständigkeit befindlichen Straßen befindet, mit allem Zubehör (Masten, Fahrleitungsdraht etc.), Warteräume und alle von der Gesellschaft erworbenen und ausgenutzten Patente in städtisches Eigentum über. Die Stadt war berechtigt, die Abtretung der Rechte am Bahnkörper gegen Übernahme der damit verbundenen Verpflichtungen zu verlangen. (§ 36a) Alternativ konnte der Magistrat auch die Wiederherstellung der Straßen in ihrem ursprünglichen Zustand auf Kosten der Gesellschaft verlangen. (§ 36b)
- Streitigkeiten unterlagen der Entscheidung eines Schiedsgerichts, das für jeden besonderen Fall zu bilden war. (§ 39)
- Gründung einer Ruhegehaltskasse für die Beamten der Gesellschaft (§ 39a)

Eine Verpflichtung zum Bau neuer Strecken, wie sie in älteren Zustimmungsverträgen vorkam, war in diesem Fall nicht vorgesehen. Die Bauverpflichtung war in einem früheren Entwurf noch vorgesehen, wurde aber auf Antrag der Sozialdemokraten herausgenommen. Die Strecken sollten stattdessen separat ausgeschrieben werden.
Gemäß den Bestimmungen des Kleinbahngesetzes musste die Gesellschaft daraufhin auch neue Zustimmungsverträge mit den übrigen wegeunterhaltspflichtigen Gemeinden und Körperschaften abschließen. Die Zustimmungsverträge waren wiederum Voraussetzung für den Erhalt einer neuen Konzession, die am 4. Mai 1900 vom Polizeipräsidenten erteilt wurde. Um die hohen Kosten der Elektrifizierung stemmen zu können, gab die GBS von 1898 bis 1904 mehrere Aktienpakete aus und verfünffachte damit ihr Aktienkapital auf 100 Millionen Mark. Das Kapital diente nicht allein der Umwandlung, sondern auch dem Erwerb von Aktien benachbarter Betriebe. 1898 kaufte die Große Berliner sämtliche Aktien (6.000.000 Mark) der Westlichen Berliner Vorortbahn (WBV) und die Hälfte der Aktien (1.500.000 Mark) der Südlichen Berliner Vorortbahn (SBV) auf. 1900 folgte die formelle Übernahme der Neuen Berliner Pferdebahn und der Erwerb der Aktienmehrheit der Berlin-Charlottenburger Straßenbahn (BCS; vormals Berliner Pferde-Eisenbahn). Die daraus resultierende Dominanz in den Aufsichtsräten nutzte die GBS aus, um die drei „Nebenbahnen“ fortan in Personalunion zu führen und eine Betriebsgemeinschaft zu bilden. Linien der jeweils einen Gesellschaft wurden nun in das Verkehrsgebiet der jeweils anderen verlängert und so das Einzugsgebiet vergrößert.

Abschied der letzten innerstädtischen Pferdebahnlinie zwischen Weddingplatz und Potsdamer/Ecke Großgörschenstraße, 23. August 1902

Als erste Linie nach den Ausstellungslinien wurde die Verbindung Alexanderplatz – Schöneberg, Kirche am 1. März 1898 auf elektrischen Betrieb umgestellt. Von den 7,1 km Gesamtlänge wurden 3,4 km im Akkumulatorbetrieb gefahren, darunter auch die Leipziger Straße. Es folgten bis Ende 1898 weitere sechs Linien, darunter die Ringbahn. Bis Ende 1899 fuhren bereits 19 Linien elektrisch. Im Winter 1899/1900 zeigten sich dann die Nachteile des Akkubetriebs auf. Durch heftigen Schneefall verbrauchten die Fahrzeuge mehr Energie als gewöhnlich, sodass die Ladestrecken nicht mehr ausreichten. Infolgedessen kam es auf den im Akkubetrieb befahrenen Strecken zu liegengebliebenen Fahrzeugen und teils erheblichen Betriebsstörungen. Die GBS beantragte daher noch 1899 beim preußischen Ministerium der öffentlichen Arbeiten die Erlaubnis zur Einstellung des Akkubetriebs, das dem Antrag am 26. September 1900 stattgab. Das Unternehmen erhoffte sich dadurch die komplette Umstellung der Strecken auf Oberleitung. Für eine Reihe von Strecken vor repräsentativen Plätzen schrieben die Behörden jedoch wieder eine Unterleitung vor. Der erste Unterleitungsabschnitt ging dann am 7. Oktober 1901 auf der Lindenkreuzung in Betrieb, der letzte am 4. November 1902 auf dem Schloßplatz. Der Akkumulatorbetrieb war somit noch vor Einstellung der letzten Pferdebahnlinie wieder Geschichte. Im gleichen Zeitraum ging die weitere Umstellung der vormaligen Pferdebahnlinien weiter voran. Bis Ende 1900 waren 43 Linien umgestellt, Ende 1901 waren von insgesamt 58 Linien noch fünf im Pferdebetrieb. Als letzte innerstädtische Strecke stellte die GBS am 23. August 1902 die Linie Weddingplatz – Großgörschenstraße um. Die letzte Pferdebahnlinie überhaupt war die Außenlinie von der Tegeler Chaussee nach Dalldorf, ihre Umstellung am 15. Dezember 1902 markierte das Ende des Pferdebahnzeitalters bei der Großen Berliner. Parallel zur Umstellung führte die GBS zum 1. Januar 1901 den Zehnpfennigtarif ein. Auf den Linien, die im Anschlussbetrieb in das Verkehrsgebiet der Nebenbahnen fuhren, erhob die GBS abweichend hiervon einen höheren Tarifsatz.
| Linie | Linie                       | Verlauf                                                                                    |
| ----- | --------------------------- | ------------------------------------------------------------------------------------------ |
| 1     | Weiß                        | Ringbahn                                                                                   |
| 2     | Weiß mit blauem Strich      | Kronprinzenbrücke – Hallesches Tor                                                         |
| 8     | Weiß                        | Charlottenburg, Luisenplatz – Pankstraße/Badstraße                                         |
| 10    | Weiß mit blauem Strich      | Moabit, Turmstraße/Gotzkowskystraße – Kastanienallee/Schönhauser Allee                     |
| 11    | Weiß mit gelbem Strich      | Moabit, Turmstraße/Gotzkowskystraße – Görlitzer Bahnhof                                    |
| 12    | Weiß/Gelb                   | Plötzensee – Görlitzer Bahnhof                                                             |
| 13    | Weiß mit gelbem Strich      | Moabit, Wilhelmshavener Straße/Turmstraße – Görlitzer Bahnhof                              |
| 14    | Weiß mit rotem Strich       | Moabit, Wilhelmshavener Straße/Turmstraße – Marheinekeplatz                                |
| 15    | Grün mit weißem Strich      | Moabit, Bremer Straße/Birkenstraße – Rixdorf, Canner Straße                                |
| 16    | Weiß                        | Bahnhof Putlitzstraße – Küstriner Platz                                                    |
| 17    | Weiß                        | Schöneberg, Militärbahnhof – Lehrter Bahnhof                                               |
| 18    | Grün                        | Großgörschenstraße/Potsdamer Straße – Lehrter Bahnhof                                      |
| 25    | Rot-Grün                    | Tegel, Berliner Straße/Hauptstraße – Charlottenstraße/Unter den Linden                     |
| 26    | Rot mit grünem Strich       | Tegel, Berliner Straße/Hauptstraße – Oranienburger Tor                                     |
| 28    | Grün mit weißem Strich      | Reinickendorf, Berliner Straße/Scharnweberstraße – Rixdorf, Knesebeckstraße                |
| 29    | Weiß mit blauem Strich      | Seestraße/Müllerstraße – Britz, Chausseestraße/Triftstraße                                 |
| 30    | Gelb mit weißem Strich      | Gerichtstraße/Müllerstraße – Winterfeldtplatz                                              |
| 31    | Gelb mit rotem Strich       | Gerichtstraße/Müllerstraße – Schlesischer Bahnhof                                          |
| 32    | Weiß mit rotem Strich       | Reinickendorf, Rathaus – Charlottenstraße/Unter den Linden                                 |
| 33    | Blau mit rotem Strich       | Stettiner Bahnhof – Savignyplatz                                                           |
| 34    | Rot mit weißem Strich       | Pankstraße/Badstraße – Kreuzberg, Viktoriapark                                             |
| 35    | Blau/Weiß                   | Reinickendorf, Rathaus – Kreuzberg, Viktoriapark                                           |
| 36    | Weiß/Rot                    | Bahnhof Schönholz – Kreuzberg, Viktoriapark                                                |
| 37    | Weiß/Grün                   | Demminer Straße/Brunnenstraße – Kreuzberg, Bergmannstraße                                  |
| 38    | Rot                         | Gesundbrunnen, Exerzierstraße/Badstraße – Kreuzberg, Viktoriapark                          |
| 39    | Weiß mit gelbem Strich      | Gesundbrunnen, Exerzierstraße/Badstraße – Marheinekeplatz                                  |
| 40    | Grün mit weißem Strich      | Swinemünder Straße/Ramlerstraße – Schöneberg, Eisenacher Straße/Hauptstraße                |
| 41    | Weiß                        | Demminer Straße/Brunnenstraße – General-Pape-Straße                                        |
| 42    | Weiß mit grünem Strich      | Behrenstraße/Friedrichstraße – Kreuzberg, Bergmannstraße                                   |
| 43    | Gelb                        | Nettelbeckplatz – Spittelmarkt                                                             |
| 46    | Grün mit gelbem Strich      | Nordend, Straßenbahnhof – Britz, Rudower Straße/Jahnstraße                                 |
| 47    | Grün/Weiß                   | Niederschönhausen, Kirche – Britz, Rudower Straße/Jahnstraße                               |
| 48    | Weiß mit rotem Strich       | Bahnhof Schönhauser Allee – Britz, Rudower Straße/Jahnstraße                               |
| 49    | Weiß                        | Pankow, Breite Straße (Kirche) – Rathaus, Hoher Steinweg                                   |
| 50    | Rot                         | Bahnhof Schönhauser Allee – Fichtestraße/Hasenheide                                        |
| 51    | Weiß mit Grün               | Kastanienallee/Schönhauser Allee – Viktoria-Luise-Platz                                    |
| 53    | Rot-Grün                    | Danziger Straße/Weißenburger Straße – Hermannplatz                                         |
| 54    | Weiß-Rot                    | Schönhauser Tor – Savignyplatz                                                             |
| 60    | Rot mit weißem Strich       | Prenzlauer Allee/Danziger Straße – Schöneberg, Martin-Luther-Straße/Luitpoldstraße         |
| 61    | Rot mit gelbem Strich       | Weißensee, Antonplatz – Rathaus, Hoher Steinweg                                            |
| 62    | Weiß                        | Weißensee, Rennbahnstraße – Spittelmarkt                                                   |
| 63    | Gelb mit rotem Strich       | Danziger Straße/Greifswalder Straße – Hansaplatz                                           |
| 64    | Grün/Weiß                   | Bahnhof Landsberger Allee – Bahnhof Zoologischer Garten                                    |
| 65    | Gelb mit weißem Strich      | Centralviehhof, Forckenbeckplatz – Moritzplatz                                             |
| 66    | Rot/Weiß                    | Lichtenberg, Dorfstraße – Bahnhof Halensee                                                 |
| 67    | Weiß/Gelb                   | Centralviehhof, Forckenbeckplatz – Wilmersdorf, Wilhelmsaue                                |
| 68    | Weiß/Blau mit gelbem Strich | Lichtenberg, Dorfstraße – Schöneberg, Grunewaldstraße/Goltzstraße                          |
| 69    | Weiß/Blau mit rotem Strich  | Lichtenberg, Frankfurter Chaussee/Hubertusstraße – Schöneberg, Grunewaldstraße/Goltzstraße |
| 70    | Grün/Rot mit weißem Strich  | Friedrichsfelde, Kirche – Spittelmarkt                                                     |
| 71    | Weiß                        | Herzberge – Schöneberg, Grunewaldstraße/Goltzstraße                                        |
| 72    | Weiß mit gelbem Strich      | Alexanderplatz – Bahnhof Ebersstraße                                                       |
| 73    | Weiß mit grünem Strich      | Weißensee, Schloß – Rathaus, Hoher Steinweg                                                |
| 78    | Grün                        | Wilmersdorf, Ludwigkirchplatz – Königsberger Straße/Frankfurter Allee                      |
| 80    | Blau                        | Schlesischer Bahnhof – Charlottenburg, Amtsgericht                                         |
| 83    | Rot mir grünem Strich       | Behrenstraße/Friedrichstraße – Treptow, Platz am Spreetunnel                               |
| 84    | Weiß/Grün                   | Behrenstraße/Friedrichstraße – Schlesische Brücke                                          |
| 85    | Weiß mit grünem Strich      | Dönhoffplatz – Treptow, Platz am Spreetunnel                                               |
| 86    | Weiß                        | Dönhoffplatz – Schlesische Brücke                                                          |
| 87    | Grün/Rot mit weißem Strich  | Schöneberg, Eisenacher Straße/Hauptstraße – Bahnhof Treptow                                |
| 88    | Grün/Rot                    | Schöneberg, Eisenacher Straße/Hauptstraße – Schlesische Brücke                             |
| 89    | Gelb mit rotem Strich       | Treptow, Platz am Spreetunnel – Zoologischer Garten, Kurfürstenstraße/Nürnberger Straße    |
| 90    | Gelb mit grünem Strich      | Schlesisches Tor – Zoologischer Garten, Kurfürstenstraße/Nürnberger Straße                 |
| 92    | Rot/Gelb                    | Görlitzer Bahnhof – Viktoria-Luise-Platz                                                   |
| 93    | Rot                         | Görlitzer Bahnhof – Charlottenburg, Amtsgericht                                            |
| 94    | Weiß/Grün                   | Dönhoffplatz – Rixdorf, Knesebeckstraße                                                    |
| 95    | Grün                        | Dönhoffplatz – Fichtestraße/Hasenheide                                                     |
| 96    | Weiß mit gelbem Strich      | Behrenstraße/Friedrichstraße – Mariendorf, Kirche                                          |

Mit der Umstellung weitete das Unternehmen sein Linienangebot deutlich aus. Die bisher angewandte Kennzeichnung der Linien mittels farbiger Signallaternen genügte jedoch bald nicht mehr den Anforderungen. Zum Fahrplanwechsel am 6. Mai 1902 führte die Große Berliner daher Liniennummern ein. Die Nebenbahnen erhielten gleichzeitig eine Linienkennzeichnung mittels Buchstaben oder römischer Zahlen. Der Fahrzeugbestand hatte sich auf rund 2000 Fahrzeuge annähernd verdoppelt. Acht neue Betriebshöfe mit einer Aufstellkapazität von bis zu 325 Wagen ersetzten einen Großteil der alten Höfe mit ihren Etagenställen. Gleichzeitig erhöhte sich der Personalbestand von 4061 Mann im Jahr 1895 auf 7841 Mann im Jahr 1903. Die Fahrgastzahlen (einschließlich Nebenbahnen) stiegen im gleichen Zeitraum von 164,3 Millionen auf 397,6 Millionen Fahrten. Die GBS und ihre Töchter vereinigten damit über zwei Drittel aller Fahrgastfahrten im Groß-Berliner Nahverkehr (einschließlich Stadt- und Ringbahn).

### Zerwürfnis mit der Stadt Berlin

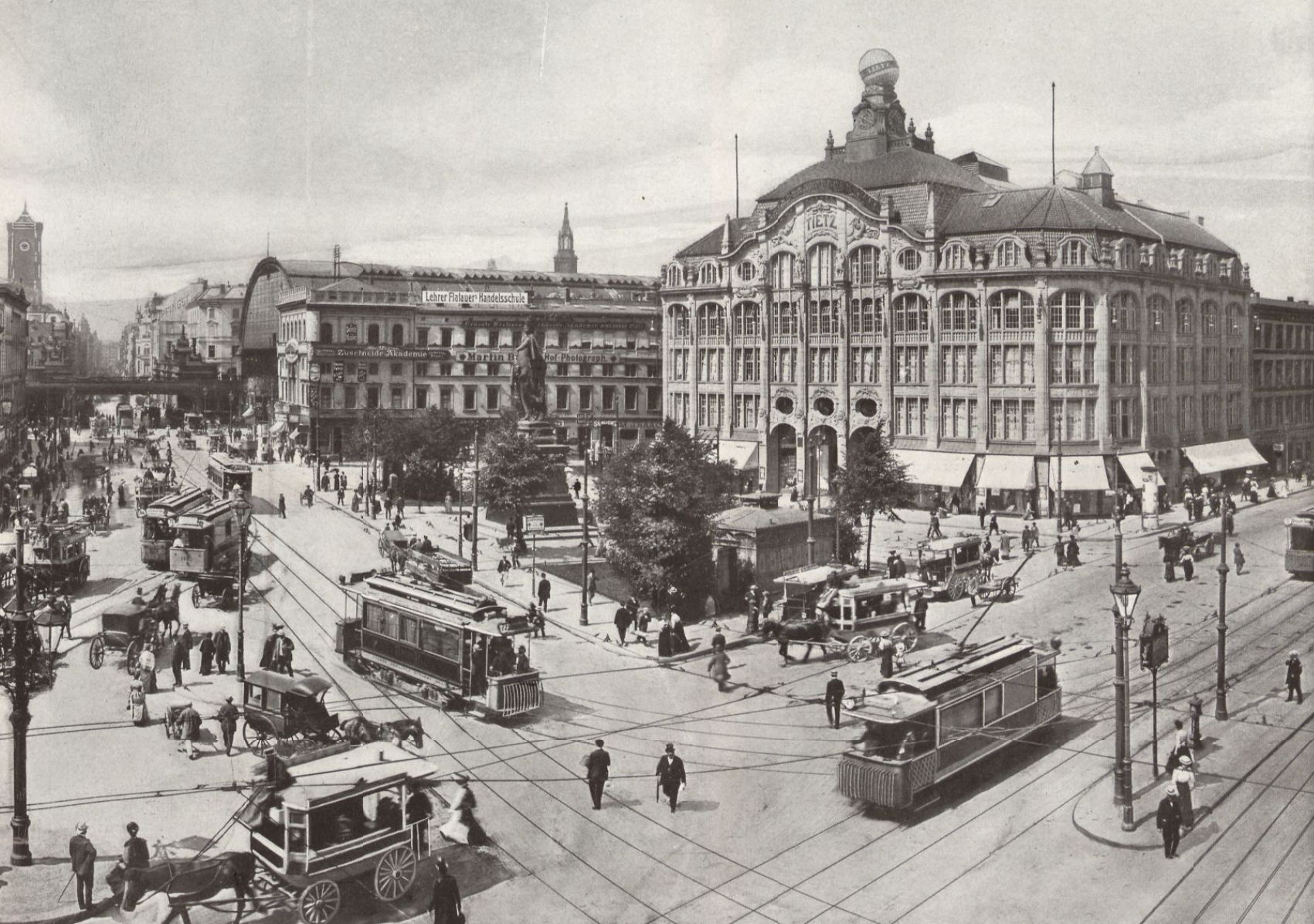
Züge der Großen Berliner Straßenbahn auf dem Alexanderplatz, 1906

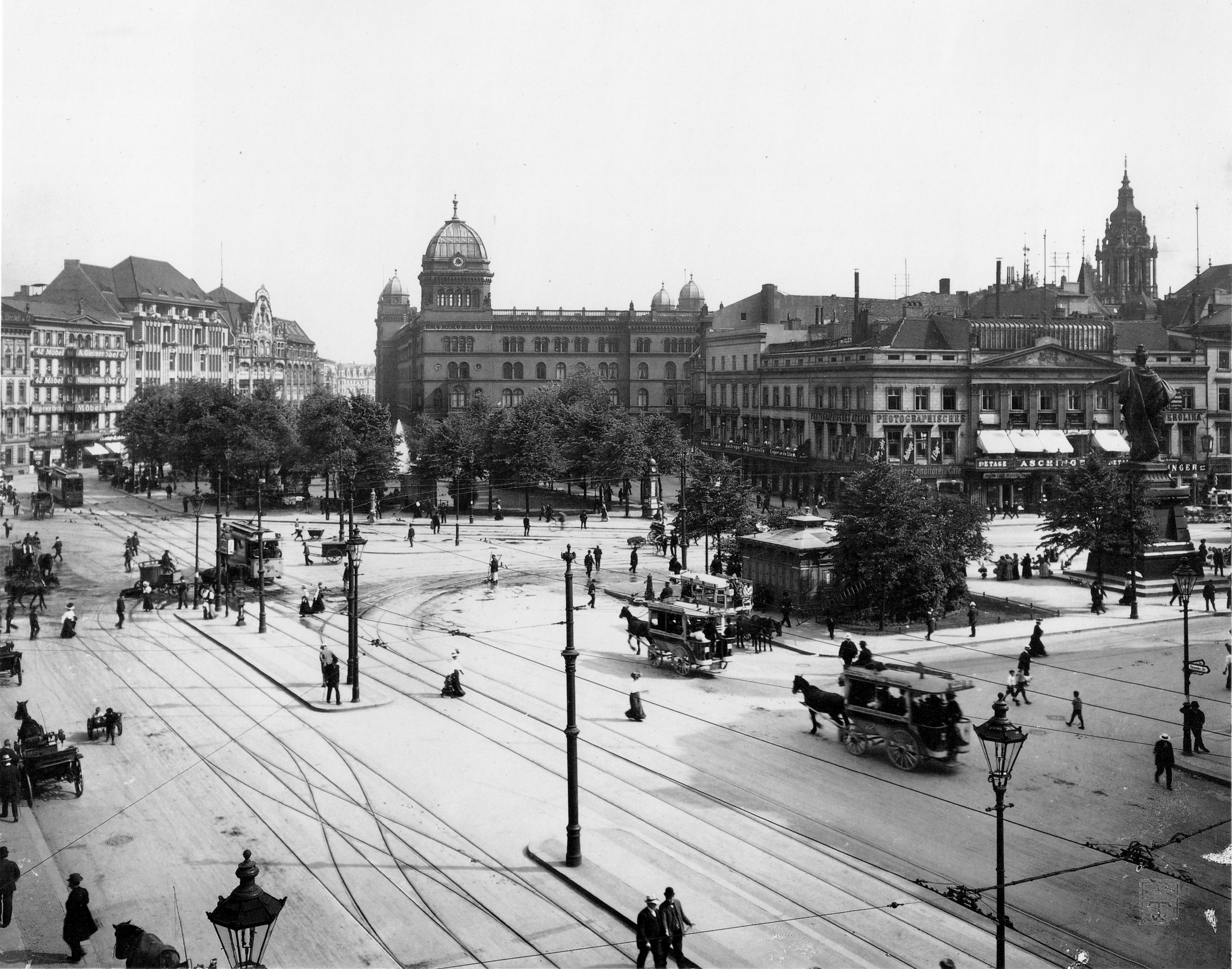
Gleisanlagen auf dem Alexanderplatz, um 1908

Gleichzeitig mit der Elektrifizierung verschlechterte sich das Verhältnis zwischen der Großen Berliner Straßenbahn und der Stadt zunehmend. Bereits 1889 kritisierte der Stadtverordnete Gerstenberg, dass das Unternehmen den in den Zustimmungsverträgen auferlegten Bauverpflichtungen nicht nachkomme. Während der sozialdemokratische Stadtverordnete Singer auf eine Einhaltung des Vertrags pochte, zeigten sich die Freisinnigen und der Magistrat kompromissbereiter. Die Große Berliner verfolgte zunehmend eine Profitmaximierung und sah vom Bau unrentabler Strecken ab. Ausnahmen bildeten die von den Gemeinden Rixdorf, Mariendorf, Britz und Niederschönhausen in Eigenregie gebauten und teils unentgeltlich überlassenen Strecken. Ihre Monopolstellung baute das Unternehmen durch die Übernahme der Neuen Berliner Pferdebahn und die Angliederung der Berlin-Charlottenburger Straßenbahn, der Westlichen und Südlichen Berliner Vorortbahn weiter aus. Die Stadt Berlin war daher bestrebt, weiteren Monopolbestrebungen einen Riegel vorzusetzen. Ende 1897 schrieb daher die im Vorjahr gebildete Verkehrsdeputation ein neu anzulegendes Straßenbahnnetz öffentlich aus. Zu den Bewerbern gehörten neben der Großen Berliner auch die Continentale Gesellschaft für elektrische Unternehmungen (Continentale) aus Nürnberg. Obwohl das Angebot der Großen Berliner weit über die Anforderungen hinausging, wurde eine Kommission damit beauftragt, Verhandlungen mit der Continentalen aufzunehmen. Diese erklärte sich bei den Gesprächen nicht dazu bereit, die dauerhafte Unabhängigkeit von der Großen Berliner zu garantieren. Stattdessen erfuhr die Stadt, dass das Unternehmen mit den hinter der Großen Berliner stehenden Finanz- und Elektrizitätsgesellschaften Fusionsverhandlungen führte. Die Kommission kam daher zum Schluss, dass die einzige Möglichkeit einer dauerhaften Konkurrenz zur Großen Berliner im Bau und Betrieb eigener Strecken bestünde.
Indes gab die GBS an, dass die Kosten für die Elektrifizierung höher ausfallen würden als zunächst geplant. Sie befürchtete, dass die Ausgaben bis zum Vertragsende 1919 nicht vollständig amortisiert werden könnten. Ein Gesuch bei der Stadt um Verlängerung des Zustimmungsvertrags über 1919 hinaus fiel jedoch negativ aus, da die Stadt inzwischen zu verstehen gab, dass sie künftig Strecken auf eigene Rechnung bauen wollte und auch an eine Übernahme der GBS nach 1919 interessiert war. Das Unternehmen wandte sich anschließend – ohne die Stadt vorher formell davon in Kenntnis zu setzen – direkt an das Ministerium der öffentlichen Arbeiten, um eine neue staatliche Genehmigung bis zum 31. Dezember 1949 zu beantragen. Diese wurde ihr am 4. Mai 1900 durch den Polizeipräsidenten mit der Auflage erteilt, „die Verlängerung derjenigen kleinbahngesetzlichen Zustimmungserklärungen der zur Unterhaltung der mitbenutzten Straßen und Wege nach öffentlichem Rechte Verpflichteten, die zurzeit auf einen kürzeren Zeitraum lauten, im Wege der freien Vereinbarung oder der kleinbahngesetzlichen Ergänzung rechtzeitig herbeizuführen“. Die Stadt erfuhr von diesem Vorgang erst aus der Presse. Bei der Abschaffung des Akkumulatorbetriebes, die am 26. September 1900 landespolizeilich verfügt wurde, waren die städtischen Behörden ebenfalls nicht in Kenntnis gesetzt worden. Die Verkehrsdeputation schloss sich daher den Empfehlungen der Kommission an. Am 18. Oktober 1900 fasste daraufhin die Stadtverordnetenversammlung mit 113:9 Stimmen den Beschluss, „dass in Zukunft grundsätzlich neue Straßenbahnlinien für Rechnung der Stadtgemeinde gebaut und betrieben“ werden. Zusätzlich erwarb die Stadt Anfang 1901 die Aktienmehrheit der Berliner Elektrischen Straßenbahnen AG (BESTAG), die ab 1900 die von Siemens gebauten elektrischen Straßenlinien betrieb.

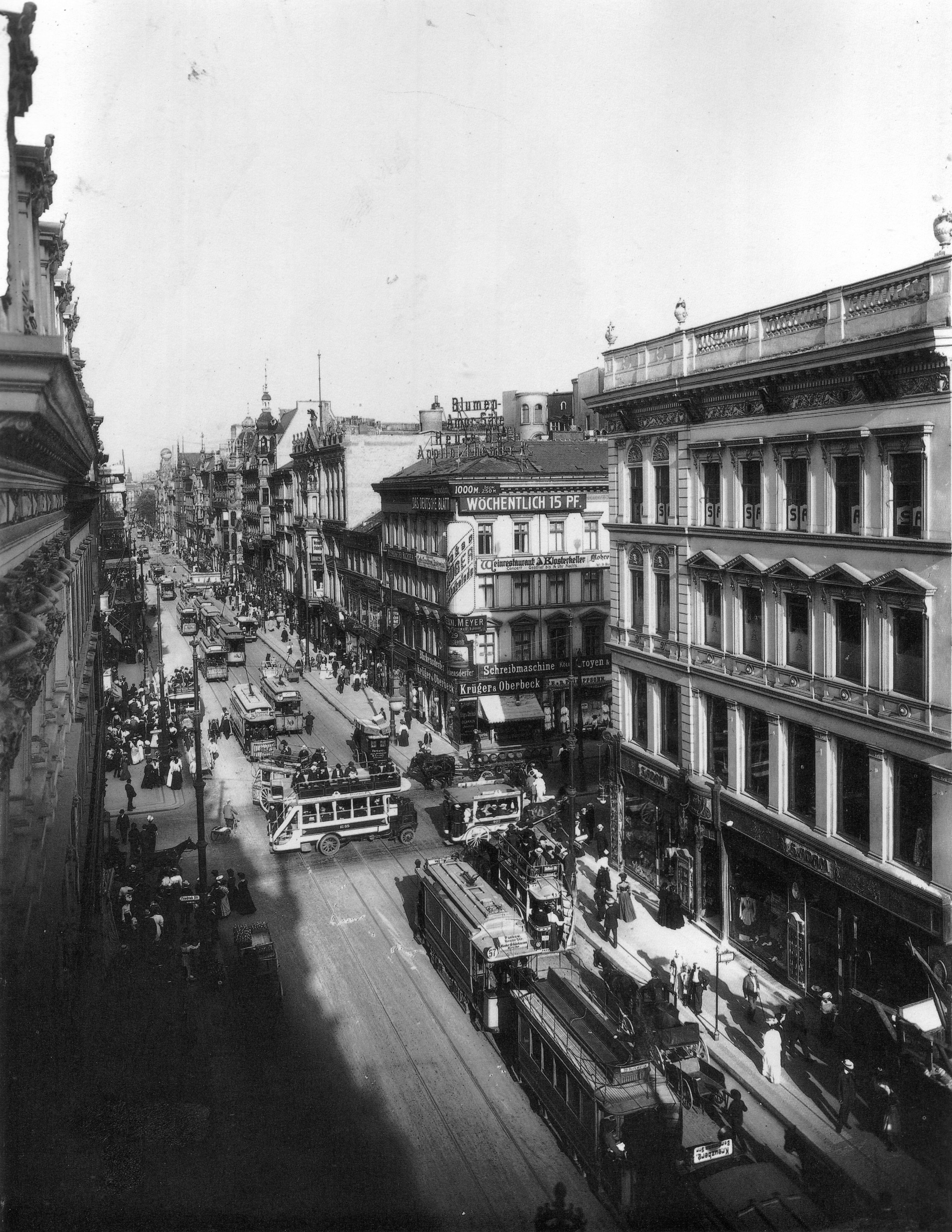
Straßenbahnverkehr in der Leipziger Straße. Die Straße gehörte mit der Potsdamer Straße zu den am stärksten belasteten Verbindungen und wurde stündlich von mehreren hundert Zügen befahren, 1907.

Der Streit um die unterschiedliche Dauer von Konzession und Zustimmungsvertrag belastete das Verhältnis zwischen der Großen Berliner Straßenbahn und der Stadt Berlin immens. Da keine Seite der anderen entgegenkam, stagnierte zudem der Netzausbau. Insbesondere auf der Potsdamer und Leipziger Straße machte sich dies bemerkbar. Die Straßenachse bildete ein Nadelöhr zwischen der Berliner Innenstadt und dem Neuen Westen, das nördlich von den Ministergärten und südlich vom Potsdamer und Anhalter Güterbahnhof eingefasst wurde mit dem Potsdamer Platz im Mittelpunkt. Dessen Linienbelastung lag beim Abschluss der Elektrifizierungsarbeiten 1902 bei 18 Linien. Bis 1908 stieg die Belastung auf 35 Linien an, stündlich fuhren 328 Züge über den Platz – ohne Verstärkerfahrten. In der Potsdamer Straße fuhren die Züge wegen der dichten Zugfolge so langsam, dass man zu Fuß oft schneller unterwegs war. Weitere Konfliktpunkte bestanden unter anderem am Brandenburger Tor, an der Lindenkreuzung, in der Königstraße und am Alexanderplatz. Das Unternehmen war infolgedessen nicht mehr imstande, einen reibungslosen Betriebsablauf zu gewährleisten. Erschwerend kam hinzu, dass ab 9 Uhr der Beiwagenbetrieb an diesem und weiteren neuralgischen Punkten untersagt war, um eine weitere Belastung mit Straßenbahnwagen zu vermeiden. Ab 1902 bestand mit der Hoch- und Untergrundbahn ein weiteres konkurrierendes Verkehrsmittel. 1903 verhandelte die Stadt Berlin mit der betriebsführenden Hochbahngesellschaft über eine Verlängerung der Untergrundbahn vom Potsdamer Platz bis zum Spittelmarkt. Zwecks Klärung der Sachlage fragte die Stadt bei der GBS an, ob diese im Falle einer Zustimmung Schadenersatzansprüche an die Stadt geltend machen würde. Nachdem die GBS dieses bejaht hatte, strengte die Stadt eine Feststellungsklage an. Diese ging über drei Instanzen und endete 1905 zugunsten der Stadt. Damit stand fest, dass die GBS keinerlei Schadensersatzansprüche für parallel verlaufende Verkehrslinien stellen konnte. Hinsichtlich der Frage, ob dies auch für Konkurrenzlinien innerhalb (über oder unter) der von der GBS befahrenen Straßenzüge galt, musste die Stadt hingegen eine Niederlage hinnehmen. Für die von ihr geplante Nordsüdbahn musste die Stadt dem Unternehmen den entstandenen Schaden ersetzen. Für die Verlängerung der Untergrundbahn vom Spittelmarkt zum Nordring bestand hingegen wiederum kein Anspruch, da der Einspruch zu spät erfolgt war und das Projekt als Verlängerung der Strecke zum Spittelmarkt angesehen wurde.

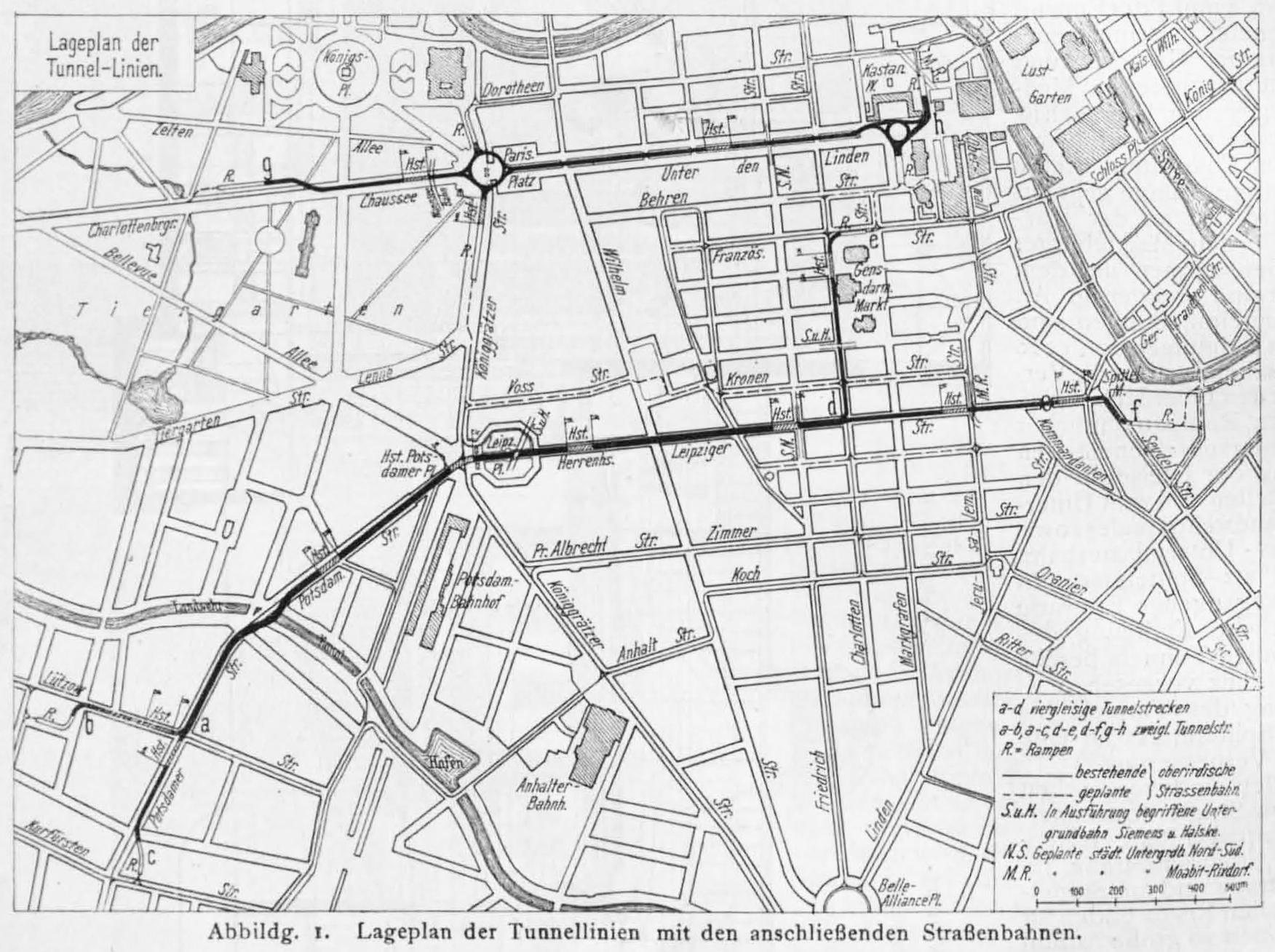
Lageplan der von der GBS geplanten Tunnel

Um die Verkehrsverhältnisse neu zu ordnen, legte die Große Berliner Straßenbahn im Verbund mit der Berlin-Charlottenburger Straßenbahn im Jahr 1905 Entwürfe für zwei Tunnelstrecken in West-Ost-Richtung vor, die nach siebenmaliger Abänderung folgende Gestalt annahmen: Der Nordtunnel sollte westlich der Siegesallee beginnen und unterhalb der Charlottenburger Chaussee und dem Boulevard Unter den Linden bis zum Opernplatz führen. Dort und am Brandenburger Tor waren unterirdische Kreiselanlagen vorgesehen, um den Nord-Süd-Verkehr an diesen Stellen ebenfalls mit aufzunehmen. Der Südtunnel sollte mit zwei Ästen am Magdeburger Platz und an der Kurfürstenstraße beginnen, unter der Potsdamer und Leipziger Straße dann viergleisig verlaufen und sich an der Charlottenstraße wieder in zwei Äste aufteilen. Der Nordast sollte unter der Charlottenstraße zum Gendarmenmarkt führen, der Südast verlief weiter unter der Leipziger Straße bis zur Neuen Grünstraße östlich des Spittelmarkts. Mit Rücksichtnahme auf die geringe Breite der Leipziger Straße sollten die Haltestellen im viergleisigen Abschnitt ebenfalls zweigleisig ausgeführt werden. Die Große Berliner wollte auf diese Weise den Bau der Untergrundbahn zum Spittelmarkt doch noch verhindern. Die Kosten bezifferte die GBS auf 88 Millionen Mark. Sie gab an, die Planungen nur dann ausführen zu können, wenn ihr als Ausgleich eine Tariferhöhung zustünde. Zudem beantragte sie die Konzession für das gesamte Unternehmen auf 90 Jahre, gleiches galt für die Zustimmungsverträge. Für letzteres beantragte sie das Ergänzungsverfahren nach § 7 des Kleinbahngesetzes.

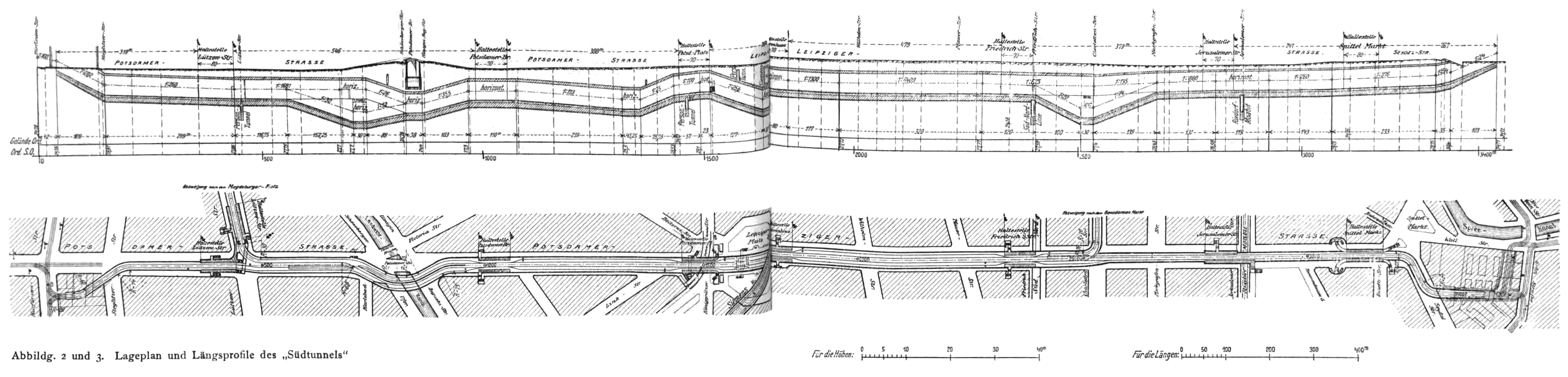
Längsprofil des geplanten Südtunnels unter der Potsdamer und Leipziger Straße

Die Stadt Berlin, die die Tunnelpläne rundweg ablehnte, stützte sich in ihrer Kritik auf die Erkenntnisse mehrerer Gutachter, darunter Kemmann und Blum. Bemängelt wurde die Verknüpfung zahlreicher Linien in den Tunneln. Allein im Südtunnel sollten 23 Linien mit 112 Zügen je Stunde verkehren, was ohne Signale nicht möglich war. Weiterhin war die Leistungsfähigkeit des Südtunnels durch die unzureichenden Haltestellenanlagen eingeschränkt. Dem Nordtunnel wurde der verkehrliche Nutzen abgesprochen. Zudem stelle der Verknüpfungspunkt am Opernplatz eine „betriebstechnische Unmöglichkeit“ dar. Der Ost-West-Verkehr würde in einer Richtung blockiert und mit dem viel stärkeren Nord-Süd-Verkehr zusammentreffen. Die Rampen wiesen zudem ein starkes Gefälle auf und lagen teilweise in engen Bögen, was einen Gefahrenpunkt darstellte. Als Gegenentwurf zu den Tunnelplänen schlug der Berliner Stadtbaurat Krause mehrere punktuelle Maßnahmen vor, um den Ost-West-Verkehr auf mehrere Straßenzüge zu verteilen. Vorgesehen waren mehrere kurze Straßendurchbrüche, etwa von der Voßstraße zur Margarethenstraße und Victoriastraße, um den Potsdamer Platz nördlich zu umgehen, sowie von der Lindenstraße zum Spittelmarkt. Die Bahnanlagen am Potsdamer Bahnhof sollten durch einen Tunnel von der Prinz-Albrecht-Straße zur Linkstraße sowie weiter südlich von der Schöneberger Straße zur Kurfürstenstraße unterquert werden. Die in den Tunnelplänen vorgesehenen unterirdischen Kreuzungen am Brandenburger Tor und am Opernplatz befürwortete Krause ebenfalls, sah hier aber zwei kurze Straßenbahntunnel als ausreichend an. Weitere Entlastungen erhoffte er sich durch den weiteren Ausbau des U-Bahn-Netzes. Obwohl der Magistrat Krauses Projekten wohlwollend gegenüberstand, lehnte er letztlich einen Teil des Vorhabens ab. Insbesondere den Durchbruch Voßstraße – Margarethenstraße bezeichnete er mit Rücksicht auf die dort wohnhafte wohlhabende Bevölkerung als nicht durchführbar. Der Magistrat befürchtete bei einer Verlagerung des Straßenbahnverkehrs durch das Berlin zugehörige Tiergartenviertel eine Abwanderung in die Vororte und damit Steuerausfälle. Zudem wollte er den Ausgang des Wettbewerbs Groß-Berlin abwarten, in dem die Teilnehmer weitere städtebauliche Maßnahmen vorschlugen. Indes hatte der Minister der öffentlichen Arbeiten Breitenbach das Ergänzungsverfahren mit Hinblick auf die Anstrengungen der Stadt zur Entschärfung der Verkehrsnot zwischenzeitlich ausgesetzt, drohte aber mit einer Wiederaufnahme, sollte diese zu keinem Ergebnis gelangen.

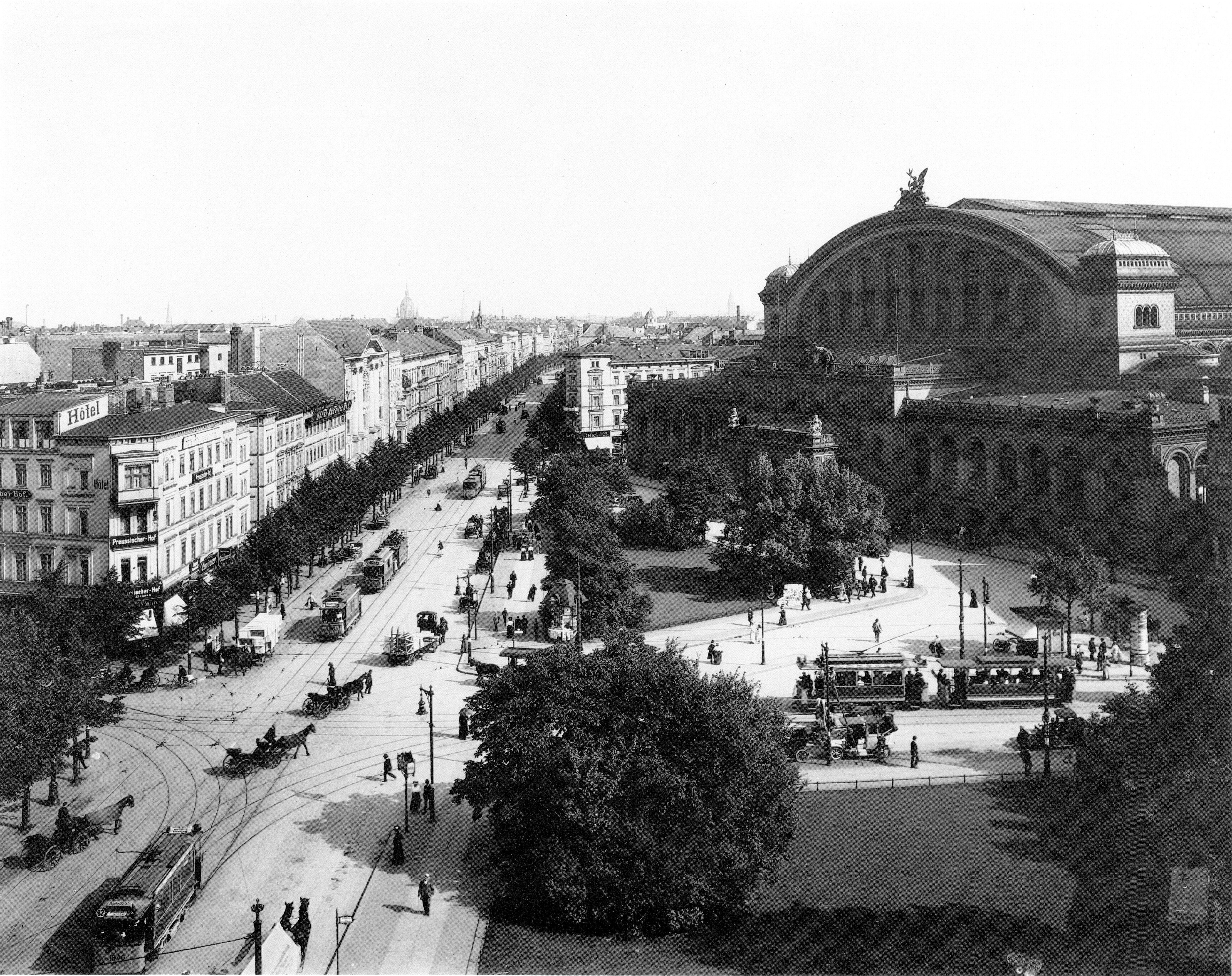
Straßenbahnzüge überqueren den Askanischen Platz am Anhalter Bahnhof, 1910.

Im Sommer 1906 nahmen beide Seiten nach längerer Pause Vergleichsverhandlungen auf. Die Stadt Berlin ließ 1910 zur Beurteilung der wirtschaftlichen Lage der Großen Berliner ein Gutachten anfertigen. Als Gutachter berief sie Paul Arons, Gustav Behringer und Gustav Kemmann. Darin sollten auch die Fragen nach einer Tariferhöhung beziehungsweise Einführung eines Staffeltarifs sowie die des Zeitpunktes einer Übernahme durch die Stadt geklärt werden. Die Stadt folgte weitgehend den Empfehlungen der Gutachter, so dass die Vergleichsverhandlungen im August 1911 zum Abschluss kommen konnten. Die Stadt erklärte sich im ausgehandelten Vergleichsvertrag bereit, die Zustimmungsdauer um 20 Jahre bis zum 31. Dezember 1939 zu verlängern. Das Unternehmen war für den anschließenden Zeitraum bis 1949 nach Wahl der Stadt verpflichtet, auf ihre staatliche Konzession zu verzichten oder aber den Betrieb auf Rechnung der Stadt weiterzuführen. Das Unternehmen verzichtete weiterhin, auf etwaige Konkurrenzlinien Einspruch zu erheben. Es bekam im Gegenzug das Zugeständnis der Stadt, innerhalb des Stadtrings (Linie 1) keine weiteren Konkurrenzlinien außer der bereits bestehenden und genehmigten (und einer weiteren genannten Linie) Strecken, dulden zu müssen. Weitere Punkte betrafen die Genehmigung zur Nutzung weiterer Straßenzüge und das Mitbenutzungsrecht von fremden Strecken in der Innenstadt. Die Stadt erkannte den Anschlussbetrieb an und gestattete der GBS die Einrichtung weiterer Anschlusslinien mit ihren Nebenbahnen. Anschlusslinien mit fremden Bahnen bedurften hingegen der städtischen Zustimmung. Der Einheitstarif galt bis zum 31. Dezember 1919 und durfte ab diesem Zeitpunkt durch einen Staffeltarif ersetzt werden. Die Stadt hatte das Recht, das Unternehmen als Ganzes zu erwerben. Als mögliche Zeitpunkte galten jeweils der 1. Januar 1920, 1930, 1935 und 1940 sowie im Falle eines Weiterbetriebs auch 1945 und 1950. Sollte die Stadt nicht von ihrem Recht Gebrauch machen, gingen bei Beendigung des Vertragsverhältnis am 31. Dezember 1939 der gesamte Bahnkörper, die Grundstücke, Betriebsmittel und sonstige betriebliche Mobilien in das Eigentum der Stadt über. Die Stadt hatte für diese einheitlich den Buchwert oder Taxwert jeweils zu bestimmten Konditionen zu vergüten. Bei Vertragsbeendigung zum 31. Dezember 1949 hatte die Stadt nur die Betriebsmittel und Grundstücke zu vergüten. Als Gegenleistung für die zugestandenen Rechte verpflichtete sich die GBS zur Einmalzahlung von 23 Millionen Mark und zur Zuwahl von drei von der Stadt benannten Vertretern in den Aufsichtsrat. Ferner erklärte sie sich bereit, bestimmte städtische Bauvorhaben zur Verbesserung der Infrastruktur mit fünf Prozent der Anlagekosten zu verzinsen, darunter einen Straßenbahntunnel Unter den Linden.
Ungeachtet der Streitigkeiten baute die GBS ihr Streckennetz weiter aus. Da es kaum mehr Neubaustrecken in Berlin gab und diese meist erst nach Einleitung des Ergänzungsverfahrens bewilligt wurden, wuchs das Netz insbesondere in den Vororten. Die Gleislänge stieg von 1903 bis 1911 um zwölf Prozent auf 545 km an. Gleichzeitig nahm die Linienanzahl um 37 auf 92 zu. Bis 1910 erwarb die GBS zudem die zweite Hälfte des Aktienkapitals der SBV und sämtliche Aktien der Neuen Berliner Straßenbahnen Nordost, die ab dem 1. Mai 1910 als Nordöstliche Berliner Vorortbahn firmierte. Zur Zuführung weiterer Fahrgäste gründete die GBS zum 1. Juli 1907 die Große Berliner Motoromnibus-Gesellschaft, die den Betrieb auf zwei innerstädtischen Linien aufnahm. Parallel dazu wurden die Fahrzeuge für den Ausflugs- und Gelegenheitsverkehr eingesetzt. Bereits zum 1. Dezember 1909 stellte die Motoromnibus-Gesellschaft den innerstädtischen Verkehr ein und konzentrierte ihr Geschäft auf den Ausflugsverkehr. Die GBS übernahm die Betriebsführung und stellte das Personal.

### Zweckverband, Erster Weltkrieg und der Weg zur Berliner Straßenbahn

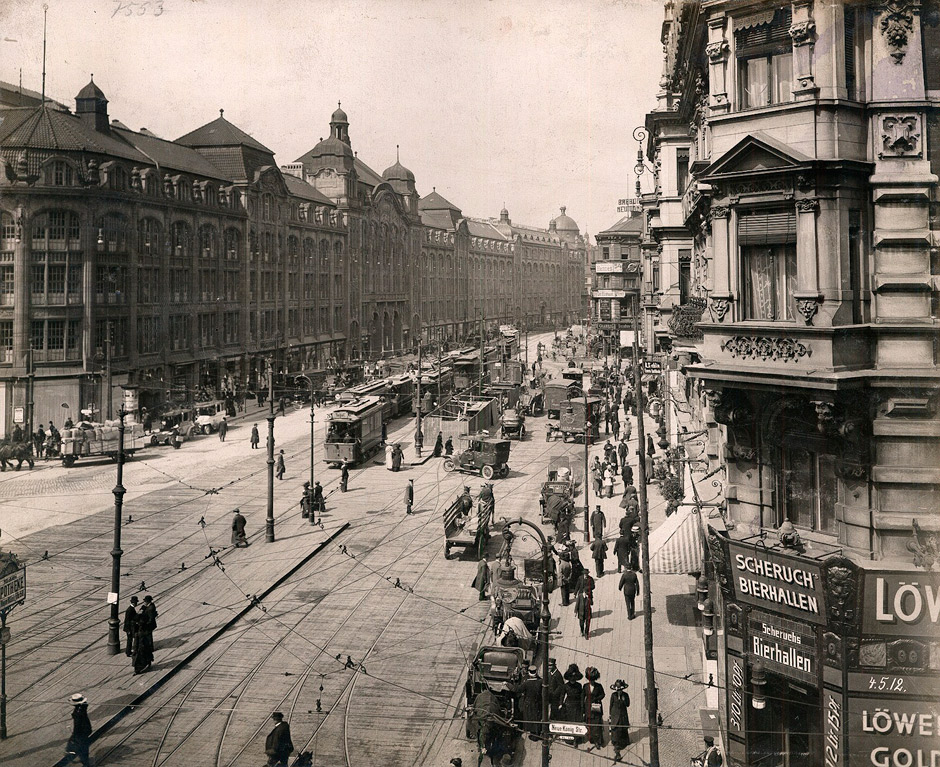
Haltestelle Alexanderplatz in Höhe des Warenhauses Tietz, 1912

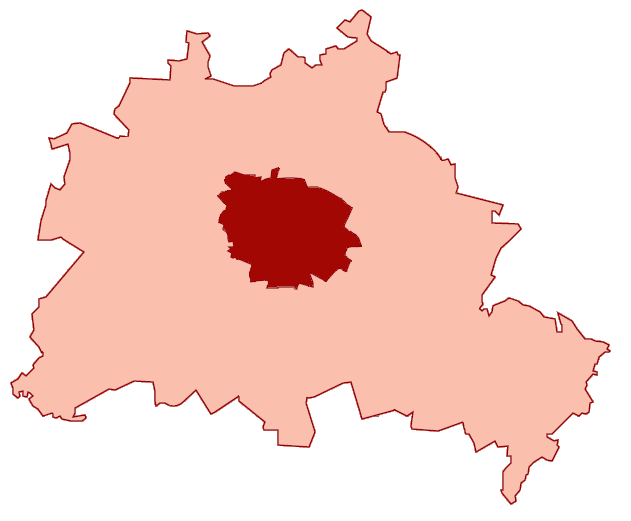
Berliner Stadtgebiet vor (dunkelrot) und nach 1920 (die rosa Fläche stellt das heutige Berliner Stadtgebiet dar, das annähernd dem Gebiet nach dem Groß-Berlin-Gesetz entspricht)

Einhergehend mit ihren Tunnelplänen bat die Große Berliner sowohl bei der Stadt Berlin als auch den anderen wegeunterhaltspflichtigen Gemeinden um eine Verlängerung der Zustimmungsverträge um 90 Jahre. Diese traten daraufhin am 28. Oktober 1905 in Berlin zusammen, um das weitere Vorgehen abzusprechen. Sie kamen zu dem Schluss, dass weitere Entscheidungen bezüglich der Großen Berliner von einem Verband getroffen werden sollten, um die einzelnen Gemeinden durch unterschiedliche Vertragsbedingungen nicht gegeneinander auszuspielen. Einige Gemeinden sahen den Stimmanteil der Stadt Berlin trotz fehlender Majorität als zu hoch an. Es wurde auch gefordert, einen Erwerb von Straßenbahnen mit einfacher Mehrheit statt Zweidrittelmehrheit und damit ohne Zustimmung Berlins zu ermöglichen. Weiterhin stand offen, ob die Hoch- und Untergrundbahnen ebenfalls in die Zuständigkeit des Verbandes fallen sollten. Aufgrund dieser Differenzen kam die Bildung des Verbands nicht zustande. Auf Betreiben der Abgeordneten Octavio von Zedlitz-Neukirch und Julius Vorster wurde dem Abgeordnetenhaus schließlich ein Gesetzesentwurf zur Bildung eines Zweckverbands vorgelegt. Das Zweckverbandsgesetz wurde dann am 27. Juni 1911 beschlossen und trat am 1. April 1912 in Kraft. Es regelte neben den Verkehrsbelangen der Eisenbahnen mit Ausnahme der Staatsbahnen auch die Fluchtlinienpläne und war für die Sicherung von Freiflächen zuständig. Der Verband trat anstelle der Gemeinden als Vertragspartner in die Zustimmungsverträge ein. Somit sollte eine Bevorzugung oder Benachteiligung von Gemeinden vermieden werden. Gleichzeitig sollte der Entstehung konkurrierender Verkehrslinien entgegengewirkt werden. Die einzelnen Gemeinden konnten nach Inkrafttreten des Zweckverbandsgesetzes nicht mehr unmittelbar über ihre Verkehrsplanung entscheiden.
Im Jahr 1911, vor Inkrafttreten des Zweckverbandsgesetzes, umfasste das Streckennetz der GBS eine Gleislänge von 545,1 km. 92 Linien im Netz der GBS und weitere 21 Linien der Nebenbahnen beförderten 534,1 Millionen Fahrgäste, was einem Anteil von 55 Prozent im Berliner Nahverkehr (einschließlich Stadt- und Ringbahn) entsprach. Zum Vergleich: Die übrigen im Berliner Weichbild verkehrenden Straßenbahnbetriebe kamen zusammen auf rund 48 Millionen Fahrgäste. Als der Zweckverband 1912 seine Arbeit aufnahm, standen rund 1700 Trieb- und über 1000 Beiwagen im Einsatz, einschließlich der Nebenbahnen belief sich die Gesamtzahl auf annähernd 3200 Wagen.
Der Verband Groß-Berlin konnte letztlich kaum wirksam werden. Zu den größeren Vorhaben, die unter seiner Federführung zustande kamen, gehören die Überlandstrecken von Britz nach Buckow und Rudow, die im Mai 1913 beschlossen und noch im selben Jahr umgesetzt wurden. Die Strecken gehörten zum Netz der SBV, wurden aber ausschließlich von den Linien der GBS (Linien 28 und 47) befahren. Ein weiteres Vorhaben war die Verbindung vom Ringbahnhof Jungfernheide in die Siemensstadt. Die Strecke gehörte gemeinschaftlich Siemens & Halske und den Siemens-Schuckertwerken, wurde aber von der Linie 164 der GBS bedient. Weitere Streckenverlängerungen dieser Zeit kamen auf Grundlage älterer Verträge vor 1912 zustande, etwa vom Küstriner Platz zur Boxhagener Straße, von der Landsberger Allee zum Roederplatz oder vom Wilhelmsruh nach Niederschönhausen.
| Linie | Verlauf |
| ----- | --- |
| 1     | Stadtring |
| 2     | Außenring |
| 3     | Großer Ring |
| 4     | Ost-West-Ring |
| 5     | Gerichtsring |
| 6     | Moabit, Gotzkowskystraße/Turmstraße – Bahnhof Frankfurter Allee |
| 7     | Moabit, Bremer Straße/Birkenstraße – Neukölln, Herthastraße (– Neuer Gemeindefriedhof Neukölln)                                                                    |
| 8     | Grunewaldring |
| 9     | Moabit, Gotzkowskystraße/Turmstraße – Schlesischer Bahnhof |
| 10    | Ring Groß-Berlin |
| 11    | Moabit, Wiebestraße (Straßenbahnhof) – Görlitzer Bahnhof |
| 12    | Plötzensee – Görlitzer Bahnhof |
| 13    | Moabit, Bremer Straße/Birkenstraße – Neukölln, Knesebeckstraße |
| 14    | Moabit, Beusselstraße – Marheinekeplatz |
| 114   | Moabit, Beusselstraße – Friesenstraße/Schwiebusser Straße |
| 15    | Moabit, Bremer Straße/Birkenstraße – Bahnhof Neukölln |
| 16    | Moabit, Wilhelmshavener Straße/Turmstraße – Küstriner Platz |
| 17    | Moabit, Gotzkowskystraße/Turmstraße – Danziger Straße/Greifswalder Straße                                                                                          |
| 18    | Bahnhof Jungfernheide – Görlitzer Bahnhof |
| 19    | Bahnhof Putlitzstraße → Treptow, Elsenstraße → Neukölln, Hermannplatz → Bahnhof Putlitzstraße                                                                      |
| 119   | Bahnhof Putlitzstraße → Neukölln, Hermannplatz → Treptow, Elsenstraße → Bahnhof Putlitzstraße                                                                      |
| 20    | Bahnhof Beusselstraße – Neukölln, Hertzbergplatz |
| 21    | Moabit, Wilhelmshavener Straße/Turmstraße – Britz, Rathaus |
| 22    | (Seestraße/Müllerstraße –) Gerichtstraße/Müllerstraße – Neukölln, Kanner Straße                                                                                    |
| 23    | Niederschönhausen, Friedensplatz – Schöneberg, Gotenstraße |
| 24    | Ofener Straße/Müllerstraße – Großgörschenstraße/Potsdamer Straße                                                                                                   |
| 25    | Tegel – Charlottenstraße/Unter den Linden |
| 26    | Tegel – Lichtenberg, Viktoriaplatz |
| 27    | Swinemünder Straße/Ramlerstraße – Neukölln, Richardplatz |
| 28    | Bahnhof Wittenau (Nordbahn) – Britz, Triftstraße (– Buckow-West)                                                                                                   |
| 29    | Seestraße/Amrumer Straße – Britz, Germaniapromenade |
| 30    | Swinemünder Straße/Ramlerstraße – Neukölln, Richardplatz |
| 31    | Tegel – Schlesischer Bahnhof |
| 32    | Reinickendorf, Rathaus – Görlitzer Bahnhof |
| 33    | Prenzlauer Promenade – Neue Kantstraße/Dernburgstraße |
| 133   | Pappelallee/Schönhauser Allee – Charlottenburg, Kaiser-Friedrich-Straße/Berliner Straße                                                                            |
| 34    | Pankstraße/Badstraße – Wilmersdorf, Wilhelmsaue |
| 35    | Reinickendorf, Rathaus – Tempelhof, Kaiserin-Augusta-Straße (Straßenbahnhof)                                                                                       |
| 36    | Bahnhof Schönholz – Kreuzberg, Viktoriapark |
| 37    | (Bahnhof Schönholz –) Demminer Straße/Brunnenstraße – Kreuzberg, Viktoriapark                                                                                      |
| 38    | Exerzierstraße/Badstraße – Kreuzberg, Viktoriapark |
| 39    | (Seestraße/Amrumer Straße –) Exerzierstraße/Badstraße – Marheinekeplatz                                                                                            |
| 40    | SwinemünderStraße/Ramlerstraße – Schöneberg, Eisenacher Straße/Hauptstraße                                                                                         |
| 41    | (Reinickendorf, Rathaus –) Exerzierstraße/Badstraße – General-Pape-Straße                                                                                          |
| 42    | Seestraße/Amrumer Straße – Friesenstraße/Schwiebusser Straße |
| 43    | Seestraße/Müllerstraße – Moabit, Beusselstraße/Turmstraße |
| 44    | Schönhauser Allee/Gleimstraße – Tempelhof, Hohenzollernkorso/Deutscher Ring                                                                                        |
| 45    | Pankow, Breite Straße (Kirche) – Fichtestraße/Hasenheide |
| 46    | Nordkapstraße – Neukölln, Köllnische Allee |
| 47    | Nordend, Straßenbahnhof – Britz, Rudower Straße/Jahnstraße oder Buschkrug (– Rudow)                                                                                |
| 48    | Schönhauser Allee/Kaiser-Friedrich-Straße – Britz, Rudower Straße/Jahnstraße                                                                                       |
| 49    | Niederschönhausen, Blankenburger Straße – Fichtestraße/Hasenheide                                                                                                  |
| 50    | Bahnhof Schönhauser Allee – Schöneberg, Wartburgplatz |
| 51    | Pankow, Breite Straße (Kirche) – Wilmersdorf, Kaiserplatz |
| 52    | Danziger Straße/Weißenburger Straße – Wilmersdorf, Wilhelmsaue |
| 53    | Danziger Straße/Weißenburger Straße – Neukölln, Steinmetzstraße |
| 54    | Nordkapstraße – Bahnhof Jungfernheide |
| 55    | Danziger Straße/Weißenburger Straße – Britz, Rathaus |
| 56    | Danziger Straße/Weißenburger Straße – Schöneberg, Mühlenstraße |
| 57    | Nordend, Schillerstraße – Wilmersdorf, Emser Platz |
| 157   | Pankow, Breite Straße (Kirche) – Wilmersdorf, Prager Platz |
| 58    | Zentralviehhof, Forckenbeckplatz – Britz, Rathaus |
| 59    | Weißensee, Rennbahnstraße – Groß-Lichterfelde, Händelplatz |
| 60    | Weißensee, Rennbahnstraße – Schöneberg, Rubensstraße/Canovastraße                                                                                                  |
| 61    | Weißensee, Schloß – Steglitz, Bismarckstraße/Bergstraße |
| 62    | Weißensee, Rennbahnstraße& → Wilmersdorf, Olivaer Platz → Charlottenburg, Savignyplatz → Weißensee, Rennbahnstraße                                                 |
| 162   | Weißensee, Schloß → Charlottenburg, Savignyplatz → Wilmersdorf, Olivaer Platz → Weißensee, Schloß                                                                  |
| 63    | Weißensee, Schloß – Görlitzer Bahnhof |
| 64    | Lichtenberg, Gudrunstraße – Charlottenburg, Spandauer Straße (Straßenbahnhof)                                                                                      |
| 164   | Hohenschönhausen, Wartenberger Straße – Nonnendammallee, Spandauer Grenze                                                                                          |
| 65    | Zentralviehhof, Samariterstraße – Neukölln, Teupitzer Straße/Kaiser-Friedrich-Straße                                                                               |
| 66    | Lichtenberg, Dorfstraße – Friedenau, Friedrich-Wilhelm-Platz |
| 67    | Lichtenberg, Roederplatz – Wilmersdorf, Wilhelmsaue |
| 68    | Seestraße/Amrumer Straße → Lichtenberg, Möllendorffstraße → Lichtenberg, Siegfriedstraße → Seestraße/Amrumer Straße                                                |
| 168   | Seestraße/Amrumer Straße → Lichtenberg, Siegfriedstraße → Lichtenberg, Möllendorffstraße → Seestraße/Amrumer Straße                                                |
| 69    | Friedrichsfelde, Kirche – Friedenau, Südwestkorso/Laubacher Straße                                                                                                 |
| 70    | Friedrichsfelde, Kirche – Mariendorf, Dorfstraße |
| 71    | Herzberge – Schöneberg, Wartburgplatz |
| 72    | (Heinersdorf, Kronprinzenstraße/Neukirchstraße –) Uckermarkstraße/Gustav-Adolf-Straße – Schöneberg, Gotenstraße/Torgauer Straße                                    |
| 73    | Weißensee, Rennbahnstraße – Mariendorf, Lichtenrader Chaussee |
| 74    | Kniprodestraße/Elbinger Straße – Bahnhof Ebersstraße |
| 75    | Zentralviehhof, Samariterstraße – Charlottenburg, Amtsgericht |
| 76    | Lichtenberg, Lückstraße – Grunewald, Roseneck |
| 77    | Wilmersdorf, Paulsborner Straße/Schweidnitzer Straße → Lichtenberg, Lückstraße → Lichtenberg, Viktoriaplatz → Wilmersdorf, Paulsborner Straße/Schweidnitzer Straße |
| 78    | Wilmersdorf, Xantener Straße/Brandenburgische Straße → Lichtenberg, Viktoriaplatz → Lichtenberg, Lückstraße → Wilmersdorf, Xantener Straße/Brandenburgische Straße |
| 79    | Bahnhof Frankfurter Allee – Grunewald, Hundekehle |
| 80    | Kniprodestraße/Elbinger Straße – Charlottenburg, Spandauer Straße (Straßenbahnhof)                                                                                 |
| 81    | Zentralviehhof, Forckenbeckplatz – Charlottenburg, Spandauer Straße (Straßenbahnhof)                                                                               |
| 82    | Schlesisches Tor – Bahnhof Zoologischer Garten |
| 83    | Behrenstraße/Friedrichstraße – Schlesische Brücke (– Treptow, Platz am Spreetunnel)                                                                                |
| 84    | Schönhauser Allee/Kaiser-Friedrich-Straße – Friedenau, Südwestkorso/Laubacher Straße                                                                               |
| 85    | Bahnhof Halensee – Schöneberg, Militärbahnhof |
| 87    | Steglitz, Stadtpark – Bahnhof Treptow |
| 88    | Schöneberg, Rubensstraße/Canovastraße – Schlesische Brücke |
| 89    | Neukölln, Wildenbruchplatz – Bahnhof Zoologischer Garten |
| 90    | Treptow, Platz am Spreetunnel → Charlottenburg, Wilmersdorfer Straße → Charlottenburg, Leibnizstraße – Treptow, Platz am Spreetunnel                               |
| 91    | Görlitzer Bahnhof – Bahnhof Halensee |
| 92    | Lichtenberg, Viktoriaplatz – Wilmersdorf, Wilhelmsaue |
| 93    | Schlesisches Tor – Witzleben, Neue Kantstraße/Dernburgstraße |
| 94    | Dönhoffplatz – Britz, Germaniapromenade |
| 95    | Behrenstraße/Friedrichstraße – Fichtestraße/Hasenheide |
| 96    | Mariendorf, Dorfstraße → Mauerstraße → Französische Straße → Mariendorf, Dorfstraße                                                                                |
| 97    | Müllerstraße/Ofener Straße – Leipziger Platz |
| 98    | Görlitzer Bahnhof – Charlottenburg, Kaiser-Friedrich-Straße/Berliner Straße                                                                                        |
| 99    | Exerzierstraße/Badstraße – Bahnhof Groß-Lichterfelde-Ost |

Mit dem Ausbruch des Ersten Weltkrieges änderte sich Unternehmenslage schlagartig. Zunächst wurden in den ersten Augusttagen 1914 nicht weniger als 5000 Mann zum Kriegsdienst eingezogen. Der erhoffte Ersatz durch Arbeitssuchende blieb aus, da diese Leute vor allem in der Kriegsproduktion arbeiteten. Die Gesellschaft ging daher dazu über, zunächst Frauen zu Schaffnerinnen auszubilden, später auch zu Fahrerinnen. Der Personalstand blieb dennoch während des Krieges dauerhaft unter der Marke von 8000 gegenüber fast 12.000 Angestellten zu Friedenszeiten. Um den Personalrückgang zu kompensieren, stellte die GBS bis zum 6. August 1914 den Betrieb auf 22 eigenen Linien ein und dünnte den Takt auf den übrigen Linien aus. Ein ähnliches Bild zeichnete sich auf den Linien der anderen Betriebe ab.
Die Situation wurde zusätzlich durch Rationierung von Rohstoffen und anderen Einschränkungen verschärft. Der Omnibusverkehr kam durch die Beschlagnahmung der Kraftomnibusse fast vollständig zum Erliegen und durch den Mangel an Gummi waren der private Kraftfahrzeug- und Fahrradverkehr ebenfalls stark eingeschränkt. Dies hatte einen starken Anstieg der Fahrgastzahlen der Straßenbahn zur Folge. Da auch Kohle rationiert wurde, waren der Stromverbrauch sowohl von Einrichtungen als auch der Straßenbahn selbst Beschränkungen unterworfen. Vergnügungseinrichtungen hatten ihren Betrieb ab 22 Uhr einzustellen und die Straßenbahn ihr Angebot den Verkehrsverhältnissen entsprechend anzupassen. Um das Platzangebot dennoch zu erhöhen, weitete die GBS den Beiwagenbetrieb aus. Durch die genehmigte Erhöhung der Höchstgeschwindigkeit in mehreren Straßenzügen und wohl auch die Aufhebung von Haltestellen konnten die Umlaufzeit der Züge als auch der Stromverbrauch durch weniger häufiges Anfahren reduziert werden.
Da neben dem Fahrpersonal auch Handwerker fehlten, mussten die fälligen Wartungsarbeiten an den Fahrzeugen und Streckeneinrichtungen aufgeschoben werden. Fehlende Baustoffe wurden durch minderwertige Produkte ersetzt und anstelle von Kupfer kam zum Teil auch Eisendraht für die Oberleitungen zum Einsatz. Infolgedessen musste das Unternehmen die Rückstellungen für Instandhaltungsarbeiten vergrößern. Ab dem 9. Juni 1915 transportierte die GBS zudem auch Zeitungen für einen großen Berliner Verlag, später auch Postpakete zwischen mehreren Postämtern. Streckenneubauten beschränkten sich auf einige wenige Abschnitte in den Vororten, etwa den Hohenzollerndamm in Wilmersdorf. Als größtes Bauvorhaben konnte der unter städtischer Regie ausgeführte Lindentunnel umgesetzt werden. Er ersetzte ab Dezember 1916 die oberirdische Kreuzung der „Linden“ an gleicher Stelle. Der weitere Ausbau des öffentlichen Nahverkehrsnetzes betraf insbesondere den Bau der städtischen Nordsüdbahn. Um Baufreiheit zu schaffen, musste die GBS ab 1914 mehrere Linien aus der Friedrichstraße herausnehmen und auf parallel verlaufende, teils der BESTAG und Städtischen Straßenbahn gehörende Strecken verlagern.
In einer am 17. Juli 1916 herausgegebenen Denkschrift zur Vereinheitlichung des Groß-Berliner Verkehrswesens hatte der Zweckverband die Möglichkeit eines Erwerbs der Großen Berliner Straßenbahn erörtert. Damit sollte die Schaffung eines großen kommunalen Straßenbahnbetriebes ermöglicht werden. Dazu war als erster Schritt die Tarifeinheit in Form eines Einheitsvertrags erforderlich. Da die Erwerbsbestimmungen nach dem Vergleichsvertrag von 1911 für den Verband ungünstig erschienen, erklärte sich dieser am 27. November 1916 gegen jede Tariferhöhung. Zudem sollten während des Krieges Erwerbsverhandlungen mit der Großen Berliner unterbleiben.
Der Startschuss zur Kommunalisierung fiel letztlich kurz darauf im Frühjahr 1917. Auslöser war die Unterzeichnung des Reichsverkehrssteuergesetzes am 8. April 1917. Dieses sah eine Mehrwertsteuer von sechs Prozent auf die Fahrgeldeinnahmen von Straßenbahnen und Omnibussen vor – Schnellbahnen waren von der Steuer befreit. Die Unternehmen durften die Steuer auf die Fahrgäste abwälzen, weshalb die GBS daraufhin die Genehmigung zur Tariferhöhung von 10 auf 15 Pfennig beantragte. Sie kündigte außerdem an, gegebenenfalls das im Gesetz vorgesehene Schiedsgericht anzurufen. Der 15-Pfennig-Tarif wurde abgelehnt. Die darauffolgenden Verhandlungen führten am 28. Mai 1918 zum Abschluss eines neuen Zustimmungsvertrags, im Folgenden als „Einheitsvertrag“ bezeichnet, bei dem der GBS und ihren Nebenbahnen eine Tariferhöhung auf 12,5 Pfennig zugestanden wurde. Im Gegenzug musste die GBS weitreichende Zugeständnisse machen. Der Erwerbspreis wurde gegenüber dem 1911 abgeschlossenen Vertrag auf das 20-fache der Durchschnittsdividende der letzten sieben Jahre herabgesetzt, zuvor wurde der 25-fache Betrag gefordert. Der Mindestpreis lag für die gesamte Vertragsdauer bei 150 % des Aktienkapitals, gegenüber 200 % im Vertrag von 1911. Die Zustimmungsdauer wurde bis Ende 1949 festgelegt und war damit nun identisch zur Konzession. Der Vertrag legte die Tarifeinheit zwischen der GBS und ihren Nebenbahnen fest, die Beteiligung des Verbands am Reingewinn wurde erhöht und ein Mitspracherecht des Verbands bei Fahrplanangelegenheiten erwirkt. Um seine Stellung zu untermauern, entsandte der Verband künftig vier Vertreter in den Aufsichtsrat. Die Nebenbahnen waren dazu angehalten, sich auf Verlangen des Verbandes aufzulösen und ihr Vermögen auf die Große Berliner zu übertragen. Die Betriebe verpflichteten sich weiterhin, ihr Streckennetz jährlich um fünf Kilometer zu erweitern. Hierfür sollten sie die Baukosten teilweise erstattet bekommen. Es war vorgesehen, einen Fonds für Baukostenzuschüsse anzulegen, dem jährlich ein Achtel der Fahrgeldeinnahmen zugeführt werden sollten. An den Endhaltestellen sollten künftig Fahrplanaushänge angebracht werden, die Zwischenhaltestellen waren mit Linienkennzeichnungen zu versehen. Weiterhin war die Aufstellung von Wartehallen an bestimmten Haltestellen vorgesehen. Die letzten Punkte wurden erst in den 1920er Jahren realisiert.

Straßenbahnverkehr auf dem Potsdamer Platz am Tag der Wahl zur Deutschen Nationalversammlung, 19. Januar 1919

Anfang Januar 1919 kam es zu einem Streik der GBS-Mitarbeiter um Lohnerhöhung, die ihnen das Einigungsamt des Berliner Gewerbegerichts zusprach. Als Ausgleich verlangte die GBS eine erneute Tariferhöhung um fünf Pfennig. Die Verbandsversammlung genehmigte diese am 20. Januar 1919 mit Frist zum 31. März desselben Jahres. Am 3. März stimmte die Verbandsversammlung der Verschmelzung der GBS mit ihren Nebenbahnen zu, die am 15. Mai vollzogen wurde. Die Buchführung wurde rückwirkend zum 1. Januar 1918 vereinheitlicht. Ende März genehmigte die Verbandsversammlung die Verlängerung der auslaufenden Tariferhöhung bis Ende Juni 1919, gleichzeitig setzte das Organ einen Sonderausschuss ein, der Erwerbsverhandlungen mit der GBS und den anderen Berliner Straßenbahnunternehmen, insbesondere den Berliner Ostbahnen, führen sollte. Die GBS signalisierte Zustimmung zum Verkauf, die darauffolgenden Verhandlungen drehen sich fast ausschließlich um den Kaufpreis. Beide Seiten einigten sich auf 100 % des Aktienkapitals von rund 100 Millionen Mark sowie 37,5 Millionen Mark zur Abgleichung des Tilgungsfonds. Der Verband zahlte in vierprozentigen Schuldverschreibungen vom 1. Januar 1920 an bis 31. Dezember 1949. Die Verbandsversammlung stimmte dem Verkauf am 30. Juni 1919 zu, am 15. Juli 1919 wurde der Verkauf dann vor dem Amtsgericht Berlin-Mitte getätigt.
Am 20. September 1919 wurde schließlich die Aktiengesellschaft Große Berliner Straßenbahn aus dem Handelsregister gelöscht und gleichzeitig die Große Berliner Straßenbahn als Kommunalbetrieb in das Firmenregister eingetragen. Die ebenfalls vom Verband erworbenen Ostbahnen wurden am 1. Mai 1920 mit der GBS vereinigt.
Am 27. April 1920 verabschiedete das Preußische Abgeordnetenhaus das Groß-Berlin-Gesetz, das am 1. Oktober 1920 in Kraft trat. Acht Städte, 59 Landgemeinden und 27 Gutsbezirke wurden zur Stadt Berlin vereinigt. Der Verband Groß-Berlin löste sich mit dem gleichen Tag auf, seine Befugnisse gingen auf die neue Einheitsgemeinde über. Die Stadt war damit auch Eigentümerin der vormals gemeindeeigenen Straßenbahnen von Cöpenick, Spandau und Heiligensee. Die ebenfalls städtische BESTAG war in der Zwischenzeit ebenfalls in einen Kommunalbetrieb umgewandelt worden. Bis zum 13. Dezember 1920 wurden die vorgenannten Betriebe und die GBS zum neuen kommunalen Unternehmen Berliner Straßenbahn vereinigt.

## Unternehmen

### Organisation
Der Vorstand des Unternehmens war zunächst zweimännig besetzt mit einem Fachdirektor als Vorsitzendem und einem kaufmännischen Direktor. Dem Fachdirektorium unterstanden die Bereiche Verkehr, Betrieb einschließlich Pferdepflege, Gleis- und Hochbau, Fahrzeuge einschließlich Werkstatt und das Syndikat. Der kaufmännische Direktor war zuständig für Buchhaltung, Kasse, Einkauf, Materialverwaltung und das Personalbüro. Für die Organisation der einzelnen Aufgabenbereiche standen dem Fachdirektorium die Oberbeamten zur Verfügung. 1875 gab es zunächst einen Betriebsinspektor und einen Oberingenieur. Dem Betriebsinspektor unterstanden die Bahnhofsverwalter und Hilfskräfte für den Büro- und Kassendienst, das Betriebshofpersonal, Fahrpersonal und Weichensteller. Für die Pferdepflege gab es einen Obertierarzt und zwei Tierärzte. Weiterhin gehörte zur Betriebsinspektion die Verkehrskontrolle, welche zusammen mit dem Einkauf die Fahrscheine beschaffte, auf die Betriebshöfe verteilte und die Abgabe der Verkehrseinnahmen an die Kasse überbrachte. Dem Oberingenieur unterstanden drei Ingenieure, Zeichner und Bauführer für den Bahn- und Hochbau, Streckenmeister, Bahnwärter und ein Ingenieur für die Wagenunterhaltung und Werkstatt einschließlich der Beschlagschmiede sowie ein Obertierarzt. Bau und Unterhaltung der Strecken führten Fremdfirmen durch. 1876 wurde erstmals ein fester Syndikus einbestellt, im Folgejahr erschienen ein Vertrauensarzt und Kalkulatoren zur Betriebskontrolle. 1879 wurde bei der regionalen Gliederung des Betriebs der Posten des Oberbetriebsinspektors als Oberbeamter geschaffen. Dem Oberingenieur wurden die drei Ingenieurabteilungen für Gleisbau, Hochbau und Wagenunterhaltung zugewiesen. 1883 rückte der Syndikus zum Oberbeamten auf. 1890 gliederte die GBPfE die Pferdehaltung als eigenes Ressort aus und berief den Obertierarzt als Oberstallmeister zum Oberbeamten. Der Pferdebestand hatte bis zu diesem Zeitpunkt die Marke von 5000 überschritten. Für den äußeren Betriebsdienst bestanden fünf Betriebsinspektionen, auf die das Streckennetz und die 23 Betriebshöfe aufgeteilt waren.
| 1. Direktor Fachdirektor                      | 1. Direktor Fachdirektor                      | 1. Direktor Fachdirektor                      | 1. Direktor Fachdirektor                      | 1. Direktor Fachdirektor                      | 1. Direktor Fachdirektor                      |  |  |                                   |                                   |                                   |                                   |                                   |                                   |  |  |                              |                              |                              |                              |                              |                              |  |  |                        |                        |                        |                        |                        |                        |  |  |                       |                       |                       |                       |                       |                       |  |  | 2. Direktor Kaufmännischer Direktor                                                            | 2. Direktor Kaufmännischer Direktor                                                            | 2. Direktor Kaufmännischer Direktor                                                            | 2. Direktor Kaufmännischer Direktor                                                            | 2. Direktor Kaufmännischer Direktor                                                            | 2. Direktor Kaufmännischer Direktor                                                            |  |  |  |  |  |  |  |  |  |  |  |  |  |  |  |  |  |  |  |  |  |  |  |  |
| 1. Direktor Fachdirektor                      | 1. Direktor Fachdirektor                      | 1. Direktor Fachdirektor                      | 1. Direktor Fachdirektor                      | 1. Direktor Fachdirektor                      | 1. Direktor Fachdirektor                      |  |  |                                   |                                   |                                   |                                   |                                   |                                   |  |  |                              |                              |                              |                              |                              |                              |  |  |                        |                        |                        |                        |                        |                        |  |  |                       |                       |                       |                       |                       |                       |  |  | 2. Direktor Kaufmännischer Direktor                                                            | 2. Direktor Kaufmännischer Direktor                                                            | 2. Direktor Kaufmännischer Direktor                                                            | 2. Direktor Kaufmännischer Direktor                                                            | 2. Direktor Kaufmännischer Direktor                                                            | 2. Direktor Kaufmännischer Direktor                                                            |  |  |  |  |  |  |  |  |  |  |  |  |  |  |  |  |  |  |  |  |  |  |  |  |
|                                               |                                               |                                               |                                               |                                               |                                               |  |  |                                   |                                   |                                   |                                   |                                   |                                   |  |  | Syndikus                     |                              |                              |                              |                              |                              |  |  |                        |                        |                        |                        |                        |                        |  |  |                       |                       |                       |                       |                       |                       |  |  |                                                                                                |                                                                                                |                                                                                                |                                                                                                |                                                                                                |                                                                                                |  |  |  |  |  |  |  |  |  |  |  |  |  |  |  |  |  |  |  |  |  |  |  |  |
|                                               |                                               |                                               |                                               |                                               |                                               |  |  |                                   |                                   |                                   |                                   |                                   |                                   |  |  |                              |                              |                              |                              |                              |                              |  |  |                        |                        |                        |                        |                        |                        |  |  |                       |                       |                       |                       |                       |                       |  |  |                                                                                                |                                                                                                |                                                                                                |                                                                                                |                                                                                                |                                                                                                |  |  |  |  |  |  |  |  |  |  |  |  |  |  |  |  |  |  |  |  |  |  |  |  |
| Verkehr, Betrieb, Bau und Technik             | Verkehr, Betrieb, Bau und Technik             | Verkehr, Betrieb, Bau und Technik             | Verkehr, Betrieb, Bau und Technik             | Verkehr, Betrieb, Bau und Technik             | Verkehr, Betrieb, Bau und Technik             |  |  |                                   |                                   |                                   |                                   |                                   |                                   |  |  | Sekretariat Registratur      | Sekretariat Registratur      | Sekretariat Registratur      | Sekretariat Registratur      | Sekretariat Registratur      | Sekretariat Registratur      |  |  |                        |                        |                        |                        |                        |                        |  |  |                       |                       |                       |                       |                       |                       |  |  | Buchhaltung, Hauptkasse, Kalkulatur, Einkauf, Materialverwaltung, Personalbüro, Vertrauensarzt | Buchhaltung, Hauptkasse, Kalkulatur, Einkauf, Materialverwaltung, Personalbüro, Vertrauensarzt | Buchhaltung, Hauptkasse, Kalkulatur, Einkauf, Materialverwaltung, Personalbüro, Vertrauensarzt | Buchhaltung, Hauptkasse, Kalkulatur, Einkauf, Materialverwaltung, Personalbüro, Vertrauensarzt | Buchhaltung, Hauptkasse, Kalkulatur, Einkauf, Materialverwaltung, Personalbüro, Vertrauensarzt | Buchhaltung, Hauptkasse, Kalkulatur, Einkauf, Materialverwaltung, Personalbüro, Vertrauensarzt |  |  |  |  |  |  |  |  |  |  |  |  |  |  |  |  |  |  |  |  |  |  |  |  |
| Verkehr, Betrieb, Bau und Technik             | Verkehr, Betrieb, Bau und Technik             | Verkehr, Betrieb, Bau und Technik             | Verkehr, Betrieb, Bau und Technik             | Verkehr, Betrieb, Bau und Technik             | Verkehr, Betrieb, Bau und Technik             |  |  |                                   |                                   |                                   |                                   |                                   |                                   |  |  | Sekretariat Registratur      | Sekretariat Registratur      | Sekretariat Registratur      | Sekretariat Registratur      | Sekretariat Registratur      | Sekretariat Registratur      |  |  |                        |                        |                        |                        |                        |                        |  |  |                       |                       |                       |                       |                       |                       |  |  | Buchhaltung, Hauptkasse, Kalkulatur, Einkauf, Materialverwaltung, Personalbüro, Vertrauensarzt | Buchhaltung, Hauptkasse, Kalkulatur, Einkauf, Materialverwaltung, Personalbüro, Vertrauensarzt | Buchhaltung, Hauptkasse, Kalkulatur, Einkauf, Materialverwaltung, Personalbüro, Vertrauensarzt | Buchhaltung, Hauptkasse, Kalkulatur, Einkauf, Materialverwaltung, Personalbüro, Vertrauensarzt | Buchhaltung, Hauptkasse, Kalkulatur, Einkauf, Materialverwaltung, Personalbüro, Vertrauensarzt | Buchhaltung, Hauptkasse, Kalkulatur, Einkauf, Materialverwaltung, Personalbüro, Vertrauensarzt |  |  |  |  |  |  |  |  |  |  |  |  |  |  |  |  |  |  |  |  |  |  |  |  |
|                                               |                                               |                                               |                                               |                                               |                                               |  |  |                                   |                                   |                                   |                                   |                                   |                                   |  |  |                              |                              |                              |                              |                              |                              |  |  |                        |                        |                        |                        |                        |                        |  |  |                       |                       |                       |                       |                       |                       |  |  |                                                                                                |                                                                                                |                                                                                                |                                                                                                |                                                                                                |                                                                                                |  |  |  |  |  |  |  |  |  |  |  |  |  |  |  |  |  |  |  |  |  |  |  |  |
| Ober-Betriebsinspektor                        | Ober-Betriebsinspektor                        | Ober-Betriebsinspektor                        | Ober-Betriebsinspektor                        | Ober-Betriebsinspektor                        | Ober-Betriebsinspektor                        |  |  |                                   |                                   |                                   |                                   |                                   |                                   |  |  | Oberstallmeister             | Oberstallmeister             | Oberstallmeister             | Oberstallmeister             | Oberstallmeister             | Oberstallmeister             |  |  |                        |                        |                        |                        |                        |                        |  |  | Oberingenieur         | Oberingenieur         | Oberingenieur         | Oberingenieur         | Oberingenieur         | Oberingenieur         |  |  |                                                                                                |                                                                                                |                                                                                                |                                                                                                |                                                                                                |                                                                                                |  |  |  |  |  |  |  |  |  |  |  |  |  |  |  |  |  |  |  |  |  |  |  |  |
| Ober-Betriebsinspektor                        | Ober-Betriebsinspektor                        | Ober-Betriebsinspektor                        | Ober-Betriebsinspektor                        | Ober-Betriebsinspektor                        | Ober-Betriebsinspektor                        |  |  |                                   |                                   |                                   |                                   |                                   |                                   |  |  | Oberstallmeister             | Oberstallmeister             | Oberstallmeister             | Oberstallmeister             | Oberstallmeister             | Oberstallmeister             |  |  |                        |                        |                        |                        |                        |                        |  |  | Oberingenieur         | Oberingenieur         | Oberingenieur         | Oberingenieur         | Oberingenieur         | Oberingenieur         |  |  |                                                                                                |                                                                                                |                                                                                                |                                                                                                |                                                                                                |                                                                                                |  |  |  |  |  |  |  |  |  |  |  |  |  |  |  |  |  |  |  |  |  |  |  |  |
|                                               |                                               |                                               |                                               |                                               |                                               |  |  |                                   |                                   |                                   |                                   |                                   |                                   |  |  |                              |                              |                              |                              |                              |                              |  |  |                        |                        |                        |                        |                        |                        |  |  |                       |                       |                       |                       |                       |                       |  |  |                                                                                                |                                                                                                |                                                                                                |                                                                                                |                                                                                                |                                                                                                |  |  |  |  |  |  |  |  |  |  |  |  |  |  |  |  |  |  |  |  |  |  |  |  |
| Verkehrs- u. Betriebsgestaltung               | Verkehrs- u. Betriebsgestaltung               | Verkehrs- u. Betriebsgestaltung               | Verkehrs- u. Betriebsgestaltung               | Verkehrs- u. Betriebsgestaltung               | Verkehrs- u. Betriebsgestaltung               |  |  |                                   |                                   |                                   |                                   |                                   |                                   |  |  |                              |                              |                              |                              |                              |                              |  |  | Bahnbau                | Bahnbau                | Bahnbau                | Bahnbau                | Bahnbau                | Bahnbau                |  |  | Hochbau               | Hochbau               | Hochbau               | Hochbau               | Hochbau               | Hochbau               |  |  | Wagenunter- haltung                                                                            | Wagenunter- haltung                                                                            | Wagenunter- haltung                                                                            | Wagenunter- haltung                                                                            | Wagenunter- haltung                                                                            | Wagenunter- haltung                                                                            |  |  |  |  |  |  |  |  |  |  |  |  |  |  |  |  |  |  |  |  |  |  |  |  |
| Verkehrs- u. Betriebsgestaltung               | Verkehrs- u. Betriebsgestaltung               | Verkehrs- u. Betriebsgestaltung               | Verkehrs- u. Betriebsgestaltung               | Verkehrs- u. Betriebsgestaltung               | Verkehrs- u. Betriebsgestaltung               |  |  |                                   |                                   |                                   |                                   |                                   |                                   |  |  |                              |                              |                              |                              |                              |                              |  |  | Bahnbau                | Bahnbau                | Bahnbau                | Bahnbau                | Bahnbau                | Bahnbau                |  |  | Hochbau               | Hochbau               | Hochbau               | Hochbau               | Hochbau               | Hochbau               |  |  | Wagenunter- haltung                                                                            | Wagenunter- haltung                                                                            | Wagenunter- haltung                                                                            | Wagenunter- haltung                                                                            | Wagenunter- haltung                                                                            | Wagenunter- haltung                                                                            |  |  |  |  |  |  |  |  |  |  |  |  |  |  |  |  |  |  |  |  |  |  |  |  |
|                                               |                                               |                                               |                                               |                                               |                                               |  |  |                                   |                                   |                                   |                                   |                                   |                                   |  |  |                              |                              |                              |                              |                              |                              |  |  |                        |                        |                        |                        |                        |                        |  |  |                       |                       |                       |                       |                       |                       |  |  |                                                                                                |                                                                                                |                                                                                                |                                                                                                |                                                                                                |                                                                                                |  |  |  |  |  |  |  |  |  |  |  |  |  |  |  |  |  |  |  |  |  |  |  |  |
| Verkehrskontrolle                             | Verkehrskontrolle                             | Verkehrskontrolle                             | Verkehrskontrolle                             | Verkehrskontrolle                             | Verkehrskontrolle                             |  |  | Verkehrs- u. Betriebsinspektionen | Verkehrs- u. Betriebsinspektionen | Verkehrs- u. Betriebsinspektionen | Verkehrs- u. Betriebsinspektionen | Verkehrs- u. Betriebsinspektionen | Verkehrs- u. Betriebsinspektionen |  |  |                              |                              |                              |                              |                              |                              |  |  | Bahnbezirke Brückenbau | Bahnbezirke Brückenbau | Bahnbezirke Brückenbau | Bahnbezirke Brückenbau | Bahnbezirke Brückenbau | Bahnbezirke Brückenbau |  |  |                       |                       |                       |                       |                       |                       |  |  | Hauptwerkstatt                                                                                 | Hauptwerkstatt                                                                                 | Hauptwerkstatt                                                                                 | Hauptwerkstatt                                                                                 | Hauptwerkstatt                                                                                 | Hauptwerkstatt                                                                                 |  |  |  |  |  |  |  |  |  |  |  |  |  |  |  |  |  |  |  |  |  |  |  |  |
| Verkehrskontrolle                             | Verkehrskontrolle                             | Verkehrskontrolle                             | Verkehrskontrolle                             | Verkehrskontrolle                             | Verkehrskontrolle                             |  |  | Verkehrs- u. Betriebsinspektionen | Verkehrs- u. Betriebsinspektionen | Verkehrs- u. Betriebsinspektionen | Verkehrs- u. Betriebsinspektionen | Verkehrs- u. Betriebsinspektionen | Verkehrs- u. Betriebsinspektionen |  |  |                              |                              |                              |                              |                              |                              |  |  | Bahnbezirke Brückenbau | Bahnbezirke Brückenbau | Bahnbezirke Brückenbau | Bahnbezirke Brückenbau | Bahnbezirke Brückenbau | Bahnbezirke Brückenbau |  |  |                       |                       |                       |                       |                       |                       |  |  | Hauptwerkstatt                                                                                 | Hauptwerkstatt                                                                                 | Hauptwerkstatt                                                                                 | Hauptwerkstatt                                                                                 | Hauptwerkstatt                                                                                 | Hauptwerkstatt                                                                                 |  |  |  |  |  |  |  |  |  |  |  |  |  |  |  |  |  |  |  |  |  |  |  |  |
|                                               |                                               |                                               |                                               |                                               |                                               |  |  |                                   |                                   |                                   |                                   |                                   |                                   |  |  |                              |                              |                              |                              |                              |                              |  |  |                        |                        |                        |                        |                        |                        |  |  |                       |                       |                       |                       |                       |                       |  |  |                                                                                                |                                                                                                |                                                                                                |                                                                                                |                                                                                                |                                                                                                |  |  |  |  |  |  |  |  |  |  |  |  |  |  |  |  |  |  |  |  |  |  |  |  |
| Verkehrsüberwachung Fahrdienst Kontrolldienst | Verkehrsüberwachung Fahrdienst Kontrolldienst | Verkehrsüberwachung Fahrdienst Kontrolldienst | Verkehrsüberwachung Fahrdienst Kontrolldienst | Verkehrsüberwachung Fahrdienst Kontrolldienst | Verkehrsüberwachung Fahrdienst Kontrolldienst |  |  | Bahnhöfe Betriebsdienst           | Bahnhöfe Betriebsdienst           | Bahnhöfe Betriebsdienst           | Bahnhöfe Betriebsdienst           | Bahnhöfe Betriebsdienst           | Bahnhöfe Betriebsdienst           |  |  | Pferdepflege u. -überwachung | Pferdepflege u. -überwachung | Pferdepflege u. -überwachung | Pferdepflege u. -überwachung | Pferdepflege u. -überwachung | Pferdepflege u. -überwachung |  |  | Bahn- meistereien      | Bahn- meistereien      | Bahn- meistereien      | Bahn- meistereien      | Bahn- meistereien      | Bahn- meistereien      |  |  | Bahnhofs- werkstätten | Bahnhofs- werkstätten | Bahnhofs- werkstätten | Bahnhofs- werkstätten | Bahnhofs- werkstätten | Bahnhofs- werkstätten |  |  |                                                                                                |                                                                                                |                                                                                                |                                                                                                |                                                                                                |                                                                                                |  |  |  |  |  |  |  |  |  |  |  |  |  |  |  |  |  |  |  |  |  |  |  |  |

Vorsitzender und Fachdirektor war der Gründungszeichner Gustav Dittmann, der am 1. Juli 1891 aus gesundheitlichen Gründen ausschied. Sein Nachfolger war Regierungsrat a. D. Gustav Koehler, zuvor tätig bei der Königlichen Eisenbahndirektion Magdeburg. Er blieb bis zum 31. Dezember 1912 im Unternehmen. Als kaufmännischer Direktor fungierte anfangs Moritz Hirsch. 1883 löste ihn der Geheime Regierungsrat a. D. Carl von Kühlewein ab, der bis zum 31. März 1908 tätig war. Koehler und Kühlewein übernahmen 1893/94 zusätzlich die Vorstandsgeschäfte der Neuen Berliner Pferdebahn-Gesellschaft. Am 15. November 1898 trat nach Wahl durch den Aufsichtsrat der Ministerialdirektor a. D. Dr. Paul Micke als neuer Generaldirektor hinzu. Micke war zuvor im Ministerium der öffentlichen Arbeiten tätig. 1901 ergänzte man das Direktorium wegen der umfangreichen Belastung mit Fachfragen um zwei stellvertretende Direktoren, den Eisenbahnbau- und Betriebsinspektor a. D. Moritz Marhold und den Oberingenieur Siegfried Peiser. Im Folgejahr stellte das Unternehmen einen weiteren Syndikus und einen Generalsekretär für die Leitung der allgemeinen und organisatorischen Arbeiten ein. Die Organisation wurde im gleichen Zeitraum an die neuen Begebenheiten angepasst. Elektrische Streckenausrüstung und Maschinendienst wurden wie die Wagenunterhaltung vom Werkstättendienst getrennt, ferner der Verkehrs- vom Betriebsdienst. Als leitende Posten standen schließlich acht Oberbeamte zur Verfügung. Es waren dies für den technischen Dienst der Baubetriebsdirektor und ihm unterstellt der Oberbetriebsingenieur, der Oberverkehrsinspektor, die Oberingenieure des Werkstätten- und Maschinendienstes und das Syndikatsbüro mit zwei Syndizi und dem Leiter des Revisionsbüros.
- Baubetriebsdirektor und Oberbetriebsingenieur waren verantwortlich für die Bahnunterhaltung, den Bau und den Betriebsdienst. Der Baubetriebsdirektor war gleichzeitig stellvertretendes Direktoriumsmitglied. Für Streckenbau und -unterhaltung war das Netz in drei Bahnbezirke mit den zugehörigen Abteilungsingenieuren, Bahnmeistern, Oberbahnwärtern, Technikern, Handwerkern und Arbeitern eingeteilt. Für den Hochbau gab es einen Hochbauingenieur mit den zugehörigen Technikern, Handwerkern und Arbeitern. Für den Streckendienst beschäftigte das Unternehmen 1902 rund 160 Bahnwärter, die die Reinigung und Wartung der Gleise und Weichen übernahmen. Die mittlere Länge einer Bahnwärterstrecke betrug rund 2,5 km. Für den Betriebsdienst war das Streckennetz in acht Betriebsinspektionen unterteilt, denen je ein Betriebsinspektor vorstand. Diese hatten die Aufgabe, bei besonderen Vorkommnissen für einen geregelten Verkehrsablauf zu sorgen. Ihnen standen hierzu je ein betriebserfahrener Kontrolleur als Revisor zur Seite. An ausgewählten Knotenpunkten standen ferner neun Expeditoren bereit, die den fahrplanmäßigen Ablauf der Wagen zu überwachen und gegebenenfalls wiederherzustellen hatten. Die Bahnhöfe unterstanden jeweils einen Bahnhofsvorsteher, dem wiederum ein Assistent, ein bis vier Gehilfen und ein Kassenschaffner unterstanden. Die Kontrolle und Überwachung der Fahrer übernahmen Kontrolleure und Fahrmeister, die wohl zentral eingesetzt wurden, aber fachlich sowohl dem Oberbetriebsingenieur als auch dem Oberingenieur des Maschinendienstes unterstanden.
- Der Oberingenieur des Maschinendienstes hatte die Oberaufsicht über die Sicherheitsvorschriften für die richtige Bedienung der Triebwagen und elektrischen Einrichtungen. Er führte die Aufsicht über die Betriebswerkstätten auf den Bahnhöfen und die Überwachung der elektrischen Streckenausrüstung. Es gab in diesem Aufgabenbereich vier Ingenieurbezirke, denen je ein Wagenrevisor und vier technische Fahrmeister zugeteilt waren. Je drei bis fünf Werkstätten waren einem Bezirk zugeordnet. Den Werkstätten stand ein Wagenmeister vor, diesem unterstellt waren ein bis drei Oberschlosser und die entsprechende Anzahl an Handwerkern und Arbeitern. Für die Fahrleitungsunterhaltung gab es sechs Wachstationen auf geeigneten Betriebshöfen mit je einem Leitungsrevisor, einem Oberschlosser, Schlossern und Turmwagenkutschern.
- Dem Oberingenieur des Werkstättenwesens, ebenfalls stellvertretender Direktor, unterstand die Instandhaltung der Wagen und Maschinen. Er hatte die Oberleitung der Hauptwerkstatt inne. Er war verantwortlich für die Beschaffung der Betriebsmittel und die Weiterentwicklung der Fahrzeuge.
- Der Oberverkehrsinspektor hatte die Verantwortung über alle verkehrlichen Angelegenheiten. Ihm oblag die Bearbeitung der Fahrpläne und Beschwerden über den Verkehrsdienst. Ihm unterstand die sogenannte Verkehrskontrolle, die die ordnungsgemäße Ablieferung der Fahrgeldeinnahmen an die Hauptkasse überwachte. Auch die Beschaffung der Fahrkarten und ihre Verteilung auf die Bahnhöfe sowie die Ausgabe von Zeit- und Schülerkarten fielen in sein Aufgabenbereich.
- Der erste Syndikus bearbeitete die allgemeinen Rechtsangelegenheiten. Er hatte alle Geschäftsangelegenheiten mit Rechtscharakter mitzubearbeiten und juristisch zu beurteilen.
- Der zweite Syndikus vertrat als eingetragener Rechtsanwalt das Unternehmen bei Prozessen beim Landgericht.
- Der Leiter des Revisionsbüros hatte mit seiner Abteilung die Ordnungsmäßigkeit der Geschäftsabwicklung in allen Unternehmensbereichen zu kontrollieren.

Die kaufmännischen Abteilungen waren wie bisher organisiert. Neu war die Bestellung eines Generalsekretärs, dem die Abteilungen die Hauptkasse, Buchhaltung, das Sekretariat, die Registratur und Kanzlei unterstellt wurden. Der Materialinspektor war Leiter für die Materialverwaltung. Über Geschäftsanweisungen und Dienstvorschriften war der Geschäftsbetrieb in den einzelnen Abteilungen geregelt. Die Öffentlichkeitsarbeit übernahm ein Pressebüro, in dem die Zeitungen Auskünfte über das Unternehmen einholen konnten und das von sich aus über die „die Öffentlichkeit wahrscheinlich interessierenden Fragen“ informierte. 1904 wurden der Verkehrs- und Betriebsdienst unter dem Amt des Ober-Verkehrs- und Betriebsinspektors zusammengefasst und der Baudienst einem eigenen Oberingenieur unterstellt. Der Generalsekretär und der Vertrauensarzt kamen in den Rang eines Oberbeamten. Die Führungskräfte des Verkehrs- und Betriebsdienstes wurden im Gegensatz zu den studierten Ingenieuren vom Unternehmen selbst ausgebildet.

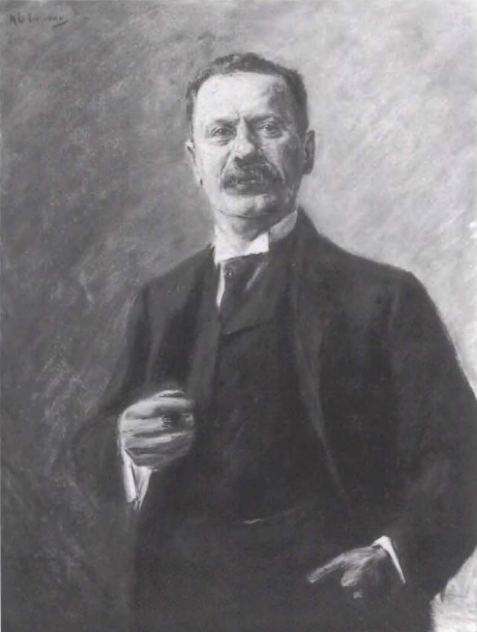
Eduard Arnhold,
Aufsichtsratsmitglied 1884 (?)–1919,
seit 1898 Vorsitzender; Porträt von Max Liebermann

Mit dem Tod von Moritz Marhold, seit 1903 ordentlicher Direktor, im Jahr 1905 berief man August Meyer in den Vorstand. 1908 schied von Kühlewein aus dem Direktorium aus und trat gleichzeitig in den Aufsichtsrat ein. An seiner Stelle wurde der Syndikus der Gesellschaft, Friedrich Wussow, zum stellvertretenden Direktor ernannt. Er wurde 1911 zum ordentlichen Direktor berufen. Gleichzeitig trat der Sohn des Generaldirektors, Walther Micke, in den Vorstand ein. Das Direktorium umfasste damit fünf ordentliche Direktoren und zwei stellvertretende Direktoren. Am 15. Mai 1912 verstarb der Vorsitzende Paul Micke, Ende desselben Jahres schied Gustav Koehler aus dem Direktorium aus. Als neuer Vorsitzender wurde der damals 39-jährige Wussow bestimmt, der zwischenzeitig nachgerückte stellvertretende Direktor Karl Otto wurde zum ordentlichen Direktor berufen. Das Direktorium trat 1919 in die Dienste des Verbandes Groß-Berlin. Für den 1919 verstorbenen Karl Otto trat am 1. Dezember der Direktor der Barmer Bergbahn Hagemeyer in den Vorstand ein. Das Direktorium bestand in dieser Zusammensetzung bis zu seinem geschlossenen Rücktritt am 3. Dezember 1920. Die kommissarische Leitung übernahmen für die letzten Tage der Prokurist Ernst Lüdke und der Oberingenieur Wilhelm Pforr.

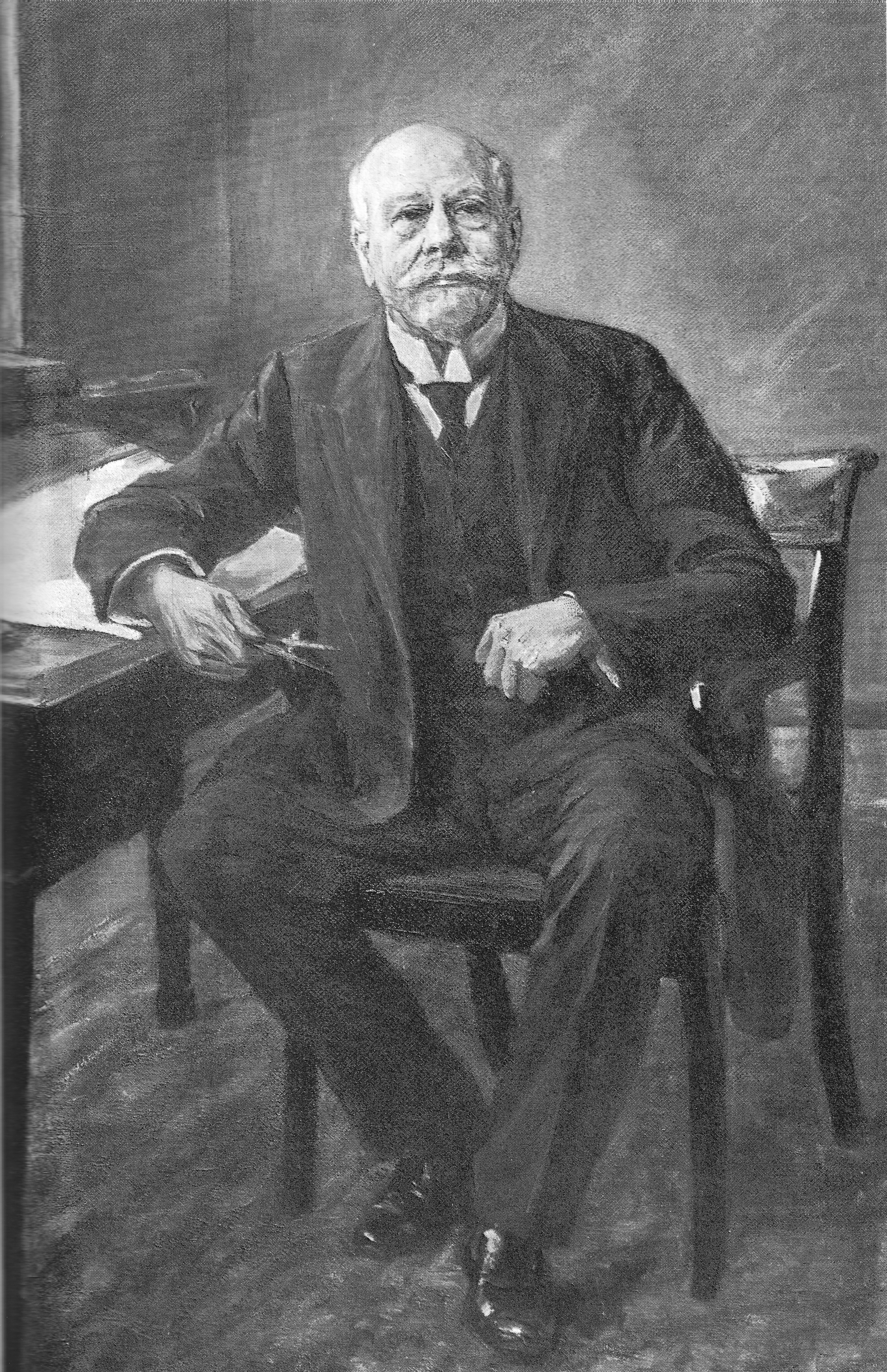
Emil Rathenau,
Aufsichtsratsmitglied 1904 (?)–1915;
Porträt von Max Liebermann

Der Aufsichtsrat bestand zunächst aus den Herren Ewers, Plewe, Pincuß, Kreismann und Kurs, allesamt Gründungszeichner der Gesellschaft. Im Gegensatz zur ABOAG und später auch der Hochbahngesellschaft traten sowohl der Vorstand als auch der Aufsichtsrat anfangs nicht namentlich in Erscheinung. Die Geschäftsberichte wurden durch drei gerichtlich vereidigte Bücherrevisoren gezeichnet. Ab 1885 wurden die Berichte von den Direktoren Kühlewein und Dittmann unterzeichnet, der Aufsichtsrat trat weiterhin nicht namentlich in Erscheinung. 1880 gehörten neben Kreismann als Aufsichtsratsvorsitzendem und Kurs als sein Stellvertreter unter anderem die Bankiers Berthold Arons und Sigismund Samuel sowie der Verleger Alexander Duncker an. Zu den prägnantesten Aufsichtsratsmitgliedern gehörte ab Mitte der 1880er Jahre Eduard Arnhold, der von der Dresdner Bank im Zuge ihrer ab 1888 getätigten Beteiligungen in das Gremium entsandt wurde. Arnhold gehörte ab 1896 dem Aufsichtsrat der Ludwig Loewe & Co. an, deren Tochtergesellschaft, die Union-Elektricitäts-Gesellschaft (UEG), ab demselben Jahr die Elektrifizierung der Großen Berliner übernahm. Die Finanzierung übernahm die eigens gegründete Gesellschaft für elektrische Unternehmungen (Gesfürel), die wiederum von mehreren Banken, darunter der Dresdner Bank, gestützt wurde. Von 1898 bis 1919 führte Arnhold den Vorsitz im Aufsichtsrat. Gemäß dem Vergleichsvertrag war der Berliner Magistrat berechtigt, drei Vertreter in den Aufsichtsrat wählen zu lassen. 1911 gehörten dem Aufsichtsrat an:
- Eduard Arnhold, Vorsitzender, stellvertretender Aufsichtsratsvorsitzender der Dresdner Bank
- Burchard Alberti, Stadtrat
- Albert Blaschke, Generalkonsul
- Carl Fürstenberg, Geschäftsinhaber der Berliner Handelsgesellschaft
- Eugen Gutmann, Konsul, Generaldirektor der Dresdner Bank
- Joseph Hoeter, Bankier, Aufsichtsratsmitglied der Disconto-Gesellschaft
- Maximilian von Klitzing, Direktor der Bank für Handel und Industrie
- Wilhelm Kopetzky, Bankier
- Viktor von Kranold, Eisenbahndirektions-Präsident a. D.
- Carl von Kühlewein, Generaldirektor a. D.
- Alfred Lent, Architekt und Bankier
- Arnold Marggraff, Stadtrat
- Albert Mosse, Stadtrat
- Oskar Oliven, Direktor der Ludwig Loewe & Co.
- Emil Rathenau, Generaldirektor der AEG
- Siegfried Samuel, Direktor des A. Schaaffhausen’schen Bankvereins
- Julius Stern, Direktor der Nationalbank für Deutschland

Bis 1917 schieden unter anderem von Kühlewein, Marggraff, Rathenau und Stern durch Tod aus dem Aufsichtsrat aus. Neu aufgenommen wurden unter anderem der Berliner Stadtbaurat Friedrich Krause, Rathenaus Nachfolger Felix Deutsch, die Bankiers Paul von Schwabach und Franz Urbig sowie der spätere Reichsbankpräsident und Reichswirtschaftsminister Hjalmar Schacht. Der Aufsichtsrat trat in der Generalversammlung vom 17. Juli 1919, die dem Verkauf an den Verband Groß-Berlin zustimmte, geschlossen zurück. Nach dem Übergang auf den Zweckverband trat ein neuer Aufsichtsrat zusammen, dem vor allem Vertreter des Zweckverbandes angehörten. Den Vorsitz führte der Berliner Oberbürgermeister Adolf Wermuth, sein Stellvertreter war der kommissarische Verbandsdirektor Erich Giese. Weitere Mitglieder waren unter anderem die Oberbürgermeister von Charlottenburg und Berlin-Lichtenberg, Scholz und Ziethen, die Landräte der Kreise Niederbarnim und Teltow, von Bredow und von Achenbach und der Berliner Stadtbaurat Krause. Weiterhin waren der AEG-Vorsitzende Deutsch, der Bankier Kopetzky und Stadtrat Mosse im neuen Aufsichtsrat vertreten. Der langjährige Vorsitzende Arnhold lehnte das angebotene Verbleiben aus Altersgründen ab.

### Personal
Die Große Berliner gehörte hinsichtlich der beschäftigten Personen zu den größten Unternehmen im Deutschen Kaiserreich. Das Unternehmen startet 1873 mit einer Belegschaft von 137 Angestellten. Bis 1880 stieg sie auf 2018 an; 1890 auf 3504; 1895 auf 4346 und 1908 auf 10.488. Den Höchststand verzeichnete das Unternehmen 1913 mit 11.171 Mann, zuzüglich 1369 Mann im Dienste der Nebenbahnen. Mit dem Ausbruch des Ersten Weltkrieges musste ein Großteil der Belegschaft zum Kriegsdienst antreten, allein 1914 schrumpfte der Personalbestand um rund 5000 Angestellte. Neu eingestellte Schaffner und Fahrer wurden bereits nach kurzer Zeit ebenfalls eingezogen. Das Unternehmen stellte daraufhin 800 Ehefrauen von eingezogenen Angestellten für den Schaffnerdienst ein, von denen rund 200 nach kurzer Zeit die Tätigkeit aufgaben. Ab Ende 1915 stellte die GBS auch Frauen für den Fahrdienst ein. Mitte 1916 waren von den 8000 Angestellten im Fahrdienst rund 5000 Frauen. 1918 kamen die ersten Personale aus dem Kriegsdienst zurück.
Die Tauglichkeitsprüfung für den Fahrdienst oblag nach der Polizeiverordnung von 1865 zunächst der Polizeibehörde, namentlich dem „Commissarius für das öffentliche Fuhrwesen“. Dieser stellte den angehenden Schaffnern und Kutschern bei erfolgreicher Eignung einen „Fahrschein“ aus. Die Bewerber mussten „mindestens 18 Jahre alt, zuverlässig und nicht mit auffälligen körperlichen oder geistigen Gebrechen behaftet“ sein. Neueinstellungen oder Entlassungen waren vom Unternehmen binnen 24 Stunden an den Commissarius zu melden. Die Bestimmungen des Kleinbahngesetzes von 1892 übertrug man die Eignungsprüfung mehr und mehr dem Unternehmen, sodass letztlich nur die Prüfungsvorschriften zur behördlichen Genehmigung vorgelegt werden mussten. Die Ausbildungszeit im Schaffnerdienst betrug 8–14 Tage, im Fahrdienst 3–4 Wochen. Zu Zeiten des elektrischen Betriebs wurde Wert auf normales Gehör und normale Sehschärfe gelegt. Personen mit Anlage zu Krampfadern und Plattfüßen stellte das Unternehmen ebenfalls nicht im Fahrdienst ein, da diese die typische Berufskrankheit darstellten.
Anfangs betrug die durchschnittliche tägliche Dienstzeit für Kutscher und Schaffner zwölf Stunden, die Schichten konnten bis zu 18 Stunden dauern. Es bestand kein Anspruch auf Ruhetage. 1889 wurde die durchschnittliche Dienstdauer von zwölf Stunden festgestellt und die Höchstdauer auf 14 Stunden begrenzt. Dem Fahrpersonal wurden vier Ruhetage im Monat gewährt. Der anfängliche Monatslohn lag 1885 bei 75 Mark für Schaffner und 78 Mark zuzüglich drei Mark Fahrzulage für Kutscher. Der Lohn stieg nach Dienst- und Lebensjahren an und erreichte einer zehnjährigen Dienstzeit 100 Mark. Ab 1886 erhielten die Kutscher eine bis zu zehn Mark umfassende Kilometerzulage. 1902 betrug das Monatsgehalt 85–120 Mark zuzüglich 30 Pfennig Fahrzulage für Fahrer, 1909 dann 95 –130 Mark zuzüglich 50 Pfennig Fahrzulage. Das jährliche Durchschnittsgehalt betrug in diesem Jahr rund 1400 Mark. Zum Vergleich: 1891 lag das durchschnittliche Jahreseinkommen eines Arbeiters bei 700 Mark, im Jahr 1909 bei 1046 Mark.
Die Mitarbeiter erreichten nach einem dreitägigen Ausstand vom 19.–21. Mai 1900 eine weitere Verbesserung der Arbeitsbedingungen. Der Zeitpunkt war nicht zufällig gewählt, befand sich doch das Unternehmen mitten in der Elektrifizierung. Damit verbunden waren die Umschulungen eines Großteils des Personals (Kutscher und Stallleute) aber auch Neueinstellungen. Die tägliche Arbeitszeit für Kutscher und Schaffner betrug fortan elf, höchstens zwölf Stunden; für Triebwagenfahrer neun beziehungsweise zehn Stunden. Die Ruhezeit zwischen zwei aufeinanderfolgenden Diensten betrug mindestens sechseinhalb Stunden. Der Dienst wurde ununterbrochen oder mit einstündiger Pause, alternativ zwei- beziehungsweise dreiteilig geleistet. Dem Personal standen 52 Ruhetage zu, davon sieben an Sonn- oder Feiertagen. Ebenfalls wurde die Wahl von je einem Vertrauensmann für die Schaffner und Fahrer erreicht.

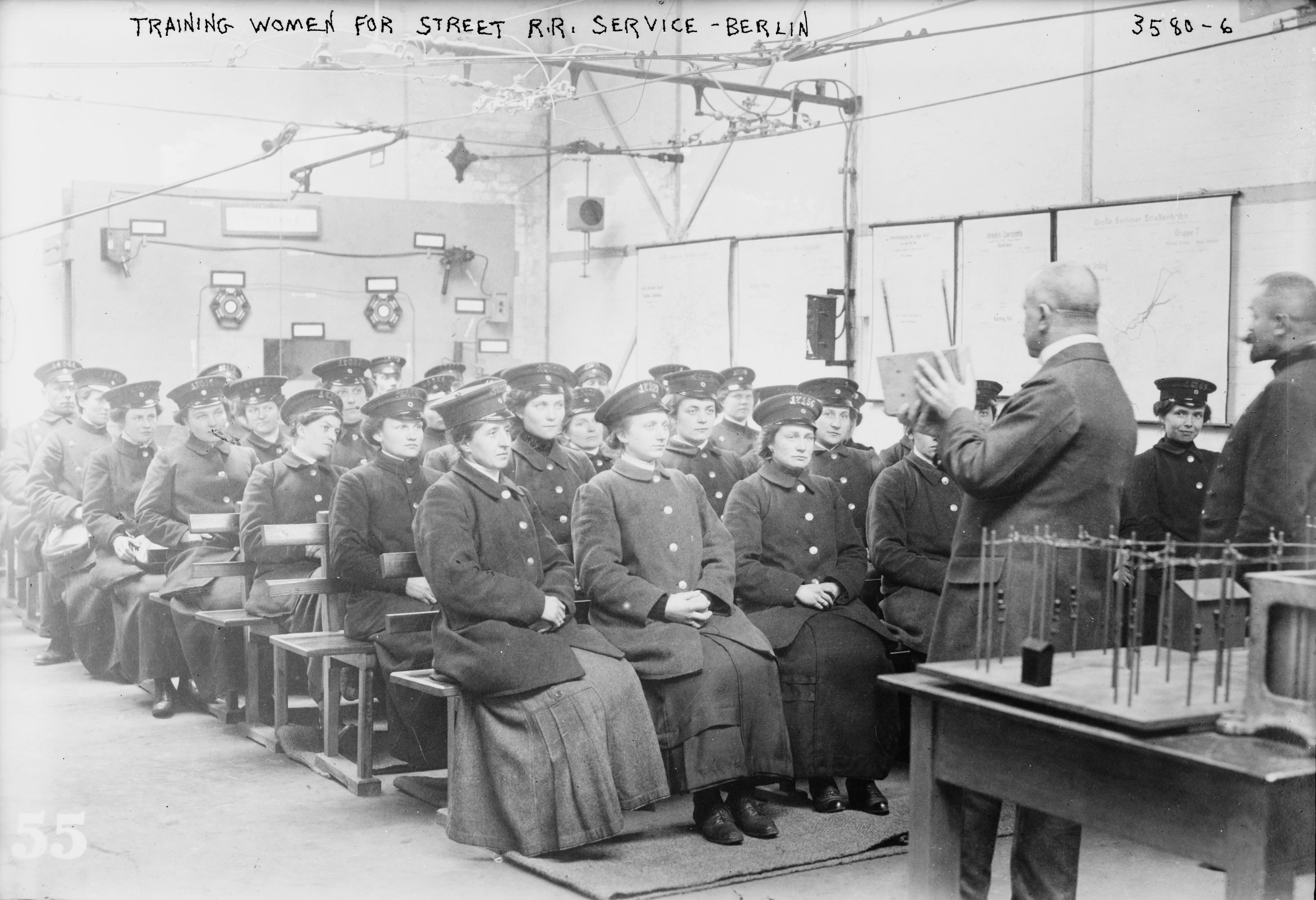
Während des Ersten Weltkrieges bildete die GBS auch Frauen für den Fahrdienst aus, 1914.

1909 betrug die durchschnittliche Dienstdauer für Schaffner zehn, für Fahrer neun Stunden, nach Abzug der als Dienst gerechneten Pausen acht beziehungsweise siebeneinhalb Stunden. Die Höchstdauer lag bei zwölf beziehungsweise zehn Stunden. Die Ruhezeit wurde auf acht Stunden verlängert. 1910 wurden die monatlichen Bezüge in allen Entgeltstufen nochmals um fünf Mark erhöht. 1911 hatte das Personal nach drei Jahren Betriebszugehörigkeit Anrecht auf sechs Tage bezahlten Urlaub, nach fünf Jahren auf acht Tage und nach zehn Jahren auf zehn Tage. Es bestand Anrecht auf monatlich vier freie Tage, dreiteilige Dienste waren nun untersagt. Die während des Krieges angestellten Schaffnerinnen und Fahrerinnen erhielten monatliche Bezüge in Höhe von 110,40 beziehungsweise 127,20 Mark.
Im Dezember 1918 kam es zur Einführung des Achtstundentags. Kurz darauf kam es im Januar 1919 zu einem weiteren Streik. Der Ausstand endete mit einem Schiedsspruch des Berliner Gewerbegerichts, das den Angestellten drastische Lohnerhöhungen zusagte. Beide Maßnahmen erhöhten die Personalkosten um jährlich rund 40 Millionen Mark. 1909 betrugen die Ausgaben für Löhne und Gehälter hingegen noch 12,5 Millionen Mark.

### Sozialversicherungen und Wohlfahrtseinrichtungen
Seit 1875 bestand für die Angestellten eine freiwillige Betriebskrankenkasse, die mit Inkrafttreten des Krankenversicherungsgesetzes (KVG) vom 15. Juni 1883 in eine Zwangskasse umgewandelt wurde. Der Mitgliedsbeitrag betrug drei Prozent des Lohns, soweit dieser vier Mark nicht überstieg. Der Arbeitnehmeranteil lag bei zwei Dritteln, der Arbeitgeberanteil bei einem Drittel. Die Kasse gewährte von Beginn an freie ärztliche Behandlung, Medizin und Heilmittel für 26 Wochen sowie ein Krankengeld in Höhe von zwei Dritteln des Lohns für 13 Wochen. Familienangehörigen wurden nach einer sechswöchigen Wartezeit freie ärztliche Behandlung und freie Medizin auf die Dauer von 26 Wochen gewährt. Mit der Novelle des KVG vom 25. Mai 1903 erhöhte sich der Beitragssatz auf 3,6 Prozent des fünf Mark nicht übersteigenden Tagesverdienstes. Angestellten, die länger als drei Jahre im Dienst des Unternehmens standen, gewährte man nun einen Gehaltszuschuss in Höhe eines Drittels des Lohns bei Krankheit, sodass effektiv keine Lohnausfälle zustande kamen. Familienangehörigen wurden weitere Zuschüsse gewährt und die Zahnpflege als Kassenleistung aufgenommen. Ab 1910 betrug der Beitragssatz 3,9 Prozent. Die Betriebskrankenkasse der NBPf wurde 1900, die Kassen der Westlichen und Südlichen Berliner Vorortbahn 1901 aufgelöst und mit der Betriebskrankenkasse der GBS verschmolzen.
Träger der gesetzlichen Unfallversicherung war die Straßen- und Kleinbahn-Berufsgenossenschaft. Die Leistungen für die Invaliditäts- und Altersversicherung wurden dem Gesetz entsprechend je zur Hälfte von Arbeitgeber und Arbeitnehmer getragen.
Daneben bestanden eine Reihe weiterer Wohlfahrtseinrichtungen die von der Gesellschaft beziehungsweise ihren Angestellten ins Leben gerufen wurden. Am 1. Juli 1900 richtete das Unternehmen eine Ruhegehaltskasse ein mit dem Ziel, Mitgliedern, die durch Invalidität dienstunfähig geworden sind, ein dauerhaftes Ruhegehalt zukommen zu lassen. Im gleichen Jahr schlossen sich mehrere Angestellte zum Verein der Angestellten der Großen Berliner Straßenbahn zusammen. Der Verein konnte weitere Leistungen anbieten, so einen Darlehensfonds, einen Unterstützungsfonds für den Krankheitsfall sowie eine Rechtsschutzversicherung.

### Rechtsverhältnisse

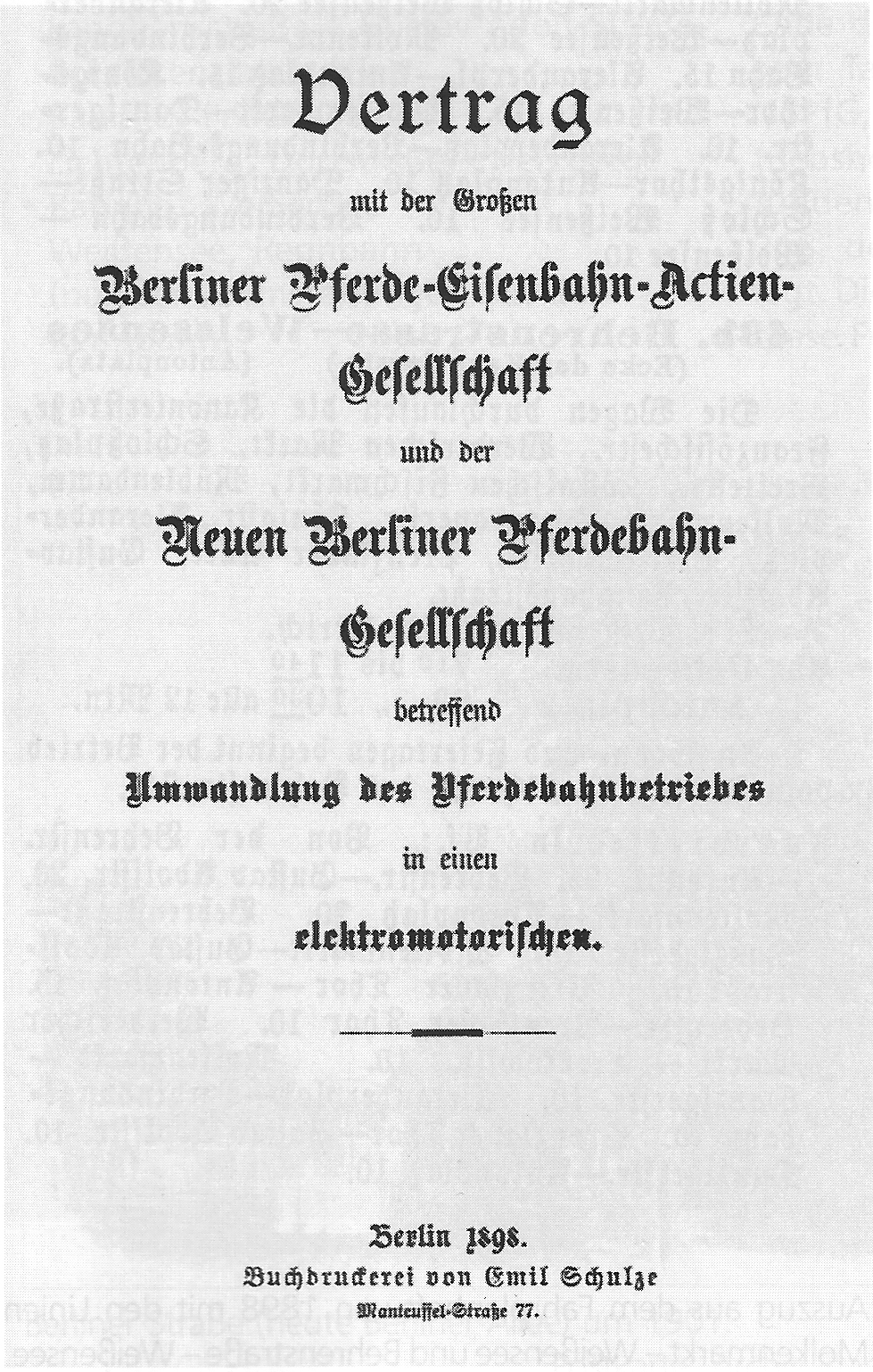
Deckblatt des Zustimmungsvertrags von 1898

Für den Bau und Betrieb der Pferde- und elektrischen Straßenbahnen bestanden im Wesentlichen drei, später faktisch zwei Rechtsgrundlagen. Zunächst war das Königliche Polizeipräsidium als örtliche Polizeibehörde gemäß § 37 der Gewerbeordnung für das Transportwesen zuständig. Sie stellte die staatliche Konzession aus, die als generelle Erlaubnis zum Betrieb der Bahn angesehen werden kann. Darin waren Fragen nach der Bauausführung der Bahn, der Fahrpläne und des Tarifs geregelt. Weiter musste die straßenbaupolizeiliche Genehmigung zur Anlage von Pferdebahnen vorliegen. Zu guter Letzt musste auch der Straßeneigentümer seine Zustimmung zur Nutzung der Straßen erteilen. Für Erteilung der Konzession war das Königliche Polizeipräsidium Berlin zuständig. Die straßenbaupolizeiliche Genehmigung fiel zunächst ebenfalls in das Ressort des Polizeipräsidiums und war daher praktisch Teil der Konzession. Das Straßenland selbst befand sich zur damaligen Zeit zum größten Teil noch in Staatsbesitz, lediglich die ab 1837 angelegten Straßen unterhielt die Stadt. Für die staatlichen Straßen erteilte die Ministerial-Baukommission die Zustimmung. Mit Vertrag vom 11./30. Dezember 1875 übernahm die Stadt Berlin die Straßenbaulast der in ihrem Weichbilde gelegenen Straßen zum 1. Januar 1876. Damit übernahm die Stadt auch die Straßenbaupolizei. Von der Übernahme ausgenommen blieben repräsentative Plätze wie der Opernplatz, der Königsplatz und der Lustgarten. Somit bestanden mit dem Polizeipräsidium als staatliche Institution und der Stadt Berlin die zwei grundlegenden Akteure, mit denen sich das Unternehmen auseinanderzusetzen hatte.
Neben den zu bauenden Strecken nahm sich die Stadt das Recht heraus, in Fahrplan- und Tariffragen ein Mitspracherecht ausüben zu dürfen. So sah der erste Zustimmungsvertrag vor, dass im Frühverkehr von 5–8 Uhr je halbstündlich zwischen den Endhaltestellen zu verkehren hatten. Die Tarife mussten dem Magistrat zwecks Publikation vorgelegt werden, der Magistrat war darüber hinaus berechtigt, Höchstpreise festzulegen. Nach Ablauf des Vertrags am 1. Juli 1901 stand es dem Magistrat frei, die Bahn zu übernehmen oder aber die Entfernung der Gleise und die Wiederherstellung des Straßenlandes auf Kosten des Unternehmens zu verlangen. Konzession und Zustimmungsvertrag waren in der Regel auf den gleichen Zeitraum befristet. Mit den umliegenden Gemeinden wurden ebenfalls Zustimmungsverträge abgeschlossen, die sich inhaltlich teils sehr von denen mit der Stadt Berlin unterschieden. Als betriebliche Grundlage galt die Polizei-Verordnung über den Betrieb der Pferde-Eisenbahnen vom 27. Mai 1865. Die Polizeiverordnung blieb bis zum Ende des Pferdebahnbetriebs 1902 gültig.
Da die im ersten Zustimmungsvertrag von 13. Mai 1871 vorgesehenen Streckenneubauten mit der Vollendung der Ringbahn 1879 im Wesentlichen abgeschlossen waren, wurde am 26. Juli/18. August 1880 ein neuer Zustimmungsvertrag ausgehandelt. Die Zustimmungsdauer wurde bis Ende 1909 verlängert und der Bau neuer Linien genehmigt, andere Linienführungen wurden angepasst. Es wurden allgemeine Bedingungen für die Anlage von Straßenbahnen aufgestellt, die unter anderem Vorschriften über die Änderung vorhandener Ver- und Entsorgungsleitungen, die Pflasterung, Reinigung, Kreuzung und Mitbenutzung durch andere Betriebe und Verpflichtungen nach Vertragsablauf enthielten. Das Unternehmen musste die Mitbenutzung durch fremde Linien auf einer Länge von bis zu 400 m je Linie dulden, im Gegenzug bestand für die Mitnutzung ein Entschädigungsanspruch. Für die Straßennutzung erhob die Stadt eine prozentuale, progressive Abgabe. Diese betrug anfänglich 4 Prozent bei Bruttoeinnahmen bis 6 Millionen Mark und stieg mit jeder weiteren Million um je ein halbes Prozent bis auf 8 Prozent Höchstsatz an. Das Unternehmen entrichtete diesen Höchstsatz ab 1895 durchweg. Der zweite Zustimmungsvertrag wurde am 6./17. November 1884 um einen Nachtragsvertrag ergänzt, der die Zustimmungsdauer aller Strecken bis zum 31. Dezember 1911 verlängerte.
Wesentliche Änderungen traten mit der Bekanntgabe des Gesetzes über Kleinbahnen und Privatanschlußbahnen vom 28. Juli 1892 (Preußisches Kleinbahngesetz) ein. Die Große Berliner unterwarf sich den Bedingungen des Gesetzes zum 31. Oktober 1892. Anstelle der bisherigen Polizeiverordnungen trat nun eine Genehmigungspflicht, dem sich der Betrieb zu unterwerfen hatte. Der Polizeipräsident nahm laut Gesetz die Funktion eines Regierungspräsidenten für Berlin wahr. Per Erlass vom Oktober 1892 umfasste dies auch die Genehmigung von Kleinbahnen in den Kreisen Niederbarnim und Teltow, soweit sie Charlottenburg oder Berlin berührten. Die Genehmigung hatte im Einvernehmen mit der vom Minister der öffentlichen Arbeiten bezeichneten Behörde zu erfolgen, im konkreten Fall war dies die Königliche Eisenbahndirektion als technische Aufsichtsbehörde. Neben der erstmaligen Anlage umfasste die Genehmigungspflicht auch alle Veränderungen wie Streckenverlängerungen, Einrichtung neuer Linien, zweigleisige Ausbauten, Vergrößerung der Betriebshöfe aber auch die Vermehrung des Anlagekapitals durch Ausgabe von Aktien oder Obligationen, Besetzung des Aufsichtsrats und weiteres. Die Rolle der Stadt in Form der Zustimmungsverträge fand sich in den §§ 6 und 46 wieder, wonach bei Benutzung öffentlicher Wege die Zustimmung des zur Unterhaltung der Wege Verpflichteten einzuholen war. Das in § 7 geregelte Ergänzungsverfahren ermöglichte es dem Unternehmen, die ausbleibende städtische Zustimmung auf Antrag durch eine Entscheidung der Staatsbehörde zu ersetzen. Eine örtliche Besonderheit ergab sich durch § 39. Dieser besagte, dass es zur Anlage von Bahnen in den Straßen Berlins und Potsdams königlicher Genehmigung bedurfte. Für die Umwandlung in den elektromotorischen Betrieb waren der Polizeibehörde und der städtischen Verkehrsdeputation weitere acht Stellen um Genehmigung zu bitten. Es waren dies die Oberpostdirektion, die Feuerwehr, die städtische Kanalisationsverwaltung, die Direktion der städtischen Wasserwerke, die Verwaltung der Gaswerke, die Imperial Continental Gas Association, die Berliner Elektrizitätswerke und die städtische Parkdeputation.
Die größte rechtliche Ungenauigkeit ergab sich in diesem Zusammenhang mit der Erteilung der Konzession durch den Polizeipräsidenten am 4. Mai 1900. Da die Konzession bis zum 31. Dezember 1949 befristet war, der Zustimmungsvertrag aber bereits am 31. Dezember 1919, also 30 Jahre früher auslief, bestand Uneinigkeit darüber, wie mit dem Unternehmen ab dem 1920 verfahren werden sollte. In einem Schreiben an den Magistrat vom 25. September 1900 vertrat der Polizeipräsident jedoch die Ansicht, dass die GBS nach dem Kleinbahngesetz nicht befugt sei, den Betrieb über das Jahr 1919 hinaus weiterzuführen. Die Fachwelt vertrat in diesem Punkt verschiedene Ansichten. Der Kommentator des Kleinbahngesetzes Georg Eger vertrat die Ansicht, dass allein die Dauer der Konzession ausschlaggebend sei, da diese alleinig als Genehmigungsurkunde gelten kann. Eine Kündigung oder Aufhebung des Straßennutzungsvertrags habe demnach keine Auswirkungen auf die erteilte Genehmigung. Wilhelm Gleim, seinerzeit Regierungskommissar bei der Beratung des Kleinbahngesetzes, vertrat hingegen die Ansicht, dass die Genehmigung lediglich eine Zustimmung sei, dass aus polizeilicher Sicht keine Einwände bestünden. Die Zustimmung des Wegeunterhaltspflichtigen sei aber Voraussetzung zur Erteilung dieser Genehmigung und daher stärker zu gewichten. Diese Meinung vertrat auch die Stadt Berlin. Eine dritte Meinung vertrat der Abgeordnete Octavio von Zedlitz-Neukirch, wonach aufgrund der Betriebspflicht der Betrieb auch über das Jahr 1919 hinausgehen müsse, bis die Staatsbehörde ein anderes Unternehmen als Ersatz annimmt.
Während die Zustimmungsverträge mit der Stadt Berlin nach und nach strikteren Forderungen unterworfen wurden, zeigten sich die umliegenden Gemeinden, mit denen gleichfalls Verträge abzuschließen waren, teils deutlich entgegenkommender. Dies lag vor allem an der Erschließungsfunktion, die die Straßenbahn in diesen Gemeinden erfüllte, wogegen die GBS innerhalb Berlins ein überwiegend dicht besiedeltes Verkehrsgebiet bediente. Die ausgehandelten Verträge wiesen daher durchweg eine über das Jahr 1919 deutlich hinausgehende Laufzeit auf. So liefen die Verträge mit den Städten Charlottenburg und Rixdorf sowie den Gemeinden Britz und Reinickendorf bis Ende September 1937, die Verträge mit den Gemeinden Tempelhof, Mariendorf und Boxhagen-Rummelsburg bis Ende 1949 und der Vertrag mit der Gemeinde Heinersdorf gar bis Ende 1999. Mit dem Zustimmungsvertrag vom 18. August 1911 („Vergleichsvertrag“) verlängerte die Stadt Berlin ihre Zustimmung bis zum 31. Dezember 1939. Als das Zweckverbandsgesetz am 1. April 1912 in Kraft trat, übernahm der Verband gemäß § 4 III rund 150 Verträge zwischen den Straßenbahnverwaltungen und den Kommunen, davon rund 125 Verträge allein betreffend die GBS und ihre Nebenbahnen. Die Verträge hatten teils gegensätzliche Inhalte oder hoben sich gegenseitig auf. Der Verband war künftig auch Vertragspartner hinsichtlich der Zustimmungsverträge. Damit sollten die Verkehrsbelange Groß-Berlins nach einheitlichen Gesichtspunkten angegangen werden können und keine Gemeinde übermäßig bevorzugt oder benachteiligt werden. Unmittelbar vor dem Inkrafttreten schlossen die GBS und ihre Nebenbahnen noch eine Reihe weiterer Zustimmungsverträge ab.
Mit dem letzten Zustimmungsvertrag vom 28. Mai 1918, dem sogenannten „Einheitsvertrag“, stärkte der Verband seine Rechte gegenüber der GBS abermals. Als Ausgleich für eine Tariferhöhung erweiterte der Verband sein Mitspracherecht und erzwang die Vereinigung der GBS mit ihren Nebenbahnen. Die Zustimmungsdauer wurde für alle Gemeinden einheitlich bis Jahresende 1949 festgeschrieben. Der Vertrag zog damit mit der Befristung der Konzession gleich. Mit dem Vertrag wurden eine Reihe früherer Verträge, die noch mit dem Verband und den Gemeinden abgeschlossen wurden, ungültig. Davon ausgenommen waren lediglich Bestimmungen örtlicher Art, wie etwa Vorschriften zur Pflasterunterhaltung oder Straßenreinigung. Diese sollten dem Einheitsvertrag binnen Jahresfrist als Anhang beigefügt werden.

### Finanzwesen
| Jahr | Grundkapital (in Mk) | Erhöhung (in Mk) | Em.-kurs (in %) |
| ---- | -------------------- | ---------------- | --------------- |
| 1872 | 001.500.000          | 01.500.000       | 100             |
| 1873 | 003.000.000          | 01.500.000       | 100             |
| 1874 | 006.000.000          | 03.000.000       | 100             |
| 1875 | 009.000.000          | 03.000.000       | 100             |
| 1876 | 012.000.000          | 03.000.000       | 100             |
| 1881 | 017.100.000          | 05.100.000       | 130             |
| 1894 | 021.375.000          | 04.275.000       | 110             |
| 1898 | 044.250.000          | 22.875.000       | 103             |
| 1899 | 067.125.000          | 22.875.000       | 103             |
| 1900 | 068.625.000          | 01.500.000       | –               |
| 1901 | 085.785.000          | 17.160.000       | 103             |
| 1904 | 100.082.400          | 14.297.400       | 103             |

Das Grundkapital der Großen Berliner Pferde-Eisenbahn betrug im ersten Ausgabejahr 1.500.000 Mark. Das Kapital wurde in kurzer Folge bis 1878 auf 12.000.000 Mark erhöht. Weitere Emissionen erfolgten 1881, 1894, 1898, 1899, 1901 und 1904, wobei die Aktien mit bis zu 30 % Aufgeld ausgegeben wurden. Die Ausgaben dienten zum Ausbau des Netzes beziehungsweise zur Finanzierung der Elektrifizierung desselben. Das gesamte Aktienkapital wurde 1898 unifiziert, sodass kein Unterschied mehr zwischen alten und jungen Aktien mehr bestand. Die Aktien waren eingeteilt 57.000 Stück zu 300 Mark, 69.146 Stück zu 1200 Mark und vier Stück zu 1800 Mark.
Um die Dividende nicht durch ein zu hohes Aktienkapital zu drücken, nahm das Unternehmen ab 1878 zunächst vier Anleihen auf. Die bis 1900 ausgegebenen Anleihen konnten bis 1911 getilgt werden, sodass zu diesem Zeitpunkt nur noch 1,8 Millionen Mark an Hypothekenschulden bestanden. Durch die im Einigungsvertrag mit der Stadt Berlin auferlegten Bedingungen genehmigte die Generalversammlung am 29. Juli 1911 die Ausgabe weiterer 45.000.000 Mark Prioritätsobligationen, von denen zunächst 30.000.000 Mark zu begeben waren. 1913 genehmigte die Generalversammlung eine weitere Anleihe in Höhe von 25 Millionen Mark in 4,5 %igen Schuldverschreibungen, die zum Ankauf eines größeren Aktienpaketes der ABOAG diente. Bis 1917 sank die Summe der Schuldverschreibungen auf 58,8 Millionen Mark. Mit der Übernahme der Nebenbahnen übernahm die GBS weitere Schuldverschreibungen in Höhe von 20 Millionen Mark, von denen zehn Millionen Mark auf sie selbst lauteten.
An Rücklagen bestanden zunächst nur ein Reservefonds und ab 1874 ein Erneuerungsfonds. In den Reservefonds flossen gemäß den Unternehmensstatuten fünf Prozent des Überschusses, bis dieser eine Höhe von zehn Prozent des Grundkapitals erreicht hatte. Dem Erneuerungsfonds zur Finanzierung von Instandhaltungen flossen zunächst Mittel aus den Betriebsüberschüssen zu. Am 20. Dezember 1884 gab sich das Unternehmen ein neues Statut. Dem Reservefonds sollten künftig zusätzlich seine eigenen Zinsen zuwachsen. Es wurde ein neuer Erneuerungsfonds I gebildet, dem Mittel aus den Betriebseinnahmen zuflossen. Er diente zur Finanzierung von Instandhaltungsarbeiten am Bahnkörper. Der bisherige Erneuerungsfonds wurde sanktioniert, da seine Inanspruchnahme bei größeren Investitionen die Dividende zu sehr geschmälert hätte. Zusätzlich wurde mit Hinblick auf das Heimfallsrecht ein Amortisationsfonds, ab 1912 als Tilgungsfonds bezeichnet, gebildet, auf dem die Abschreibungen auf die Bahnkörper, Wagen und Gebäude aufgeführt waren. Jährlich flossen dem Fonds 200.000 Mark und seine eigenen Zinsen zu. 1901 führte die Gesellschaft einen Erneuerungsfonds II für die Betriebsmittel ein. In ihn flossen die Erlöse aus dem Verkauf von Grundstücken, jährliche Überweisungen und seine eigenen Zinsen zu. Bei gleichbleibenden Zuweisungen wäre die Gesellschaft im Jahr 1950 in der Lage gewesen, allein durch den Reserve- und Amortisationsfonds und dem Erlös von Gebäuden, Betriebsmitteln und so weiter, ihre Aktien mit 250 Prozent über Nennwert einzulösen.
Im Jahr 1913 besaß die Große Berliner Straßenbahn Anteile an folgenden Gesellschaften:
- 6,60 Millionen Mark Aktien der Westlichen Berliner Vorortbahn (100 %)
- 3,00 Millionen Mark Aktien der Südlichen Berliner Vorortbahn (100 %)
- 1,20 Millionen Mark Aktien der Nordöstlichen Berliner Vorortbahn (100 %)
- 5,90 Millionen Mark Aktien der Berlin-Charlottenburger Straßenbahn (≈ 97,5 %)
- 4,67 Millionen Mark Aktien der ABOAG (≈ 37,0 %)
- 1,49 Millionen Mark Aktien der Großen Berliner Motoromnibus-Gesellschaft (≈ 99,3 %)

Insgesamt betrachtet erwies sich das Unternehmen zeit seines Bestehens als lukrativ und erzielte durchgehend Gewinne. Die Gemeinden, insbesondere die Stadt Berlin, waren infolge ihrer Zustimmungsverträge berechtigt, einen Teil der Gewinne einzubehalten. Anfangs wurden diese in Form einer Pflasterrente für den Unterhalt der durchfahrenen Straßen und eine Verkehrsabgabe gezahlt. Die Verkehrsabgabe richtete sich nach der Höhe der Fahrgasteinnahmen und stieg progressiv zu diesen an. Im Umwandlungsvertrag wurde diese Abgabe durch eine Gewinnbeteiligung ersetzt. Diese betrug zunächst acht Prozent der Bruttoeinnahmen aus dem Fahrgeschäft, hinzu kamen sieben Prozent Beteiligung am Unternehmensgewinn. Betrug die Summe der Gemeindeabgaben im letzten reinen Pferdebahnjahr noch unter 1,5 Millionen Mark, stieg der Betrag bis 1908 auf über 3,5 Millionen Mark an. Ungeachtet dieser finanziellen Belastung war das Unternehmen bis zur Auflösung der Kapitalgesellschaft imstande, eine Dividende an seine Aktionäre auszuschütten. Zwischen 1884 und 1900 betrug diese jährlich nicht weniger als 10 Prozent, im Zeitraum danach um die acht Prozent und während des Krieges noch wenigstens vier Prozent.
| Jahr | Aktien- kapital (in Tsd. Mk) | Obligations- kapital (in Tsd. Mk) | Einn. (in Mio. Mk) | Ausg. (in Mio. Mk) | Einn./ Pers. (in Pf) | Einn./ Wkm (in Pf) | Gemeinde- abgaben (in Tsd. Mk) | Betriebs- koeffizient (in %) | Kurs (in %) | Kurs (in %) | Gleis- länge (in km) | Anz. Linien | Bef. Pers. (in Mio.) | Wagen- km (in Mio.) | Pers./ Wkm | Personal | Res.- Fonds (in Tsd. Mk) | Tilg.- Fonds (in Tsd. Mk) | Ern.- Fonds I (in Tsd. Mk) | Ern.- Fonds II (in Tsd. Mk) | Div. (in %) |
| Jahr | Aktien- kapital (in Tsd. Mk) | Obligations- kapital (in Tsd. Mk) | Einn. (in Mio. Mk) | Ausg. (in Mio. Mk) | Einn./ Pers. (in Pf) | Einn./ Wkm (in Pf) | Gemeinde- abgaben (in Tsd. Mk) | Betriebs- koeffizient (in %) | Max         | Min         | Gleis- länge (in km) | Anz. Linien | Bef. Pers. (in Mio.) | Wagen- km (in Mio.) | Pers./ Wkm | Personal | Res.- Fonds (in Tsd. Mk) | Tilg.- Fonds (in Tsd. Mk) | Ern.- Fonds I (in Tsd. Mk) | Ern.- Fonds II (in Tsd. Mk) | Div. (in %) |
| --- | ---------------------------- | --------------------------------- | ------------------ | ------------------ | -------------------- | ------------------ | ------------------------------ | ---------------------------- | ----------- | ----------- | -------------------- | ----------- | -------------------- | ------------------- | ---------- | -------- | ------------------------ | ------------------------- | -------------------------- | --------------------------- | ----------- |
| 1873 | 3000,0                       | –                                 | 0,1                | 0,1                | 15,80                |                    | –                              |                              |             |             | 12,24                |             | 1                    |                     |            | 137      | –                        | –                         | –                          | –                           |             |
| 1874 | 6000,0                       | –                                 | 0,9                | 0,5                | 14,60                |                    | –                              |                              |             |             | 38,76                |             | 5                    |                     |            |          | 16,7                     | –                         | –                          | –                           | 4,75        |
| 1875 | 9000,0                       | –                                 | 2,1                | 1,1                | 13,80                |                    | –                              | 53,80                        |             |             | 74,08                | 8           | 15                   |                     |            | 642      | 50,1                     | –                         | –                          | –                           | 6,25        |
| 1876 | 12.000,0                     | –                                 | 3,1                | 1,8                | 13,60                | 80                 | –                              | 58,98                        |             |             | 90,50                | 14          | 23                   | 3,8                 | 6,0        | 843      | 99,4                     | –                         | –                          | –                           | 6,50        |
| 1877 | 12.000,0                     | –                                 | 3,6                | 2,1                | 13,80                | 72                 | –                              | 56,91                        |             |             | 97,34                | 11          | 25                   | 4,6                 | 5,4        | 800      | 149,4                    | –                         | –                          | –                           | 7,00        |
| 1878 | 12.000,0                     | 3000,0                            | 3,8                | 2,2                | 13,20                | 72                 | –                              | 54,70                        |             |             | 105,39               | 12          | 29                   | 5,1                 | 5,4        | 816      | 203,7                    | –                         | –                          | –                           | 7,50        |
| 1879 | 12.000,0                     | 5000,0                            | 4,8                | 2,7                | 13,90                | 73                 | –                              | 53,90                        |             |             | 132,76               | 21          | 36                   | 6,2                 | 5,5        | 1.131    | 274,7                    | –                         | –                          | –                           | 7,50        |
| 1880 | 12.000,0                     | 5000,0                            | 6,1                | 3,4                | 12,86                | 71                 | 400,0                          | 54,40                        |             |             | 139,15               | 22          | 47                   | 8,2                 | 5,1        | 1.365    | 345,3                    | –                         | –                          | –                           | 9,00        |
| 1881 | 12.000,0                     | 4847,0                            | 7,0                | 3,9                | 12,76                | 68                 | 364,0                          | 55,40                        |             |             | 148,15               | 25          | 54                   | 9,7                 | 5,3        | 1.531    | 429,9                    | –                         | –                          | –                           | 9,50        |
| 1882 | 17.100,0                     | 4685,8                            | 7,7                | 4,2                | 12,58                | 65                 | 525,1                          | 54,80                        |             |             | 167,74               | 23          | 61                   | 11,8                | 5,1        | 1.637    | 531,4                    | –                         | –                          | –                           | 8,50        |
| 1883 | 17.100,0                     | 4516,8                            | 8,3                | 4,5                | 12,47                | 63                 | 565,7                          | 53,09                        |             |             | 180,08               | 26          | 66                   | 13,3                | 5,0        | 1.825    | 655,8                    | –                         | –                          | –                           | 9,75        |
| 1884 | 17.100,0                     | 6000,0                            | 9,4                | 5,0                | 12,30                | 63                 | 651,0                          | 52,18                        |             |             | 190,00               | 26          | 76                   | 14,9                | 5,1        | 1.982    | 791,0                    | –                         | –                          | –                           | 10,50       |
| 1885 | 17.100,0                     | 6759,9                            | 10,2               | 5,4                | 12,18                | 62                 | 736,1                          | 52,26                        |             |             | 193,85               | 27          | 83                   | 16,3                | 5,1        | 2.160    | 930,0                    | 3.675,5                   | 1,7                        | –                           | 11,00       |
| 1886 | 17.100,0                     | 9510,2                            | 11,3               | 6,0                | 12,17                | 63                 | 880,3                          | 53,00                        |             |             | 230,82               | 34          | 92                   | 17,8                | 5,1        | 2.537    | 1.088,0                  | 4.034,9                   | 75,8                       | –                           | 11,25       |
| 1887 | 17.100,0                     | 9250,5                            | 12,5               | 6,7                | 12,06                | 60                 | 995,4                          | 53,90                        |             |             | 241,23               | 32          | 102                  | 21,0                | 4,8        | 2.635    | 1.245,3                  | 4.511,9                   | 61,9                       | –                           | 12,00       |
| 1888 | 17.100,0                     | 13.980,4                          | 13,2               | 7,2                | 11,70                | 60                 | 1038,0                         | 54,02                        |             |             | 255,49               | 34          | 112                  | 22,0                | 5,1        | 2.888    | 1.564,3                  | 4.926,4                   | 66,2                       | –                           | 12,25       |
| 1889 | 17.100,0                     | 13.563,0                          | 14,9               | 8,6                | 11,57                | 59                 | 1204,6                         | 56,65                        |             |             | 260,79               | 35          | 127                  | 25,2                | 5,0        | 3.251    | 1.710,0                  | 5.296,7                   | 2,3                        | –                           | 12,50       |
| 1890 | 17.100,0                     | 15.128,9                          | 15,8               | 9,3                | 11,59                | 58                 | 1260,3                         | 57,43                        |             |             | 269,12               | 36          | 135                  | 27,1                | 4,9        | 3.504    | 1.771,2                  | 5.626,6                   | 174,7                      | –                           | 12,50       |
| 1891 | 17.100,0                     | 16,677,5                          | 16,2               | 9,7                | 11,52                | 57                 | 1341,5                         | 58,23                        |             |             | 276,82               | 39          | 138                  | 28,1                | 4,9        | 3.634    | 1.839,2                  | 5.780,8                   | 576,7                      | –                           | 12,50       |
| 1892 | 17.100,0                     | 16.540,0                          | 16,2               | 9,5                | 11,32                | 55                 | 1348,1                         | 57,40                        |             |             | 289,12               | 39          | 141                  | 29,5                | 4,8        | 3.594    | 1.927,4                  | 6.197,3                   | 256,0                      | –                           | 12,50       |
| 1893 | 17.100,0                     | 15.877,0                          | 16,6               | 9,5                | 11,28                | 55                 | 1361,1                         | 55,77                        |             |             | 295,95               | 42          | 145                  | 30,0                | 4,8        | 3.657    | 2.014,7                  | 6.633,5                   | 437,8                      | –                           | 12,50       |
| 1894 | 21.375,0                     | 18.692,7                          | 16,8               | 9,3                | 11,16                | 54                 | 1362,9                         | 54,30                        | 242         | 210         | 310,39               | 44          | 148                  | 31,1                | 4,7        | 3.855    | 2.530,2                  | 7.073,4                   | 586,4                      | –                           | 12,50       |
| 1895 | 21.375,0                     | 14.982,4                          | 17,6               | 9,5                | 11,02                | 53                 | 1453,4                         | 53,84                        | 282         | 230         | 324,91               | 46          | 157                  | 33,0                | 4,7        | 4.061    | 2.701,0                  | 7.497,2                   | 895,2                      | –                           | 12,50       |
| 1896 | 21.375,0                     | 14.253,0                          | 19,6               | 10,5               | 10,98                | 52                 | 1583,8                         | 52,85                        | 360         | 272         | 338,53               |             | 176                  | 37,7                | 4,7        | 4.391    | 2.803,1                  | 7.990,8                   | 1.111,3                    | –                           | 15,00       |
| 1897 | 21.375,0                     | 13.498,1                          | 19,7               | 10,6               | 10,63                | 50                 | 1588,1                         | 52,69                        | 366         | 322         | 344,79               |             | 181                  | 39,4                | 4,6        | 4.560    | 2.901,8                  | 13.584,6                  | 1.571,1                    | –                           | 16,00       |
| 1898 | 44.250,0                     | 13.029,8                          | 21,2               | 11,6               | 10,59                | 48                 | 1349,5                         | 53,70                        | 474         | 330         | 369,13               | 61          | 196                  | 43,5                | 4,5        | 5.014    | 3.561,0                  | 14.224,4                  | 2.146,2                    | –                           | 18,00       |
| 1899 | 67.125,0                     | 12.221,2                          | 23,2               | 13,0               | 10,45                | 44                 | 1656,4                         | 56,20                        | 480         | 294         | 402,54               |             | 215                  | 51,4                | 4,2        | 5.357    | 3.807,7                  | 14.720,8                  | 2.333,2                    | –                           | 10,50       |
| 1900 | 68.625,0                     | 13.555,2                          | 24,9               | 14,9               | 10,38                | 43                 | 1788,4                         | 59,65                        | 236         | 215         | 453,23               | 66          | 236                  | 56,6                | 4,2        | 7.145    | 4.793,0                  | 15.742,5                  | 2.612,7                    | –                           | 11,00       |
| 1901 | 85.785,0                     | 12.528,0                          | 27,0               | 16,8               | 9,39                 | 40                 | 1988,0                         | 62,33                        | 250         | 205         | 477,07               | 75          | 282                  | 65,6                | 4,3        | 7.546    | 5.349,0                  | 16.243,3                  | 2.551,6                    | 414,1                       | 7,50        |
| 1902 | 85.785,0                     | 11.463,4                          | 27,6               | 15,3               | 9,22                 | 40                 | 2050,2                         | 55,41                        | 235         | 186         | 484,48               | 71          | 294                  | 67,4                | 4,3        | 7.339    | 5.933,0                  | 16.440,2                  | 2.593,6                    | 414,1                       | 7,50        |
| 1903 | 85.785,0                     | 10.361,5                          | 29,5               | 15,9               | 9,26                 | 41                 | 2515,7                         | 53,88                        | 215         | 191         | 489,03               | 76          | 312                  | 70,1                | 4,4        | 7.841    | 6.503,5                  | 16.655,8                  | 2.892,7                    | 801,0                       | 8,00        |
| 1904 | 100.082,4                    | 9220,0                            | 31,4               | 17,3               | 9,30                 | 41                 | 2147,2                         | 55,33                        | 210         | 181         | 495,53               | 76          | 332                  | 74,5                | 4,4        | 7.958    | 7.233,9                  | 17.011,4                  | 2.934,2                    | 1.010,6                     | 7,50        |
| 1905 | 100.082,4                    | 8038,0                            | 34,3               | 18,7               | 9,49                 | 41                 | 2782,0                         | 54,68                        | 205         | 182         | 503,03               | 85          | 350                  | 80,9                | 4,3        | 8.496    | 7.901,4                  | 17.503,7                  | 2.851,7                    | 837,3                       | 7,75        |
| 1906 | 100.082,4                    | 6813,2                            | 35,2               | 18,9               | 9,66                 | 42                 | 3117,1                         | 53,93                        | 199         | 181         | 508,19               | 88          | 364                  | 82,8                | 4,4        | 8.849    | 8.594,4                  | 18.163,1                  | 3.063,1                    | 1.014,4                     | 8,00        |
| 1907 | 100.082,4                    | 5544,3                            | 36,0               | 20,3               | 9,68                 | 42                 | 3190,1                         | 55,35                        | 186         | 163         | 521,42               | 88          | 378                  | 85,7                | 4,4        | 10.391   | 9.338,9                  | 18.736,3                  | 3.479,2                    | 1.110,8                     | 8,00        |
| 1908 | 100.082,4                    | 4230,2                            | 38,5               | 21,6               | 9,69                 | 42                 | 3540,1                         | 56,03                        | 178         | 168         | 525,99               | 89          | 397                  | 91,0                | 4,4        | 10.488   | 10.105,4                 | 19.345,0                  | 3.975,5                    | 1.257,1                     | 8,25        |
| 1909 | 100.082,4                    | 2869,6                            | 38,6               | 21,1               | 9,74                 | 42                 | 3503,1                         | 54,82                        | 190         | 174         | 527,37               |             | 396                  | 90,9                | 4,3        | 10.231   | 10.384,4                 | 20.316,7                  | 5.059,7                    | 1.489,2                     | 8,25        |
| 1910 | 100.082,4                    | 1002,0                            | 40,8               | 22,6               | 9,53                 | 42                 |                                |                              |             |             |                      |             | 428                  | 97,2                | 4,4        |          | 10.681,5                 | 21.641,7                  | 5.422,0                    | 1.648,1                     |             |
| 1911 | 100.082,4                    | –                                 |                    |                    |                      |                    |                                | 54,99                        |             |             | 545,10               | 92          |                      | 120,1               |            |          | 11.003,4                 | 23.005,4                  | 5.444,9                    | 1.678,0                     | 8,75        |
| 1912 | 100.082,4                    | 31.894,0                          |                    |                    |                      | 42                 |                                | 56,66                        |             |             |                      |             |                      |                     |            |          | 11.350,6                 | 23.007,3                  | 5.363,7                    | 1.740,1                     | 8,50        |
| 1913 | 100.082,4                    |                                   | 45,8               | 26,8               |                      | 42                 | 3266,7                         | 58,64                        |             |             |                      |             | 466                  | 106,4               | 4,4        | 11.171   |                          |                           |                            |                             | 8,00        |
| 1914 | 100.082,4                    |                                   | 42,4               | 26,0               |                      |                    | 3293,4                         | 61,37                        |             |             | 599,80               |             | 426                  | 96,9                | 4,4        | 10.162   | 12.089,5                 | 25.424,8                  | 4.483,9                    | 2.202,7                     | 6,00        |
| 1915 | 100.082,4                    |                                   | 43,5               | 26,2               |                      |                    | 3241,1                         | 60,26                        |             |             |                      |             | 437                  | 91,7                | 4,8        | 8.546    | 12.489,6                 | 26.517,0                  | 5.229,5                    | 2.958,5                     | 6,00        |
| 1916 | 100.082,4                    |                                   | 49,4               | 31,0               |                      |                    | 3512,4                         | 60,65                        |             |             | 599,81               |             | 500                  | 98,1                | 5,1        | 9.134    | 12.845,2                 | 27.553,3                  | 6.284,5                    | 4.747,4                     | 4,00        |
| 1917 | 100.082,4                    | 58.800,0                          | 61,2               | 39,4               |                      |                    | 4417,3                         | 64,38                        |             |             |                      |             | 622                  | 95,6                | 6,5        | 9.164    | 13.253,1                 | 28.787,9                  | 9.022,4                    | 7.631,3                     | 4,00        |
| 1918 | 100.082,4                    | 78.805,9                          | 100,1              | 61,9               |                      |                    | 7899,3                         |                              |             |             | 838,96               |             | 897                  | 118,9               | 7,5        | 11.062   | 14.126,7                 | 32.415,5                  | 10.898,9                   | 10.623,3                    | 7,50        |
| Anm.: Die GBS und ihre Nebenbahnen (BCS, NöBV, SBV und WBV) wurden rückwirkend zum 1. Januar 1918 auf gemeinsame Rechnung geführt. |                              |                                   |                    |                    |                      |                    |                                |                              |             |             |                      |             |                      |                     |            |          |                          |                           |                            |                             |             |

Selbst im letzten Jahr des Ersten Weltkriegs verzeichnete die Große Berliner Straßenbahn Gewinne. So stiegen die Einnahmen im August 1918 auf 9,1 Millionen Mark an, gegenüber 6,3 Millionen im Jahr zuvor.

## Betrieb

### Liniennetz
Das Liniennetz war in der ersten Entwicklungsphase bis 1879 weitestgehend deckungsgleich mit dem aufgebauten Streckennetz. Neben der Ringbahn gab es die einzelnen Außenlinien, die auf den innerstädtischen Abschnitten, so in der Friedrichstadt, kurze Strecken gemeinsam befuhren. 1879 verzeichnete das Unternehmen 20 Linien mit einer Durchschnittslänge von 4,7 km. Die längste Linie war die Ringbahn (13,4 km), die kürzeste die Linie Kronenstraße – Hafenplatz (2,0 km). Bis 1885 stieg die Linienzahl auf 28, Ende 1892 verzeichnete man 38 Linien mit einer Gesamtlänge von 249,2 km. Die durchschnittliche Linienlänge stieg bis zu diesem Zeitpunkt auf 6,4 km an, längste Linie war weiterhin die Ringbahn (13,5 km), kürzeste Linie die Außenlinie Dalldorf – Tegeler Chaussee (2,1 km). Die Linien mit der stärksten Nachfrage waren neben der Ringbahn die Linien Gesundbrunnen – Kreuzberg und Schöneberg – Alexanderplatz, jeweils mit einer Besetzung von über sechs Personen je Wagenkilometer. Dem Einsatz der Pferde war es geschuldet, dass die Fahrzeit der einzelnen Linien im Schnitt nicht länger als eine Dreiviertelstunde betragen sollte. Die Außenlinien waren daher meist als Radiallinien ausgeführt. Mit der Umstellung auf den elektrischen Betrieb entfiel dieser Zwang, sodass nun die Bildung längerer Durchmesserlinien erfolgen konnte. Die durchschnittliche Linienlänge stieg bis 1911 auf 13,1 km an, Langläufer wiesen Längen von 20–30 km auf. Zusätzlich konnten zur Verbindung der Vororte untereinander weitere Ringlinien eingerichtet werden. Bis 1913 entstanden so sieben ineinander verschachtelte Ringlinien. Die Ringlinien waren neben den sogenannten Schleifenlinien die längsten Linien im Netz der GBS. Bei letzteren handelte es sich um Linien mit nur einer Endhaltestelle, während das andere Ende in einer teils recht umfangreichen Schleifenfahrt über mehrere Häuserblocks bestand. Innerhalb der Schleifen bestanden keine Betriebshaltestellen mit längerer Wartezeit. Die Züge befuhren die Schleifen teils nur in eine, teils auch in beiden Richtungen. Die Große Berliner ging später dazu über, gegenläufige Schleifenfahrten mit unterschiedlichen Liniennummern zu versehen.
Mit der Verlängerung der Radial- zu Durchmesserlinien glich die Große Berliner die zuvor unterschiedlichen Wagenfolgezeiten zu einem einheitlichen Viertelstundentakt an. Damit sollte eine gleichmäßigere Auslastung von Innenstadtstrecken erreicht werden. Durch Überlagerung mehrerer Linien konnte der Takt abschnittsweise auf 7,5 Minuten und weniger verdichtet werden.

Tw 1378 und 1580 beim Befahren der Lindenkreuzung, 1902. Tw 1580 (re.) auf der Linie trägt bereits die Linienbezeichnung ‚39‘, Tw 1378 (li.) auf der Linie weist noch ausschließlich die farbigen Signallaternen auf. Diese Linie erhielt die Nummer ‚40‘.

Die einzelnen Linien waren zunächst nicht gesondert gekennzeichnet. Der Laufweg war an den Wagenseiten ausgeschildert. Mit dem Eindringen des Verkehrsmittels in die Innenstadt und Bündelung von Linien auf einzelnen Abschnitten wurden die Linien vermutlich ab den 1880er Jahren einzeln kenntlich gemacht. Es kamen hierbei farbliche Richtungsschilder und dazu abgestimmte Signaltafeln zum Einsatz. Die gläsernen Signaltafeln dienten gleichzeitig als Laterne zur Beleuchtung des Wageninnenraums. Es kamen zunächst ein- und zweifarbige Signaltafeln in weißer, grüner, roter und gelber beziehungsweise kombinierter Farbgebung zum Einsatz, ab 1898 wurden auch blaue Signaltafeln angewandt. Aufgrund der begrenzten Vielfalt kam es des Öfteren zur doppelten und dreifachen Belegung einer Linienfarbe. Die Farben mussten zudem so gewählt werden, dass sich zwei Linien gleicher Farbgebung nicht begegneten. Da die Linienzahl mit der Einführung des elektrischen Betriebs und durch die Übernahme der NBPf rapide zunahm, kam es zu schnellen Wechseln der Linienfarben, was die Einprägung durch die Fahrgäste erschwerte. Die ebenfalls eingefärbten Zielschilder waren auf größere Entfernung schlecht lesbar. In Fahrplanaushängen und für den internen Gebrauch verwendete die Große Berliner hingegen bereits Nummern, die jedoch ebenfalls häufigen Änderungen unterlagen. In einer Leserzuschrift der Vossischen Zeitung vom 4. September 1901 schlug der Autor vor, die farbigen Richtungsschilder durch solche in Positivschrift zu ersetzen und die Signaltafeln stattdessen separat auf den Wagendächern anzubringen. Am 11. Oktober desselben Jahres kündigte die Vossische Zeitung an, dass die Große Berliner künftig auch die in den Fahrplänen genannten Liniennummern an den Wagendächern anbringen wolle. Am 20. Oktober 1901 wurden zunächst die Wagen der Linie 26 (Schöneberg – Alexanderplatz) mit etwa 50 Zentimeter hohen Schildern aus weiß bemaltem Eisenblech versehen. Zusätzlich wurden die Nummern in weißer Schrift vor dunklem Hintergrund vor je einer der Signallaternen angebracht. Ab November erhielten die Wagen der Linie 27 (Schöneberg – Frankfurter Allee) eine Kennzeichnung mit schwarzen Ziffern vor weißem Hintergrund. Aufgrund der positiven Resonanz bei den Fahrgästen und der Polizeibehörde entschloss sich das Unternehmen bald darauf zur flächendeckenden Einführung von Liniennummern. Die Umsetzung ließ zunächst noch auf sich warten, da man eventuelle Linienänderungen noch berücksichtigen wollte. Im Januar 1902 wurde das neue Linienschema bekannt gemacht. Es war vorgesehen, die jeweils rechte Signallaterne zu vergrößern und dort die Liniennummer vor Milchglas anzubringen, während die linke Laterne weiterhin die Linienfarbe zeigen sollte. Die Liniennummer 1 war für die Ringbahn, ab 1903 als „Stadtring“ bezeichnet, vorgesehen, Nummer 2 für den Halbring. Beginnend mit der Nummer 8 wurden von Nordwesten aus dann die höheren Nummern im Uhrzeigersinn vergeben. Durch bewusstes Auslassen von Nummern wurde späteren Netzerweiterungen Rechnung getragen. Die Linien der übernommenen Nebenbahnen sollten in das neue Bezeichnungsschema gleichfalls integriert werden. Das System sah hierbei anfänglich auch dreistellige Nummern vor, die der Baedeker-Reiseführer im April 1902 bereits veröffentlichte. Der am 6. Mai 1902 eingeführte Sommerfahrplan sah dann neben einigen Linienänderungen die endgültigen Bezeichnungen vor. Auf dreistellige Liniennummern wurde verzichtet, die Linien der Großen Berliner erhielten die Nummernreihe 1–99 zugeteilt. Die Linien der Westlichen Berliner Vorortbahn erhielten die Buchstaben ‚A‘ bis ‚M‘ zugeteilt, die der Berlin-Charlottenburger Straßenbahn die Buchstaben ‚N‘ bis ‚Z‘ und die Linien der Südlichen Berliner Vorortbahn wurden mit römischen Zahlen nummeriert.
Mitte August 1902 ging man dazu über, die bisher aufgemalten Liniennummern durch solche aus ausgeschnittenem Eisenblech zu ersetzen. Diese wurden mittels eines schmalen Blechstreifens an die Signallaterne eingehängt. Die Beiwagen waren anfangs nicht mit Linienkennzeichen ausgestattet. Im August 1912 wurden sie mit kreisrunden Scheiben ausgestattet, die in den Dachrand eingesteckt wurden. Die Scheiben erhielten aufgrund ihres Aussehens den Spitznamen „Bratpfanne“. Von November 1902 bis Anfang Juni 1903 wurde zudem der jeweils letzte Wagen einer Linie mit einem roten Querbalken über der Liniennummer gekennzeichnet. Die farbigen Signaltafeln blieben parallel noch bis 1904 etwa erhalten; zudem erhielten die während dieser Zeit eingerichteten Linien noch farbige Signaltafeln mit neuen, teilweise sogar dreifarbigen Farbkombinationen.
Einsetzer wurden ab März 1903 gesondert gekennzeichnet. Sie trugen hinter der Liniennummer ihrer Stammlinie den Buchstaben ‚E‘. In späteren Jahren übernahmen diese Linien vermehrt die Aufgaben von Verstärkerfahrten und wurden somit in den Fahrplänen als eigene Linien ausgewiesen. Am 15. April 1912 führte die GBS die erste Linie mit dreistelliger Nummer ein. Die 164 entstand durch Verlängerung der 64, die parallel dazu beibehalten wurde. In den folgenden Monaten wurden weitere Linien mit 100er Nummern versehen oder neu eingerichtet, meist als Linienpaar zur vorhandenen Linie, etwa durch Verlängerung der vorhandenen Linie oder als gegenläufige Fahrt einer Schleifenlinie.
Im Mai 1914 umfasste das Liniennetz 106 Linien. Sämtliche zweistellige Nummern – mit Ausnahme der 86 – waren belegt. Der Kriegsausbruch und die damit verbundene Mobilmachung der Streitkräfte führten Anfang August 1914 zu einer drastischen Reduzierung des aktiven Personalbestandes. Infolgedessen musste die Große Berliner Straßenbahn bis zum 6. August 22 Linien (9, 13, 14, 16, 119, 20, 30, 34, 35, 37, 38, 39, 44, 50, 52, 157, 63, 75, 84, 85, 95 und 96) einstellen und weitere Linien ausdünnen oder verkürzen. Bis Jahresende wurden vier von ihnen (37, 44, 50 und 52) wieder eingerichtet – teils mit gekürztem Laufweg, in anderen Fällen verkehrten während des Krieges lediglich die Einsetzlinien der stillgelegten Stammlinien (9E, 20E). Im Laufe des Krieges wurden zwei weitere Linien (133 und 56) eingestellt, 1917 kam die Linie 101 als Verstärkerlinie des Stadtrings hinzu. In der Nachkriegszeit war das Netz wegen der Kommunalisierung und voranschreitenden Inflation mehreren Änderungen unterworfen. Die weitgehende Vereinheitlichung der Linienkennzeichnung und die Verknüpfung von Linien ehemals eigenständiger Betriebe fanden im Wesentlichen erst nach 1920 statt.

### Tarifwesen

#### Teilstreckentarif
Gemäß der Verordnung über den Betrieb der Pferde-Eisenbahnen von 1865 war der Fahrgasttarif vom Berliner Polizeipräsidenten zu genehmigen. Er musste öffentlich bekanntgegeben werden und an den Haltestellen sowie in den Wagen ausgehängt werden. Abweichungen vom Tarif waren nicht gestattet; sollten die Schaffner dennoch einen höheren Fahrpreis fordern, konnte dies den Entzug der Fahrberechtigung nach sich ziehen. Der Berliner Magistrat sicherte sich in den Zustimmungsverträgen ebenfalls Einflussnahme auf den Tarif, indem er Höchstpreise festlegen konnte, die von drei zu drei Jahren revidiert werden konnten. Die Tarife waren ferner dem Magistrat zwecks Veröffentlichung vorzulegen. Ähnlich wie bei der ABOAG galt auf den Strecken der GBPfE ein Leistungstarif. Dieser orientierte sich am Fahrpreis 3. Klasse der Eisenbahn, bei welchem eine Fahrt über 2,5 km 10 Pfennig kostete. Es gab daher anfangs nur zwei Fahrpreise, 20 Pfennig über die gesamte Strecke und 10 Pfennig für Teilstrecken. Bis 1879 waren an Sonn- und Feiertagen ab 13 Uhr die Teilstrecken aufgehoben. Die Gesellschaft wollte auf diese Weise den an diesen Tagen starken Ausflugsverkehr voll ausnutzen. Für Nachtfahrten erhoben die Schaffner bis 1884 den doppelten Fahrpreis.
Im ersten vollen Betriebsjahr 1874 nutzten von 5,76 Millionen Fahrgästen 3,14 Millionen Personen den Teilstreckentarif. Mit dem Anwachsen des Netzes schuf die GBPfE weitere Teilstrecken, die für jede Linie gesondert galten. Als Teilstreckenpunkte dienten ausgewählte Straßen und Plätze. Es gab schließlich Teilstrecken zu 10, 20 und 25 Pfennig, auf langen Linien vereinzelt auch höher. Ab Oktober 1881 kamen auf behördlichen Wunsch auch solche zu 15 Pfennig zur Einführung. Dies führte zu einer weitreichenden Verlagerung der Fahrten zu zehn und 20 Pfennig auf den neuen Teilstreckensatz. Gleichzeitig versuchte die Gesellschaft auf diese Weise, neue Fahrgäste zu gewinnen. Durch die Verlängerung von Teilstrecken sank der Fahrpreis effektiv weiter.
| 10      | 38.861.635 | 070,2 | 10      | 101.781.900 | 080,9 | 10      | 192.822.190 | 089,8 |
| 15      | 7.079.127  | 012,8 | 15      | 15.847.400  | 012,6 | 15      | 17.144.481  | 008,0 |
| 20      | 5.818.158  | 010,5 | 20      | 6.443.600   | 005,1 | 20      | 4.593.114   | 002,1 |
| 25      | 2.919.616  | 005,3 | 25      | 1.510.700   | 001,2 | 25      | 136.935     | 000,1 |
| > 25    | 643.714    | 001,2 | > 25    | 171.400     | 000,2 | > 25    | 7.358       | 000,0 |
| ⌀ 12,77 | 55.322.250 | 100,0 | ⌀ 11,02 | 125.755.000 | 100,0 | ⌀ 10,38 | 214.704.078 | 100,0 |

Die Aufstellung der verkauften Einzelfahrkarten von 1882 zeigt auf, dass 98,8 Prozent der Fahrten das Preissegment bis 20 Pfennig umfassten, mehr als zwei Drittel der Fahrten entfielen auf die Fahrten zu 10 Pfennig. Auf den Innenstadtlinien fiel der Anteil der Kurzstreckenfahrer vergleichsweise hoch aus, so waren auf der Linie Behrenstraße – Kreuzberg 89,1 Prozent der Fahrten solche zu 10 Pfennig. Auf den Außenlinien dominierten hingegen die Fahrten zu 25 Pfennig, auf der Linie Bahnhof Börse – Pankow etwa mit 28,4 Prozent und auf der Linie Spittelmarkt – Treptow mit 33,4 Prozent. Die Einführung der 15-Pfennig-Teilstrecken hatte zur Folge, dass trotz der Verkehrszunahme der Durchschnittsfahrpreis von 12,6 auf 12,5 Pfennig abnahm. Die Große Berliner wies von den Pferdebahnen der Weltstädte die billigsten Beförderungspreise auf. Die Gesellschaft nahm dies mit Sorge zur Kenntnis, da durch die Fahrgastzunahme gleichzeitig auch die Betriebsleistung zunahm und das Material stärker beansprucht wurde. Die GBPfE sah sich daher 1881 veranlasst, die Teilstrecken neu festzulegen. Der ab dem 15. Oktober geltende Staffeltarif war wie folgt festgesetzt:
- 10 Pf bis 2500 m
- 15 Pf bis 3750 m
- 20 Pf bis 5250 m
- 25 Pf bis 7000 m
- 30 Pf bis 9000 m

Höhere Fahrpreise als 30 Pfennig waren nur bei besonderen Verhältnissen, etwa auf langen Außenlinien, zugelassen. Insgesamt wurde durch die neue Tarifgestaltung ein einheitliches Gefüge erreicht und das Teilstreckensystem vereinfacht. Auf der Ringlinie bestanden zuvor beispielsweise 15 ungleich lange Teilstreckenabschnitte, die sich nach der Lage der ehemaligen Stadttore richteten. Je zwei Teilstrecken kosteten 10 Pfennig, drei Teilstrecken 15 Pfennig etc. Die Länge der 10-Pfennig-Strecken schwankte hierbei zwischen 1325 und 2455 Metern, im Mittel 1825 m. Mit dem neuen Tarif kamen weitere Teilstreckenpunkte hinzu, sodass letztlich 24 etwa gleich lange Abschnitte entstanden. Je vier Abschnitte kosteten 10 Pfennig, sechs Abschnitte 15 Pfennig etc., die durchschnittliche Länge der 10-Pfennig-Strecke betrug hiernach 2250 m. Die Erwartung der Großen Berliner, dass die durch die Tarifvereinfachung generierten Fahrgastzuwächse den Einnahmeausfall kompensieren würden, bewahrheitete sich jedoch nicht. Da die Fahrgastzuwächse vor allem bei den Zehnpfennigstrecken zu verzeichnen waren, sank die durchschnittliche Einnahme je Fahrgast stetig. Lag sie 1887 noch bei 12,04 Pfennig, betrug sie nach der Tarifvereinfachung im Folgejahr 11,66 Pfennig. 1893 äußerte die Gesellschaft erstmals den Gedanken, dass bei fortlaufender Entwicklung ein Einheitsfahrpreis von 10 Pfennig eingeführt werden könnte.
Eine weitere Herabsenkung des Durchschnittseinkommens ergab sich durch die verkauften Zeitkarten. Die Große Berliner führte diese 1875 erstmals ein und verkaufte im ersten Jahr lediglich 358 Zeitkarten. Diese galten tageszeitunabhängig auf allen Wagen für eine Linie, mehrere Linien oder Liniengruppen oder für das gesamte Netz. Die Karten waren – von jedem beliebigen Tag ab – ein Jahr gültig. Als Preis wurden je fünf Pfennig Einzelfahrpreis 30 Mark festgesetzt, mindestens jedoch 100 Mark. Auf den Vorortlinien galt unabhängig vom Einzelfahrpreis ein Preis von 100 Mark. Für Zeitkarten über mehrere Linien wurde der Fahrpreis aller in Frage kommenden Linien erhoben. Kurzzeitig gab die GBPfE auch Monatskarten zu drei bis vier Mark für Fahrten innerhalb der Vororte Moabit, Schöneberg, Tempelhof und Rixdorf aus, die bald wieder abgeschafft wurden. 1883 führte das Unternehmen Familienrabatte ein, nach denen weitere Angehörige desselben Hausstandes (einschließlich Dienstpersonal) ihre Zeitkarten zum halben Preis beziehen konnten. Im gleichen Jahr wurde der Höchstpreis für die Jahreskarte auf 300 Mark festgesetzt. Ein Jahr darauf wurde die Regelung, nach der Zeitkarten an Sonn- und Feiertagen nicht galten, abgeschafft. Bis 1890 stieg der Anteil der Zeitkartennutzer auf 3,79 Prozent an. Für bestimmte Bevölkerungsgruppen, etwa Polizeibeamte oder Beamte der Niederschlesisch-Märkischen Eisenbahn, galten teils verbilligte Tarife. Ab 1881 wurden zudem auch Arbeiterwochenkarten eingeführt, die zunächst zwischen den Vororten und Berlin galten, ab 1894 dann auf allen Linien.

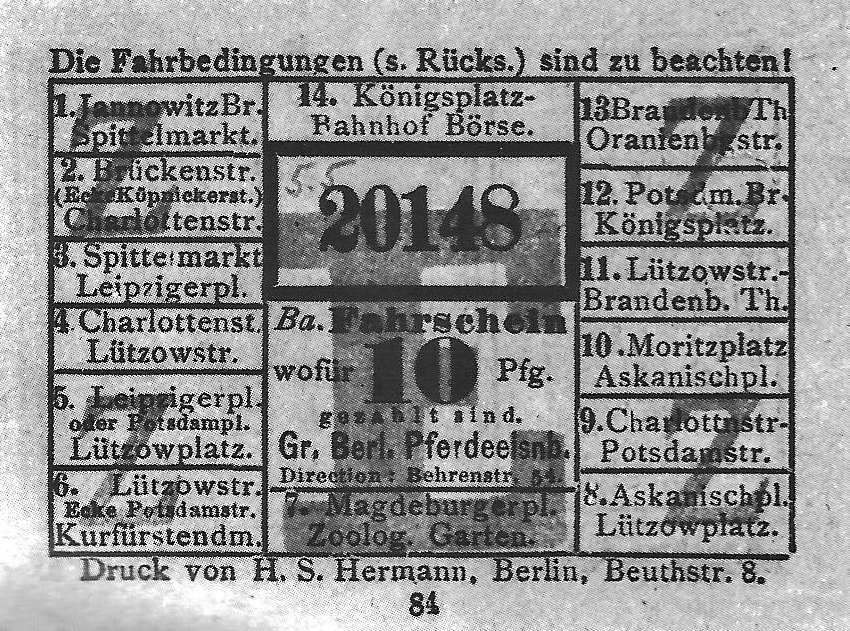
Teilstreckenfahrschein zu 10 Pfennig aus den 1880er Jahren

Eine wesentliche Neuregelung erfuhr das Zeitkartenwesen zum 1. Januar 1892. Anstelle der gleitenden Jahreskarten führte die GBPfE jeweils für den Kalendermonat gültige Monatskarten ein. Bei der räumlichen Gültigkeit kam hier nun auch das Teilstreckenprinzip zur Anwendung. Die Fahrgäste konnten ihre Route individuell zusammenstellen. Für jede 10-Pfennig-Teilstrecke wurden 3,50 Mark berechnet, für jede 15-Pfennig-Teilstrecke 5,00 Mark. Der Mindestfahrpreis einer Monatskarte betrug 8,50 Mark, Netzkarten zur Benutzung sämtlicher Linien kosteten 25,00 Mark, im Jahr also 300 Mark. Der Familienrabatt wurde beibehalten, ab dem 1. Januar 1893 aber geringfügig verringert. Durch diese Vergünstigung der Zeitkarten nahm die Zahl der Zeitkarteninhaber stark zu. Da diese vor allem Berufspendler und Schüler waren, nahm die Auslastung während des Berufsverkehrs weiter zu, sodass die GBPfE zusätzliche Leistungen erbringen musste. Der bei den Einzelfahrten eingetretene Effekt wurde hierdurch also weiter verstärkt. Die durchschnittliche Einnahme der Zeitkarten betrug im 7,63 Pfennig im Jahr 1892, die durchschnittliche Einnahme je Fahrgast (alle Fahrten) sank dadurch weiter auf 11,52 Pfennig.
Die äußerliche Gestaltung der Fahrkarten fiel zu dieser Zeit recht vielfältig aus. Für jede Teilstrecke gab es besondere Fahrscheine. In der Hinrichtung waren diese schwarz, in der Gegenrichtung rot bedruckt. Für Nachtfahrten gab es eigene Fahrscheine, die zunächst mit einem Kreuz, später mit der Aufschrift Nachtwagen bedruckt waren. Die Schaffner bewahrten die Fahrscheine in langen schmalen Blechschachteln mit Klappdeckeln auf. Auf der Ringlinie gab es zeitweilig fast 70 verschiedene Teilstreckenfahrkarten, insgesamt waren weit über 200 verschiedene Fahrkartenmuster im Umlauf. Mit der Einführung der 15-Pfennig-Teilstrecken wurde das System überarbeitet und für jede Teilstreckensorte eine eigene Wertfarbe eingeführt:
- 10 Pf weiß
- 15 Pf rot
- 20 Pf grün
- 25 Pf gelb
- 30 Pf blau
- 35 Pf braun

Auf diesen waren die Teilstreckenbezeichnungen mit Nummer, Anfangs- und Endpunkt bedruckt. Ein Pfeil kennzeichnete die Fahrtrichtung, wobei zunächst noch getrennte Fahrscheine für jede Fahrtrichtung bestanden. Gleichzeitig wurden Lochzangen zur Entwertung eingeführt. Das System wurde bis zur Einführung des Einheitstarifs beibehalten.

#### Einheits- und Anschlusstarif
| Jahr | Einnahme je Fahrgast (in Pf) | Einnahme je Wagen-km (in Pf) |
| ---- | ---------------------------- | ---------------------------- |
| 1896 | 11,00                        | 52                           |
| 1897 | 10,64                        | 49                           |
| 1898 | 10,61                        | 48                           |
| 1899 | 10,48                        | 44                           |
| 1900 | 10,38                        | 43                           |
| 1901 | 09,39                        | 40                           |
| 1902 | 09,22                        | 40                           |

Der Umwandlungsvertrag von 1897/98 schrieb vor, dass die Große Berliner bis zum 1. Januar 1901 den 10-Pfennig-Einheitstarif einzuführen hatte. Durch Ausdehnung von Teilstrecken führte die Große Berliner diesen im Vorfeld auf mehreren Linien praktisch bereits ein. Dieser, nach der aus Nickel bestehenden Zehnpfennigmünze, „Nickeltarif“ sah vor, dass für jede ununterbrochene Fahrt innerhalb des städtischen Weichbildes und über dieses hinaus in 17 umliegenden Gemeinden ein einheitlicher Fahrpreis von 10 Pfennig zu entrichten war. Im Verkehr mit den Vororten Friedrichsfelde, Boxhagen-Rummelsburg, Heinersdorf und Lichtenberg östlich der Hubertusstraße bestand hingegen ein Teilstreckentarif mit Sätzen zu 10 und 15 Pfennig, da diese Vororte erst während der Umstellungsphase erschlossen wurden. Im Anschlussbetrieb zwischen den Netzen der Großen Berliner und ihren Nebenbahnen galt ebenso ein Teilstreckentarif zu 10, 15 und 20 Pfennig. Umsteigefahrscheine wurden hingegen nicht ausgeben, beziehungsweise gab es sie lediglich bei der Berlin-Charlottenburger Straßenbahn. Von den 92 Linien, die 1911 betrieben wurden, galt auf 71 Linien der Einheitstarif. Die übrigen 21 Linien fuhren im Anschlussbetrieb mit den Tochtergesellschaften. Hinzu kamen weitere 31 Linien der Tochtergesellschaften, die ebenfalls im Anschlussbetrieb fuhren. Auf der Hälfte dieser Linien kam dennoch der Einheitstarif zur Anwendung.
Gleichzeitig mit der Einführung des Einheitstarifs wurde der Fahrpreis einer Monatskarte auf sechs Mark für eine Linie, je zwei Mark für jede weitere angrenzende Linie und 15 Mark für das gesamte Netz festgelegt. Der Preis einer Schülerkarte wurde mit drei Mark bemessen, der einer Arbeiterwochenkarte auf eine Mark für werktäglich zwei Fahrten; die Familienrabatte entfielen. Die Zeitkarten galten nicht nur für die Wagen der angegebenen Linie, sondern auch für die Wagen anderer Linien auf der gleichen Strecke. Die Neuerung hatte zur Folge, dass der Anteil der Zeitkartennutzer von 1900 bis 1903 um 120 Prozent auf 25 Prozent Gesamtanteil anstieg und der Zeitkartenverkauf nur noch mit Verlust durchzuführen war. Aus diesem Grund wurde der Preis der Zeitkarten 1904 wie folgt erhöht:
- 07,50 M für eine fahrplanmäßige Linie
- 10,00 M für zwei fahrplanmäßige Linien
- 13,00 M für drei fahrplanmäßige Linien
- 16,00 M für vier fahrplanmäßige Linien
- 20,00 M für das gesamte Netz der GBS und auf den Linien im Anschlussbetrieb
- 15,00 M für das Netz einer anderen Gesellschaft
- 25,00 M für die Netzer zweier anderer Gesellschaften
- 30,00 M für das gesamte Netz der GBS und ihrer Tochtergesellschaften

Die Preise erhöhten sich durch das Inkrafttreten einer Fahrkartensteuer 1906 um 20–60 Pfennig.
Die Vielzahl der Teilstreckenfahrscheine entfielen mit der Tarifreform. An ihre Stelle trat ein universell gültiger Einheitsfahrschein. Die Entwertung erfolgte durch das Abreißen einer Ecke, die zu Kontroll- und statistischen Zwecken mit den Buchstaben A–D gekennzeichnet waren. Durch die Unterteilung jeder Linie in vier Kontrollabschnitte beugte man so der wiederholten Nutzung einer Fahrkarte vor. Die Fahrscheine waren durchgehend von 00001 bis 100000 nummeriert, wobei jedes Hunderttausend eine Serie bildete. Die Serien unterschieden sich untereinander durch Serienbuchstaben und -zahl sowie den Ausgabebahnhof in Rotdruck. Teilstreckenfahrscheine wurden durch Lochung der jeweils angegebenen Teilstrecke entwertet, Streckenfahrscheine durch Lochung der Eckbuchstaben H und R (Hin- beziehungsweise Rückfahrt).
Der Zehnpfennigtarif galt bis zum 31. Dezember 1919. Im Vergleichsvertrag von 1911 wurde dieser bestätigt und der GBS für die Zeit nach 1920 eine Tariferhöhung gestattet, nach der für Fahrten über fünf Kilometer 15 Pfennig und über zehn Kilometer 20 Pfennig zu erheben waren.

Fahrscheinmuster der Großen Berliner Straßenbahn von 1911
Einzelfahrschein über 10 Pfennig zum Binnentarif
Teilstreckenfahrschein über 10 Pfennig
Teilstreckenfahrschein über 15 Pfennig
Streckenfahrschein über 20 Pfennig

Mit Inkrafttreten der Reichsverkehrssteuer im Jahre 1917 kamen Forderungen der GBS nach einer Tariferhöhung auf. Der im Februar 1917 vorgelegte Gesetzesentwurf sah vor, die Fahrgeldeinnahmen der Verkehrsunternehmen mit zwölf Prozent zu besteuern. Der Verband Groß-Berlin war um eine Befreiung der Groß-Berliner Nahverkehrsunternehmen bemüht und erreichte immerhin eine Senkung auf sechs Prozent. Den Verkehrsunternehmen wurde gestattet, die Steuer durch eine Tariferhöhung auf die Fahrgäste abzuwälzen. Da sich die GBS mit dem von ihr geforderten 15-Pfennig-Tarif nicht durchsetzen konnte, rief sie das in diesem Fall vorgesehene Schiedsgericht an. Nach langen Verhandlungen einigten sich beide Seiten in einem neuen Zustimmungsvertrag auf einen 12,5-Pfennig-Einheitstarif. Der Preis einer Einzelfahrkarte erhöhte sich ab dem 1. Mai 1918 auf 15 Pfennig, gleichzeitig wurden aber übertragbare Doppelfahrscheine zu 25 Pfennig und Sammelkarten für acht Fahrten für 1,00 Mark herausgegeben. Die GBS und ihre Nebenbahnen bildeten gleichzeitig eine Tarifeinheit, der Anschlussbetrieb fiel also fort. Der Preis für eine Monatskarte wurde auf 9,75 Mark (eine Linie), 12,50 Mark (zwei Linien), 16,50 Mark (drei Linien), 20,00 Mark (vier Linien) beziehungsweise 25 Mark (alle Linien) erhöht, Schülermonatskarten für zwei Linien auf vier Mark, Arbeiterwochenkarten zu sechs beziehungsweise zwölf Fahrten auf 60 Pfennig beziehungsweise 1,20 Mark.
| gültig ab     | günstigste Fahrt (in Pf) | Einzel- fahrschein (in Pf) | Doppel- fahrschein (in Pf) | Sammelkarte (Anz. Fahrten) (in Pf) |
| ------------- | ------------------------ | -------------------------- | -------------------------- | ---------------------------------- |
| 1. Jan. 1901  | 10,0                     | 10                         | –                          | –                                  |
| 1. Mai 1918   | 12,5                     | 15                         | 25                         | 1,00 (8)                           |
| 20. Jan. 1919 | 17,5                     | 20                         | 35                         |                                    |
| 1. Sep. 1919  | 20,0                     | 20                         | –                          | –                                  |
| 1. Jan. 1920  | 28,6                     | 30                         | –                          | 2,00 (7)                           |
| 1. Apr. 1920  | 50,0                     | 50                         | –                          | 3,00 (6)                           |
| 21. Mai 1920  | 62,5                     | 70                         | –                          | 5,00 (8)                           |
| 1. Dez. 1920  | 75,0                     | 80                         | –                          | 6,00 (8)                           |

Durch eine Lohnerhöhung im Januar 1919 genehmigte das Schiedsgericht eine weitere Tariferhöhung um fünf Pfennig auf nun 17,5 Pfennig. Der Preis für eine Einzelfahrt erhöhte sich auf 20 Pfennig, der für einen Doppelfahrschein auf 35 Pfennig. Der Schiedsspruch und somit die Tariferhöhung bezogen sich zunächst nur auf das erste Quartal 1919. Da die erhoffte Gesundung der GBS unterblieb, verlängerte der Verband die Zusage bis zum 30. Juni 1919. Die von der GBS gewünschte abermalige Verlängerung kam der Verband durch den Erwerb des Unternehmens zuvor. Infolge der voranschreitenden Inflation kam es in den folgenden Monaten zu weiteren Erhöhungen. Ab dem 1. September 1919 erhöhte sich der Preis einer Einzelfahrt auf 20 Pfennig, da die Bewag ihre Strompreise zuvor erhöhte. Bei der Umstellung der Wirtschaftsrechnung auf das Verwaltungs-Wirtschaftsjahr ab 1. April wurde ein Defizit festgestellt, weshalb ab dem 1. Januar 1920 ein Einzelfahrpreis von 30 Pfennig (Sammelkarte: 7 Fahrten für 2,00 Mark) galt, ab dem 1. April kam eine weitere Erhöhung auf 50 Pfennig. Gleichzeitig wurden die Berliner Ostbahnen in den Tarif mit einbezogen. Angesichts der steigenden Inflation hatte die Verbandsversammlung diesen Tarif nur für zwei Monate genehmigt. Sie beauftragte weiterhin den Aufsichtsrat, die Tariffrage zu klären, insbesondere, ob ein Staffeltarif anstelle des Einheitstarifs sinnvoller sei. Verbandsleitung und Direktion lehnten diesen aus siedlungs- und sozialpolitischen Gründen ab. Infolge eines erneuten Schiedsspruchs kam es rückwirkend zum 1. April 1920 zu einer weiteren Lohnerhöhung, was zwangsläufig in eine weitere Tariferhöhung am 21. Mai 1920, nun auf 62,5 Pfennig, mündete. Die letzte Tariferhöhung fand am 1. Dezember 1920, zwei Wochen vor dem Zusammenschluss zur Berliner Straßenbahn, statt. Die Einzelfahrt wurde auf 80 Pfennig, die Fahrt auf Sammelkarte auf 75 Pfennig erhöht.

### Fahrzeuge und Pferde

Triebwagen 2861 (Typ Maximum 30, Bj. 1906/12) und Beiwagen 2685 (Sommer-Winter-Wagen, Bj. 1905/06) auf der Linie 74 am Bahnhof Ebersstraße

Die GBPfE verfügte zur Betriebsaufnahme 1873 über 141 Pferde, deren Bestand bis 1897 auf 7328 Pferde anstieg. Insgesamt beschaffte das Unternehmen bis 1902 fast 20.000 Tiere, die pragmatisch nach ihrer Herkunft unterschieden wurden. Die Pferde kamen auf eine Geschwindigkeit von sieben bis zehn Kilometer pro Stunde; die durchschnittliche Tagesleistung betrug etwa 26 km, was einer Einsatzdauer von zwei bis drei Stunden entsprach. Nach der Einstellung des Pferdebahnbetriebs gab es eine Zeitlang noch weiterhin Pferde für die Bespannung von Kassenwagen und Turmwagen, bis sie von Kraftfahrzeugen abgelöst wurden.
Für die ersten elektrisch betriebenen Linien zur Gewerbeausstellung beschaffte die Große Berliner die ersten zweiachsigen Triebwagen für den gemischten Betrieb mit Akkumulator und Oberleitung. Für den gemischten Betrieb kamen ab 1897 die vierachsigen Brandenburg-Triebwagen zum Einsatz. Ab 1898 beschaffte das Unternehmen die zweiachsigen Berolina-Triebwagen. Bis Ende 1899 stieg der Bestand auf 321 vierachsige Triebwagen und 99 zweiachsige Triebwagen für den gemischten Betrieb und 453 Triebwagen für den reinen Oberleitungsbetrieb. Ab 1901 ging die GBS zum Kauf von vierachsigen Maximum-Triebwagen über. Bis 1912 beschaffte die GBS weitere 316 zehnfenstrige Maximumwagen. Im Jahr 1913 kamen die ersten Triebwagen mit geschlossenen Einstiegsplattformen zum Einsatz. Die sogenannten „Glaswagen“ waren wieder zweiachsig ausgeführt. Da die engen Bögen aus der Pferdebahnzeit in der Zwischenzeit beseitigt wurden, konnten der Achsstand verlängert und das Fassungsvermögen vergrößert werden. Bereits 1914 bestellte die GBS eine zweite Serie geschlossener Triebwagen, die aufgrund ihres Fahrgestells den Beinamen „HAWA-Wagen“ erhielten. Kriegsbedingt erhielt die Gesellschaft bis 1919 nur drei Triebwagen. Die Auslieferung weiterer 100 Serienfahrzeuge fiel bereits in die Übergangszeit der Jahre 1920/21.
Der elektrische Betrieb ermöglichte neben der Verwendung größerer Fahrzeuge auch das Mitführen von Beiwagen. Wenngleich der Anhängebetrieb auch polizeilichen Einschränkungen unterlag, beschaffte die Große Berliner in mehreren Serien über 550 Beiwagen als Neufahrzeuge. Etwa genauso viele Fahrzeuge wurden aus dem Pferdebetrieb übernommen und umgerüstet.
Insgesamt verfügte die Große Berliner über rund 3550 Fahrzeuge für den Fahrgastverkehr, davon über 1800 Triebwagen.
Am 28. Mai 1918 wurden bei der Großen Berliner Straßenbahn die bis dahin bestehenden Verbote der Verkehrsmittelwerbung aufgehoben. Die zuvor geltenden entsprechenden Verbote waren aufgrund von Beschwerden der Fahrgäste erlassen worden. Mit Rücksicht darauf war bei der „Fensterreklame“ zu beachten, „daß die freie Durchsicht so wenig wie möglich beeinträchtigt wird“. Maximal durfte „ein Sechstel der Fensterfläche […] der freien Durchsicht entzogen werden“.

### Poststraßenbahn
Ab dem 6. Februar 1917 führte die Große Berliner Posttransporte im Auftrag der Reichspost durch. Nach ersten Versuchen mit angehängten Pferdeplanwagen setzte sie ab dem 10./11. Februar 1917 zusätzlich zwei Züge bestehend aus einem Trieb- und zwei umgebauten Sommerwagen ein. Ab November 1917 gingen die ersten Gleisanschlüsse zu den angeschlossenen Postämtern in Betrieb. Im September 1918 standen 20 Trieb- und 44 Beiwagen für den Posttransport zur Verfügung. Die Tagesleistung lag bei rund 215.000 Versandstücken, insbesondere Pakete, Wertpakete und Feldpostsäcke. Der Posttransport endete zu Zeiten der BVG am 1. Januar 1935.

### Gefangenentransporte
Für Gefangenenüberführungen von und zum Gefängnis Tegel führte die Große Berliner Straßenbahn seit dessen Inbetriebnahme Gefangenentransporte durch. Die Wagen fuhren zweimal täglich von der Stadtvogtei am Molkenmarkt beziehungsweise ab 1. Mai 1901 vom Amtsgericht am Polizeipräsidium Alexanderplatz in der Dircksenstraße nach Tegel. Zur Unterbindung von Flucht- und Befreiungsversuchen waren die drei Areale mit Gleisanschlüssen, die bis auf die Innenhöfe führten, ausgestattet. Der Anschluss am Polizeipräsidium war über eine rund 300 m lange Zuführstrecke mit Ausweiche an das Netz angeschlossen. Für den Transport dienten gefängniseigene, grün gestrichene Pferdebahnwagen, die anstelle von Fenstern mit einer Eisenblechverkleidung versehen waren. Ein Laternendach sorgte für die Beleuchtung des Innenraums. Der Zustieg erfolgte über eine in der Seitenwand eingelassene vergitterte Tür. Rechts und links der Längsachse waren Zellen angeordnet, der Aufseher hatte seinen Raum in der Wagenmitte. Die Räder waren zur Verhinderung von Personenunfällen „vollständig mit Schutzblechen umkleidet“ und die Wagen „mit einer Einrichtung für den elektrischen Betrieb vorgesehen“. Da die Fahrzeuge außerordentlich schwer waren, mussten sie von drei Pferden gezogen werden. Im Volksmund waren die Wagen als „dicke Pauline“ oder „grüne Minna“ bekannt. Ab dem 1. September 1900 führte die Große Berliner die Transporte elektrisch durch. Ursprünglich war angedacht, die Wagen zu Triebwagen umzubauen, letztlich wurden sie an Triebwagen der Großen Berliner angehängt. Das Liniensignal erhielt die Farbkombination weiß mit gelbem Strich, das auch andere Linien führten. Da die Anschlüsse vermutlich nicht mit Fahrdraht überspannt waren, mussten die Wagen vor Ort von Hand verschoben werden. 1927 stellte die Berliner Straßenbahn-Betriebsgesellschaft die Transporte ein.

## Infrastruktur

### Hochbau

#### Betriebshöfe und Werkstätten
Die Große Berliner hatte bis 1920 insgesamt 29 eigene Betriebshöfe eröffnet. Weitere sieben Höfe übernahm sie von der NBPf, der BCS, WBV und NöBV, die ihrerseits wie auch die SBV die Höfe der GBS mitnutzten. Bei den ältesten Betriebshöfen handelte es sich um vorübergehende Provisorien, da die festen Anlagen erst mit dem voranschreitenden Streckenausbau in Betrieb gehen konnten. Ein Teil der Grundstücke war angesichts des zunächst noch hohen Investitionsrisikos von der Gesellschaft gepachtet worden. Einige der Pachtgrundstücke kaufte die GBPfE zu einem späteren Zeitpunkt. Der erste dauerhafte bestehende Hof entstand 1874 auf der Pankeinsel in Gesundbrunnen. Der Pferdebahnbetrieb erforderte es, dass für eine vergleichsweise geringe Anzahl an Wagen eine bedeutend größere Zahl an Pferden untergebracht werden musste. Die teils hohen Grundstückspreise führten zum Bau von Etagenställen. Die ersten gingen 1878 in Betrieb. Die Bauweise bewährte sich, sodass die GBPfE weitere Ställe ebenfalls so ausführte. Die Wagenhallen waren zunächst offene Fachwerkschuppen. Der 1891 eröffnete Hof Waldenserstraße erhielt als erster eine massiv ausgeführte Wagenhalle. Zu den Anlagen der Pferdebahnhöfe gehörten weiterhin Schmiede, Schlosserei, Brunnen, Dunggruben sowie Wasser- und Entwässerungsleitungen. In den Verwaltungsgebäuden waren neben der eigentlichen Verwaltung auch Dienstwohnungen für den Bahnhofsvorsteher, Aufenthaltsräume für Kutscher und Schaffner, Abrechnungsräume sowie Geschirr-, Geräte und Montierungskammern vorhanden. Meist war auch eine örtliche Gaststätte verpachtet worden.
Bis 1887 stieg der Bestand auf 17 Höfe, davon vier auf Pachtgrundstücken. Zu diesem Zeitpunkt verfügte die Gesellschaft über 4160 Pferde und 987 Wagen. 1891 kamen der Betriebshof Waldenserstraße und 1894 der Betriebshof Schönhauser Allee als letzte Pferdebahnhöfe hinzu. Der Betriebshof Gesundbrunnen wurde 1892 durch den Betriebshof Uferstraße auf einem benachbarten Grundstück ersetzt und die alte Anlage zur Hauptwerkstatt umgebaut. Diese diente ab Juli 1899 auch den Fahrzeugen der Westlichen und Südlichen Berliner Vorortbahn, ab Juli 1906 der Berlin-Charlottenburger Straßenbahn und ab Mai 1910 der Nordöstlichen Berliner Vorortbahn.
Mit der Elektrifizierung ergaben sich ab 1896 gänzlich andere Aufgaben auf den Höfen. Die bestehenden Anlagen waren mit ihren Ställen jedoch ungeeignet, weshalb die Große Berliner um die Jahrhundertwende acht neue Betriebshöfe bauen ließ und kleinere Höfe schloss. Bei den neuen Höfen bildete nun die Wagenhalle das Kernstück der Anlage. Die Entwürfe der neuen Höfe stammten von der Bauabteilung der GBS unter Leitung des Oberingenieurs Joseph Fischer-Dick. Etwa zehn Jahre später ließ die GBS angesichts des steigenden Verkehrsaufkommens vier weitere Betriebshöfe außerhalb des Berliner Weichbildes bauen. Die Standortgemeinden überließen der Großen Berliner die Grundstücke gegen Bau- und Betriebsvereinbarungen der Straßenbahn.

Betriebshöfe
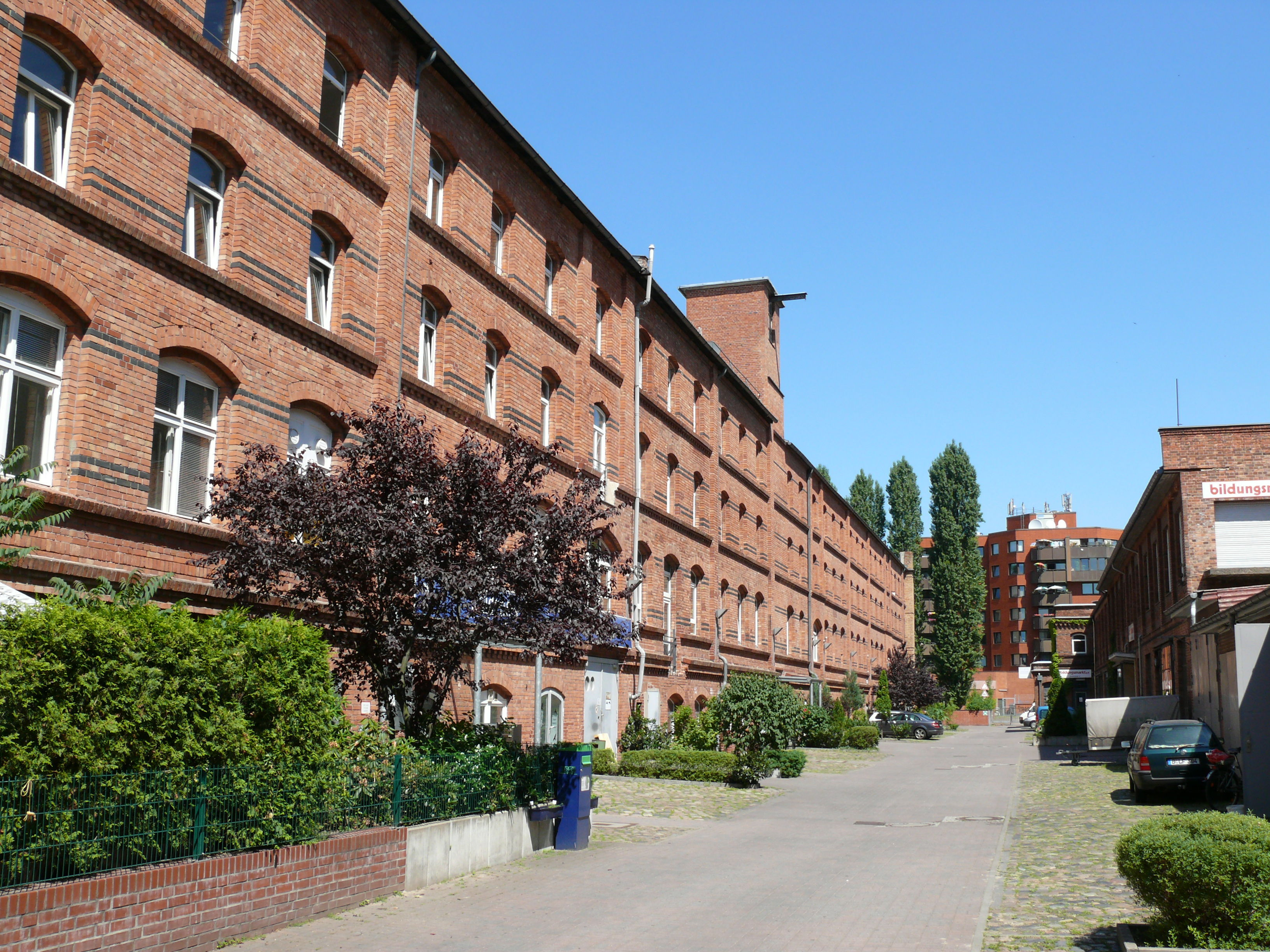
Etagenstall des ehemaligen Betriebshofs XII Waldenserstraße, 2011
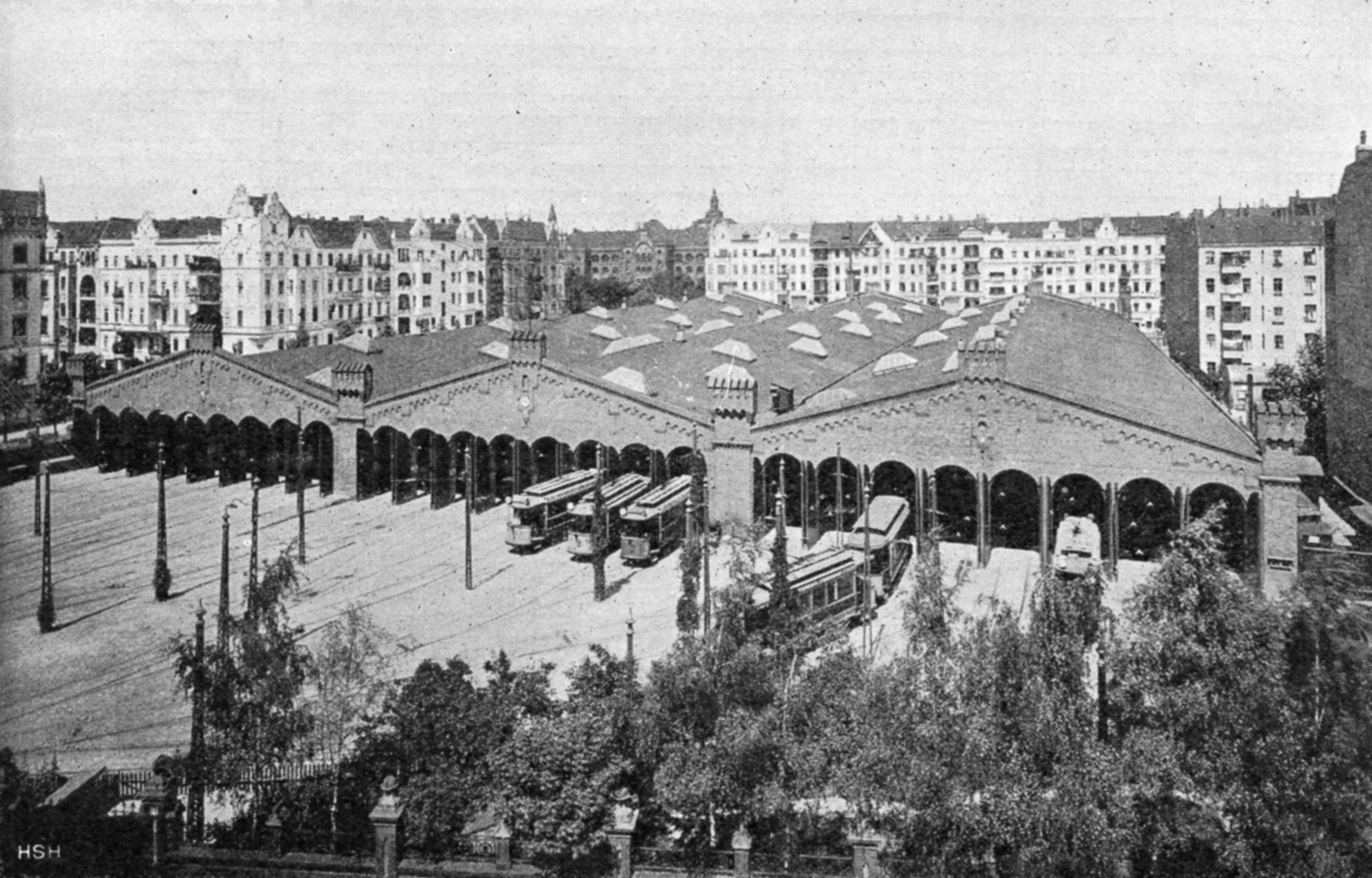
Betriebshof X Schöneberg, 1911
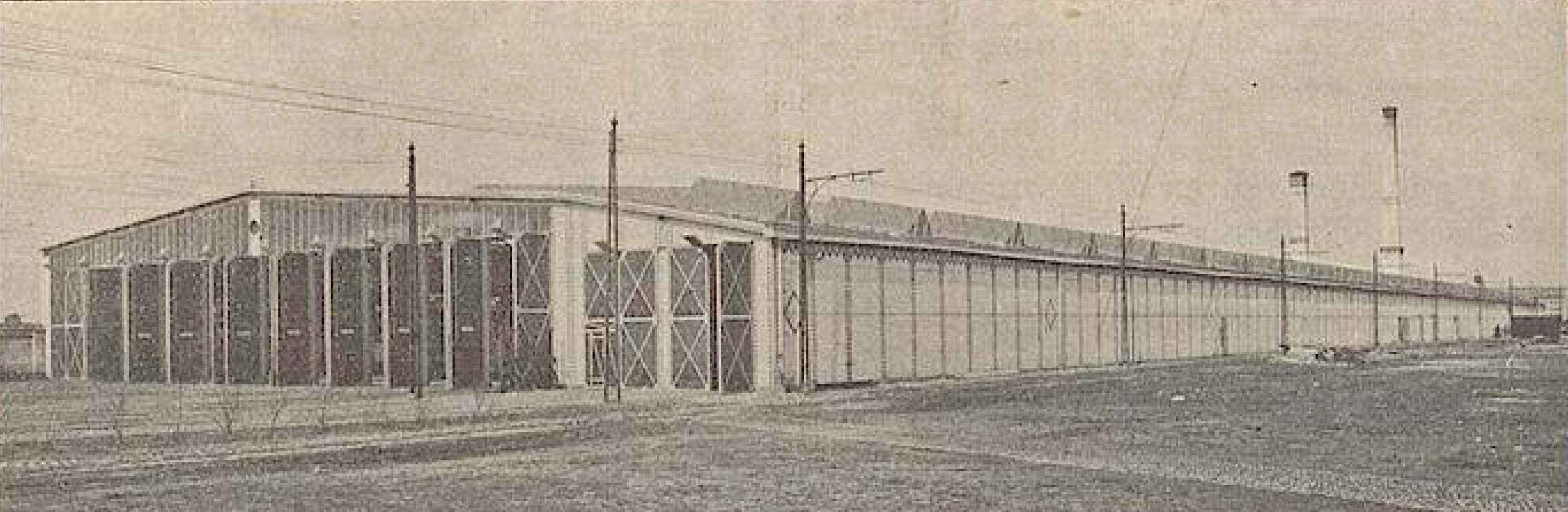
Betriebshof XVII Britz, 1914
Montagehalle in der Hauptwerkstatt Uferstraße, um 1911

#### Verwaltungsgebäude

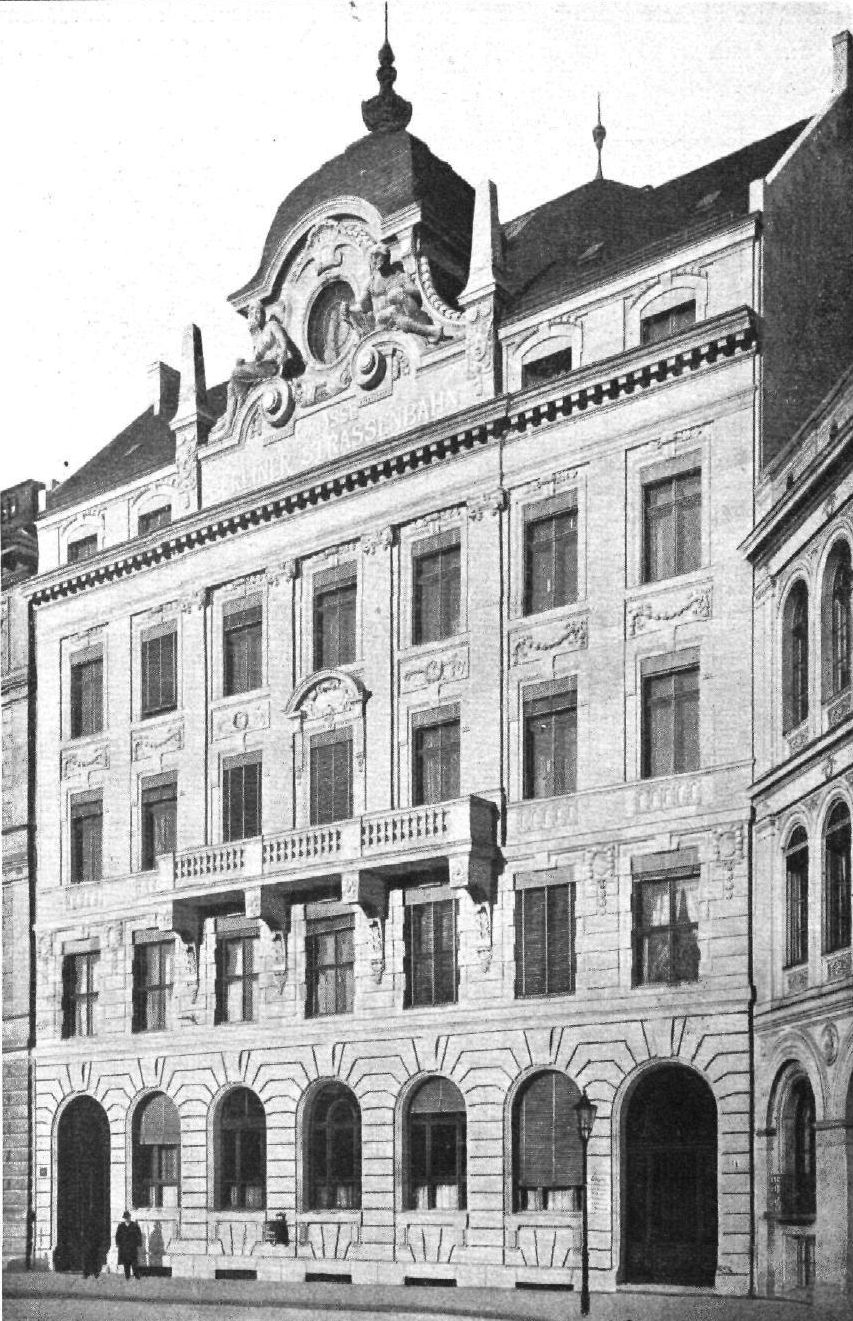
Verwaltungsgebäude am Leipziger Platz 14, 1902

Die Hauptverwaltung der Großen Berliner Pferde-Eisenbahn befand sich zunächst in der Behrenstraße 54 in der Dorotheenstadt. Im Jahr 1886 wechselte das Unternehmen in das neu gebaute Haus Friedrichstraße 218 in der Friedrichstadt über. Das Haus war auf längere Zeit angemietet. Das Mietrecht wurde bis zum Ablauf der Genehmigungsdauer – auch bei deren Verlängerung – gewährt. Mit der Zeit reichten die Räumlichkeiten nicht mehr aus, insbesondere die Zeitkartenausgabe erwies sich bei damals 10–12.000 Abonnenten als zu klein.
Im Jahr 1899 erwarb die Große Berliner Straßenbahn das Grundstück Leipziger Platz 14 bis zur Voßstraße 23. Das vorhandene Gebäude, das unter anderem Bismarck eine Zeit als Wohnhaus diente, wurde abgerissen und durch einen Neubau ersetzt. Das von den Bauräten Kayser & von Großheim im Zopfstil errichtete Gebäude konnte im September 1901 bezogen werden. Die Baukosten beliefen sich auf 60.500 Mark. Im Untergeschoss waren die Hauptkasse, die Zeitkartenstelle und das Fundbüro eingerichtet. Die Fahrkarten wurden per Lastwagen über den Hof angeliefert. Die Direktionsräume und das Büro des Betriebsleiters befanden sich im ersten Obergeschoss. Das zweite Obergeschoss beherbergte die Diensträume der Verkehrs- und Betriebsabteilungen und der Leitung der technischen Abteilungen, das dritte Obergeschoss die kaufmännischen und Personalbüros. Die Arbeitsräume der jeweiligen Abteilungen befanden sich auf der jeweiligen Etage im rückwärtigen Teil an der Voßstraße. Im vierten Obergeschoss befand sich die Telefonzentrale des Unternehmens. Die Große Berliner hatte anlässlich des Neubaus und der Netzelektrifizierung den Aufbau eines eigenen Telefonnetzes veranlasst. Dieses wurde auf Kosten der Reichspost ausgeführt und verband die Hauptverwaltung mit den Betriebshöfen aber auch mit den Wohnungen der Oberbeamten und Betriebsinspektoren. Daneben war das Gebäude auch an das Berliner Ortsnetz angeschlossen.
Da der Personalbestand in der Hauptverwaltung kriegsbedingt stark zunahm – von 155 im Jahr 1914 auf 218 im Jahr 1916 – kaufte das Unternehmen als weiteren Verwaltungsbau das Eckhaus Dessauer Straße 1 Ecke Königgrätzer Straße an. Bis das Gebäude, ein fünfgeschossiger Bürobau moderner Bauart, von den Vorbesitzern freigeräumt wurde, mietete sich die GBS vorübergehend bis zum 1. Oktober 1919 in das Geschäftshaus Köthener Straße 42 ein. Für den Umzug vorgesehen waren die Abteilungen, bei denen infolge des Krieges ein erhöhter Verwaltungsaufwand festzustellen war. Dazu gehörte unter anderem die Personalabteilung, da es nach 1914 zu einer starken Fluktuation der Arbeitskräfte kam.
Die beiden Gebäude am Leipziger Platz und in der Dessauer Straße wurden 1920 von der Berliner Straßenbahn und ab 1929 von der Berliner Verkehrs-Aktiengesellschaft (BVG) übernommen. Sie sind nicht erhalten.

### Streckennetz

#### Trassierung

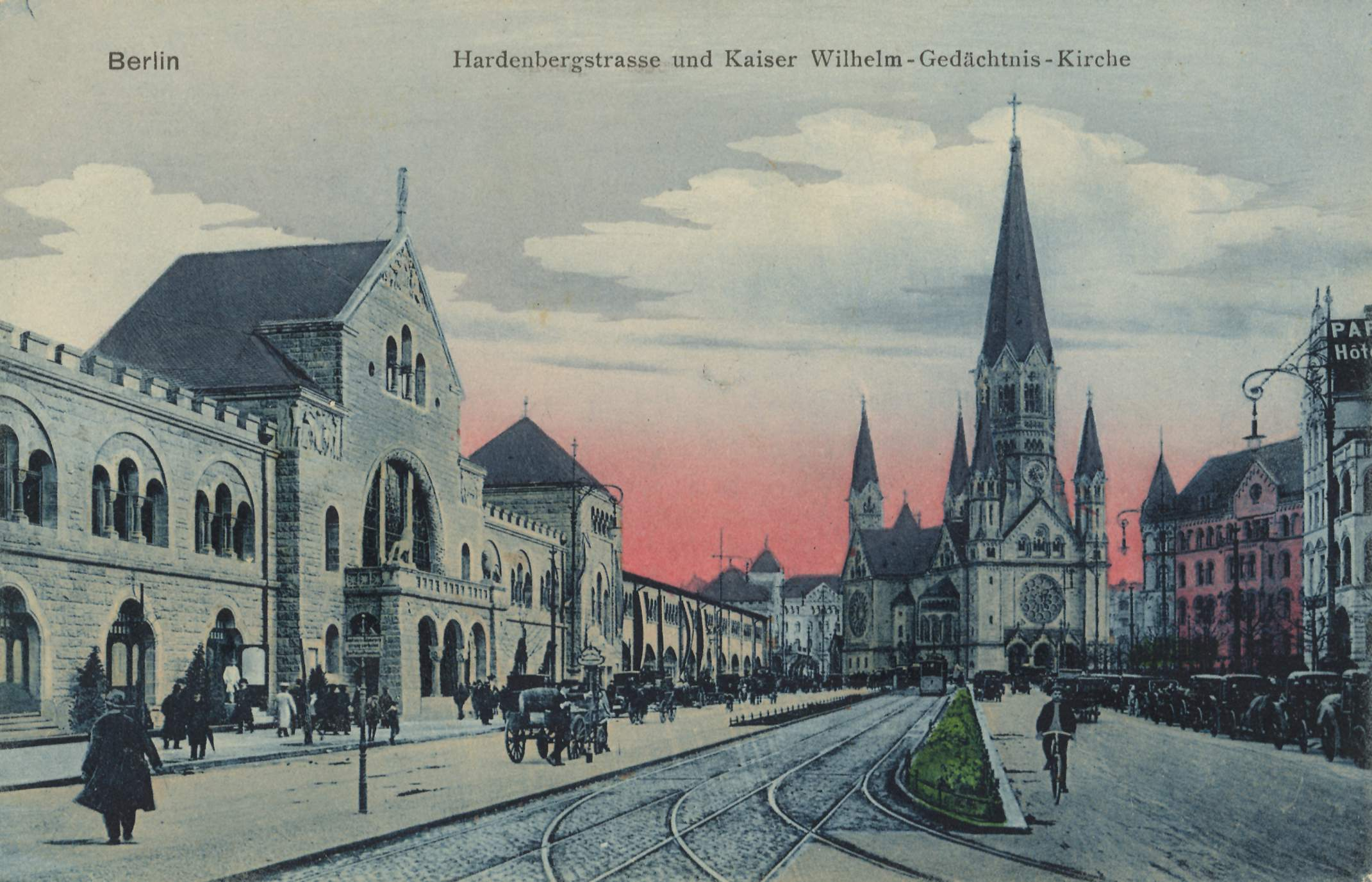
Besonderer Bahnkörper in der Hardenbergstraße vor der Begrünung, kolorierte Postkarte um 1905

Während auf den außer Orts gelegenen Chausseen der meist dort vorhandene Sommerweg in Anspruch genommen werden konnte, musste die Gesellschaft bei Gleiskörpern im Straßenland meist auch den Ausbau der Straße mittragen. Paragraph 7 des Zustimmungsvertrags von 1871 schrieb vor, dass der Fahrdamm in befestigten Straßen bei eingleisigen Strecken mindestens 11,2 m und bei zweigleisigen Strecken 17 m betragen sollte. Von dem Paragraphen war unter anderem die Brunnenstraße betroffen, deren Fahrdamm von 8–10 m auf 17 m verbreitert werden musste. Die teils notwendigen Fahrbahnverbreiterungen einschließlich des Grunderwerbs beispielsweise der Vorgärten fielen zu Lasten der Gesellschaft, gleiches galt auch für den Aus- und Neubau von Brücken. Die gewonnenen Flächen waren anschließend der Stadt unentgeltlich zu übertragen. Die Stadt ihrerseits konnte der Großen Berliner nötigenfalls die Enteignungsbefugnis erteilen. Obwohl die Maße als Mindestwerte galten, wurde nicht immer davon Gebrauch gemacht. Die Stadtverwaltung stellte im Nachhinein fest, dass andernfalls einige der wichtigsten Strecken nicht hätten realisiert werden können. So wurde der Fahrdamm der südlichen (zweigleisigen) Ringbahn in der Gitschiner, Prinzen- und Neanderstraße durchweg auf 15 m verbreitert. Die Mindestmaße waren in späteren Verträgen auf 11,3 m für zweigleisige und 7,5 m für eingleisige Strecken herabgesetzt worden. In der Rosenstraße und Spandauer Straße maß der Straßendamm für die zweigleisige Strecke 6,9 m. Die schmalsten Fahrdämme hatten die eingleisigen, zunächst noch provisorischen, Abschnitte zwischen Spittelmarkt und Molkenmarkt mit Breiten von 3,75–4,17 m. Mit der Umstellung auf den elektrischen Betrieb entfiel die Notwendigkeit einer straßenbündigen Führung der Gleise und es konnten besondere Bahnkörper angelegt werden. 1899 wurden in der Rheinstraße in Friedenau (Westliche Berliner Vorortbahn) und 1900 in der Berliner Straße in Tempelhof erstmals besondere im Pflaster verlaufende Bahnkörper erstellt. 1902 erhielt die Hardenbergstraße (Berlin-Charlottenburger Straßenbahn) in Charlottenburg nach Abschluss des U-Bahn-Baus einen besonderen Bahnkörper in Mittellage, der 1905 begrünt wurde. In den kommenden Jahren gingen vor allem in den Vororten besondere Bahnkörper in Betrieb. Bis 1911 waren rund 35 km Strecke im Netz der Großen Berliner Straßenbahn und ihrer Nebenbahnen mit besonderen Bahnkörpern ausgestattet. Sie gestatteten höhere Fahrgeschwindigkeiten, Geräuschemissionen und Staubentwicklung waren geringer. Zudem waren die Anlage- und Unterhaltskosten gegenüber dem Straßenpflaster deutlich geringer. Bei ausreichender Breite war die Anlage von Haltestelleninseln möglich.

#### Oberbau

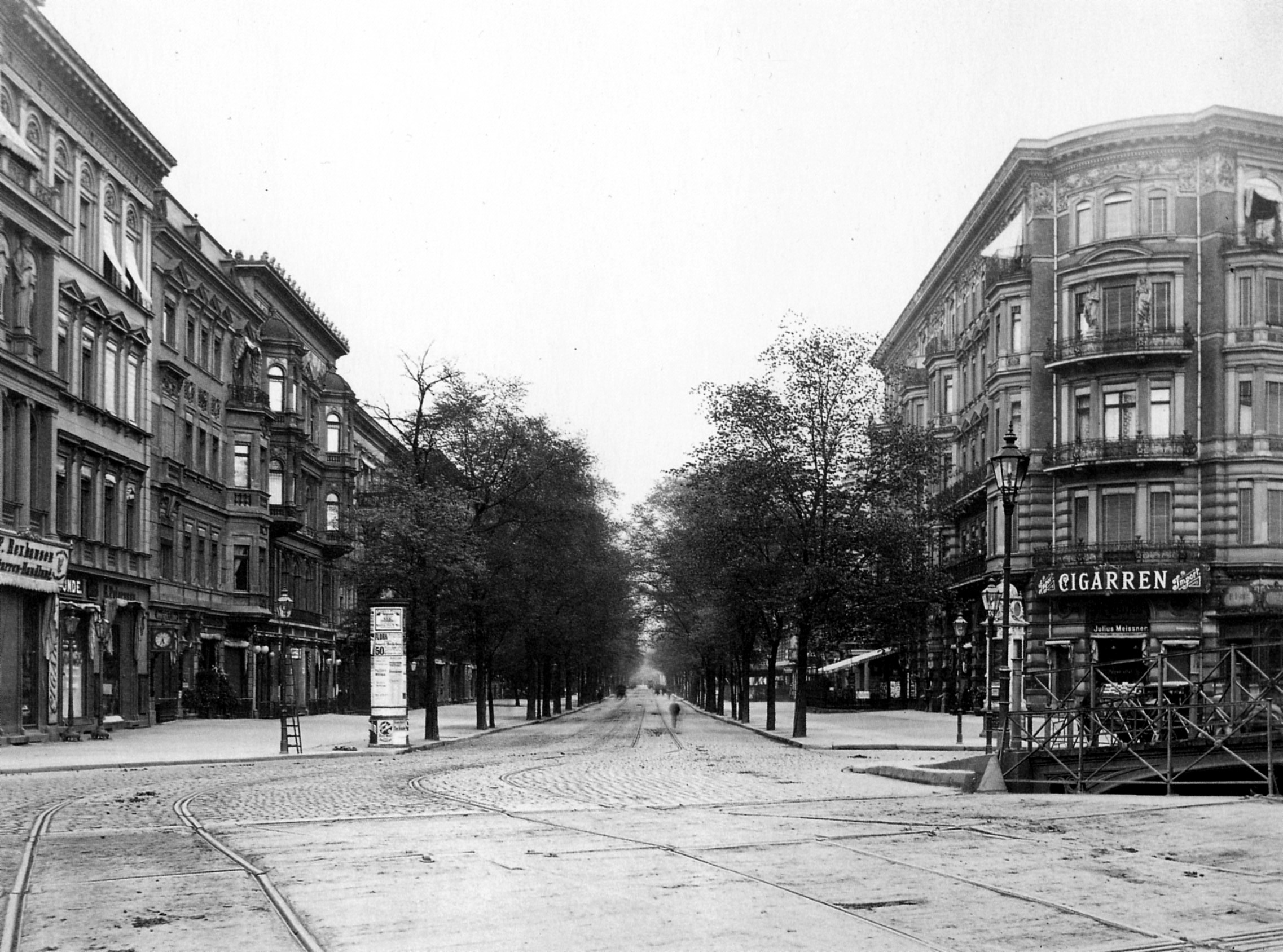
Pferdebahnstrecke in der Potsdamer Straße mit symmetrischer Sattelschiene (Oberbau Fischer-Dick), um 1898

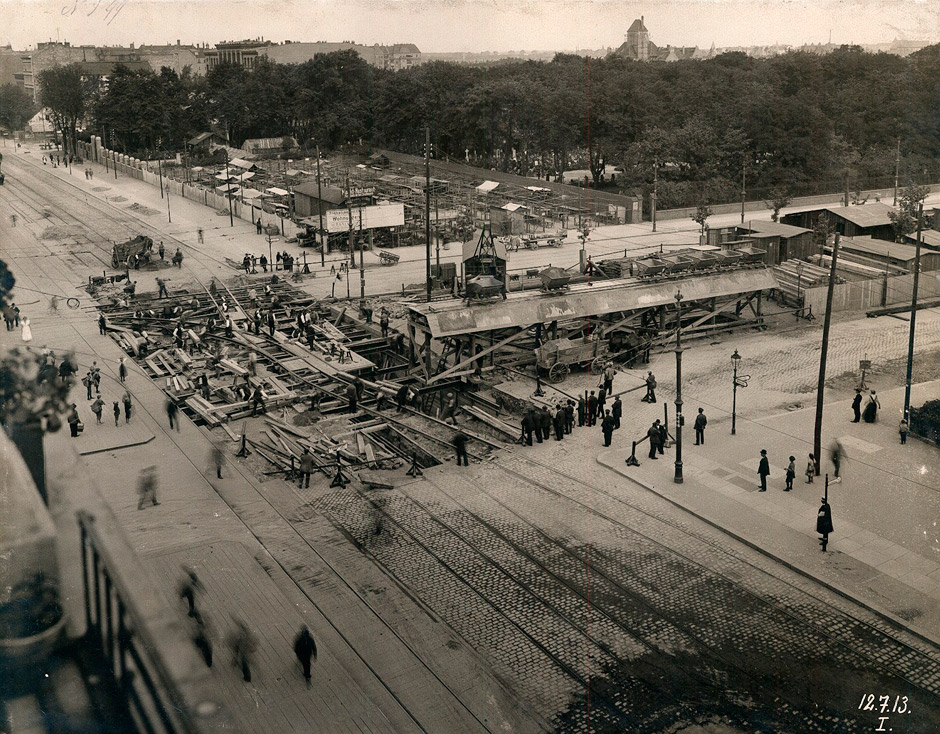
Provisorische Gleisverlegung in der Müllerstraße Ecke Seestraße für den Bau der Nordsüdbahn, 1913

Der straßenbündige Oberbau erfuhr insbesondere in den ersten Jahrzehnten eine mehrmalige Veränderung. Die Anlage hatte so zu erfolgen, dass der Verkehr anderer Fahrzeuge nicht behindert wurde. Der erste von Otto Büsing konstruierte Oberbau fand hauptsächlich bis 1878 Anwendung und erwies sich laut Fischer-Dick, verglichen mit den Oberbauformen anderer deutscher Pferdebahnen, als vorzüglich. Es war ein Quer- und Langschwellensystem, die Schwellen waren aus Kiefernkreuzholz. Die Querschwellen wurden im Abstand von einem Meter verlegt, auf diese dann die Langschwellen mit eisernen Winkeln befestigt. Die eiserne, sieben Meter lange Flachrillenschiene mit Nagelleiste wurde auf die Langschwelle aufgenagelt. An Schienenstößen waren Unterlagsplatten untergelegt, um ein Einschlagen in die Schwelle zu vermeiden. Für die Gleisbögen wurden Sonderprofile verwendet. Der Innenbogen bestand aus einer Rillenschiene, der Außenbogen aus einer Flachschiene. Der minimale Bogenradius lag bei 30 m auf Streckengleisen, auf den Betriebshöfen teilweise 20 m. Bis zur Verwendung von Flachrillenschienen auch für den Außenstrang gab es besonders in diesen Bögen häufig Entgleisungen. Die Weichen waren teils als Zwang-, teils als Zungenweichen ausgebildet.
Im Jahr 1876 wurden letztmals Eisenschienen verbaut, sie wurden künftig durch Schienen aus Bessemerstahl ersetzt. Im gleichen Jahr ging die Straßenbaulast vom preußischen Fiskus auf die Stadt Berlin über. Unter dem zuständigen Stadtbaurat Rospatt wurden daraufhin die ersten fundamentierten Steinpflasterungen nach Wiener Art vorgenommen. Dies bedingte auch einen neuen Oberbau nach Vorbild der Pariser Straßenbahn, da die fundamentierte Pflasterung keine Querschwellen zuließ. Die auf Langschwellen befestigten Sattelschienen waren hier mittels Traversen verbunden. Die Gleise in der Kronenstraße, Kochstraße, Anhalter Straße und Schöneberger Straße erhielten als erste den neuen Oberbau. Etwa zeitgleich entwickelte der Oberingenieur der GBPfE Fischer-Dick einen abgewandelten Oberbau mit symmetrischem Schienenprofil, der unter anderem in der Potsdamer Straße und Leipziger Straße Anwendung fand. Die in der Leipziger Straße verlegten Schienenstränge waren dabei auf 720 m mit Holzklötzen eingefasst, auf weiteren 2000 m mit Granitquadern und auf den übrigen Abschnitten direkt mit dem Asphalt verbunden. Die Holzquader erwiesen sich alsbald als ungeeignet, da sie bei Nässe aufquollen und sich bei Trockenheit wieder zusammenzogen, sodass kein dauerhafter Anschluss an den Asphalt gewährleistet werden konnte.
Ab 1882 wurden die ersten Weichen mit Doppelzungenstellung eingebaut. Zwischen 1883 und 1886 fand vor allem die Zwillingsschiene System Haarmann Anwendung. Bei diesem wurden paarweise angeordnete Vignolschienen verwendet, die mittels Schraubverbindungen und Gussklötzen fest verbunden waren. Da die Tiefbauabteilung des Berliner Magistrats bestimmte, dass der Oberbau Teil der Straßenbahnbefestigung zu sein hatte, mussten die Schieneneinfassungen besten Pflasteranschluss finden, infolgedessen der Schienenfuß von 100 auf 59 mm gekürzt werden. Zusammen mit dem nur 5,5 mm starken Steg waren die Schienen dieses Systems nicht ausreichend widerstandsfähig. Im Jahr 1898 waren noch rund zehn Kilometer Gleis auf schwach frequentierten Strecken mit diesem Oberbau versehen.
Ab 1886 ging die Große Berliner dazu über, vor allem die Rillenschienen der Phoenix AG einzubauen. Die Tiefbaudeputation war mittlerweile von ihrem Grundsatz abgerückt, sodass der Schienenfuß wieder breiter, hier 120 mm, ausgeführt werden konnte. Die Lauffläche war 50 mm, der Zwang 35 mm breit. Die Rille maß 30 mm in der Breite und 28 mm in der Tiefe. Der Steg hatte eine Stärke von 9 mm. Die Schienenhöhe betrug bei in Asphalt verlegten Schienen 130 mm und 150 mm bei solchen im Steinpflaster. Das Metergewicht lag bei 42,5 kg. Die Hohlräume wurden anfänglich mit Formziegelsteinen, später mit Zement ausgefüllt. Die Schienenstöße waren schiefwinklig ausgeführt. Gleichzeitig zur Phoenixschiene experimentierte Fischer-Dick mit einer Abwandlung der Haarmann’schen Schwellenschiene. Da deren Einbau besondere Aufmerksamkeit erforderte, wurde sie von den Arbeitern beiläufig als „Uhrmacherschiene“ bezeichnet. Sie durfte nur in Asphalt eingebaut werden. Wie die vorherigen Schienen waren die Schwellenschienen nach dem Bessemerverfahren hergestellt, für die Phoenixschienen wurde Thomasstahl verwendet.
Mit der Einführung des elektrischen Betriebs mussten die Schienen nun den höheren Kräften der Triebwagen standhalten. Die neuen Rillenschienen der Westfälischen Stahlwerke waren 160 mm hoch und 3 mm über den Zwang erhöht, letzterer wurde auf 25 mm reduziert. Der Schienenfuß maß 130 mm, der Steg hatte eine Stärke von 11 mm. Die Rille maß 40 mm Breite und 30 mm Tiefe. Das Metergewicht erhöhte sich dadurch auf 50,5 kg. Die zwischenzeitig verbauten Bögen mit 15 m Radius mussten für den Einsatz der Brandenburg-Triebwagen indes durch solche mit 20 m Radius ersetzt werden. Die älteren Weichen mussten durch Doppelzungenweichen und die Weichenzungen verstärkt werden. Die Wagenführer stellten die Weichen mittels eines Stelleisens um. An stark befahrenen Knotenpunkten setzte das Unternehmen ortsfeste Weichensteller ein. Der Magistrat behielt sich im Umwandlungsvertrag von 1898 das Recht vor, den Ausbau von ein- zu zweigleisigen Strecken zu fordern, wenn das Verkehrsbedürfnis dies verlangte. Bei definitiver (dauerhafter) Pflasterung der Straße hatten die darin befindlichen Gleise einen dauerhaften Pflasteranschluss zu gewährleisten. Die Gleiskonstruktion und die zu wählenden Schienen unterlagen der Genehmigung des Magistrats. Besonderes Augenmerk galt nun den Schienenstößen. Zunächst verringerte das Unternehmen die Anzahl der Stöße durch den Einbau längerer Schienen. Nach mehreren Versuchen stellte sich der als Stoßbrückenlasche ausgeführte Melaunstoß als vorteilhaft heraus. Bis 1911 waren 32.500 Schienenstöße im Streckennetz nach diesem System verlegt worden. Noch im ausgehenden 19. Jahrhundert gab es erste Versuche einer laschenlosen Schienenverbindung. Ab 1899 begann die GBS damit, Schienenfüße und -stege an den Stoßverbindungen nach Patent Falk zu umgießen, insgesamt etwa 10.000 Stoßverbindungen. Ab 1903 nahm man Abstand von den Falk’schen Umgießungen, da die Schienenenden dazu neigten, sich bei Wärme nach oben auszudehnen, was den Fahrkomfort spürbar schmälerte. Das von Hans Goldschmidt entwickelte Thermitverfahren fand bis 1911 bei 642 Schienenstößen Anwendung. Später ging die GBS dazu über, die Schienenstöße mittels Lichtbogenschweißen dauerhaft zu verbinden. Bis 1911 wurden auf diese Weise rund 6000 Stoßverbindungen verschweißt.

#### Stromversorgung

Bau der Unterleitung in der Sommerstraße, 1902. Die parallel befahrene Strecke wird noch von Akkumulatortriebwagen befahren.

Notoberleitung am Platz vor dem Brandenburger Tor, um 1911. Die ab 1907 während der Wintermonate installierte Notoberleitung wurde 1914 durch eine dauerhaft installierte Fahrleitung ersetzt.

Die Union Elektricitäts-Gesellschaft (Union; UEG) war von der Großen Berliner mit der Elektrifizierung des Streckennetzes beauftragt worden. Diese besaß entsprechende Lizenzen der Thomson-Houston Electric Company für die Stromzuführung mit Rollenstromabnehmern. Die Große Berliner verwendete anfangs runden Fahrdraht mit gelöteten Befestigungspunkten, später ging man zu dem bei Vollbahnen bewährten Rillenfahrdraht über. Da dieser sich nicht ohne Verdrehung montieren ließ und es nach der Montage auch zu Verdrehungen kam, konnte es vorkommen, dass die Stromabnehmerrollen gegen die Aufhängeösen schlugen. Später verwendete das Unternehmen einen 8-förmigen Profildraht, der wie der Rillenfahrdraht mit Klemmösen befestigt werden konnte. Die Verwendung des neuen Fahrdrahtprofils, die Herabsetzung des Rollendrucks und die kontinuierliche Beobachtung der Fahrleitung im zweiwöchigen Abstand konnte die Anzahl der Drahtbrüche deutlich senken. Weitere Verbesserungen ergaben sich durch die Weiterentwicklung der Aufhängevorrichtungen und der Streckentrenner. Der verwendete Fahrdraht wies einen Querschnitt von 80 mm auf. Die empfohlene Spannweite lag bei 30 m, als Höchstmaß wurden 35 m angesehen.
Aus ästhetischen Gründen war der Oberleitungsbetrieb in Straßen und Plätzen mit repräsentativem Charakter, insgesamt rund 20 km Streckenlänge, verboten und eine alternative Betriebsform vorgeschrieben worden. Der anfänglich von der GBS favorisierte Akkumulatorenbetrieb zeigte im starken Winter 1899/1900 seine Schwächen, als sich die Akkumulatoren aufgrund der Kälte schnell entluden und die Triebwagen vielfach auf offener Straße stehen blieben. Die Aufsichtsbehörde verfügte daraufhin am 26. September 1900 die Einstellung des Akkumulatorenbetriebes und seinen Ersatz durch die Oberleitung. Einige Straßen sollten jedoch weiterhin nicht „verunziert“ werden. Namentlich waren dies die folgenden Straßenzüge:
- Potsdamer Platz – Königgrätzer Straße – Platz vor dem Brandenburger Tor – Sommerstraße – Reichstagufer – Roonstraße – Bismarckstraße – Moltkestraße,
- Schloßplatz von der Schleusenbrücke bis zur Kurfürstenbrücke,
- Hinter der katholischen Kirche – Unter den Linden – Kastanienwäldchen,
- Charlottenburger Chaussee vom Brandenburger Tor bis hinter der Siegesallee.

Die Große Berliner richtete auf den genannten Strecken Unterleitungsbetrieb ein, die Ausführung übernahm Siemens & Halske. Nach Prüfung der Unterlagen entschieden sich die Aufsichtsbehörden und Stadtverwaltung für die Anordnung der Unterleitung mit seitlichem Schlitz unter einer der Fahrschienen. Neben der Fahrschiene wurde hierzu eine dritte Schiene so angeordnet, dass ein etwa 30 mm breiter Schlitz verblieb. Beide Schienen ruhten auf gusseisernen Böcken. Unter den Schienen befand sich ein eiförmiger Leitungskanal aus Stampfbeton, der unterhalb der Schienen geschlitzt war, um den Stromabnehmer aufzunehmen. Im Kanal führte die zweipolige Fahrleitung, bestehend aus zwei T-förmigen schmiedeeisernen Profilen; eine Rückleitung durch die Fahrschienen erfolgte nicht. Der Leitungskanal war über Rückschlagventile mit dem Kanalisationsnetz verbunden, um eindringendes Niederschlagswasser abzuleiten. Die Stromabnahme erfolgte in den meisten Fällen durch feste am Triebwagen angebrachte Stromabnehmer und zu einem kleinen Teil durch nachgezogene Schlepper, die für die Dauer der Fahrt am Wagen befestigt wurden. Der Bau der Unterleitungsabschnitte war mit größeren betrieblichen Einschränkungen verbunden, insbesondere beim Bau der Weichenanlagen. Auf dem Potsdamer Platz führten die damit verbundenen Schwierigkeiten dazu, dass in den geradlinig überquerenden Schienensträngen auf die Unterleitung verzichtet und nur die abzweigenden Verbindungskurven umgebaut wurden. Das Umstellen der Weichen geschah zunächst durch ortsfeste Weichensteller, später durch die Triebwagenführer. Der Unterleitungsbetrieb erwies sich bald als sehr störanfällig. Durch den starken Wagenverkehr lösten sich die Befestigungsteile. Temperatursprünge führten zur Aufweitung oder Verengung des Fahrleitungsschlitzes und damit zu Schwergang der Stromabnehmer. Hereinfallende Kleinteile konnten zum Abbrechen der Stromabnehmer führen, Laubfall, Straßenabfälle und Schneematsch konnten die Leitungskanäle verstopfen. Eindringende Nässe konnte zu Funkenbildung und Kurzschlüssen führen, bei langanhaltenden Regenfällen waren die vollgelaufenen Leitungskanäle praktisch nicht mehr nutzbar.
Die genannten Gründe führten nach dem strengen Winter 1906/1907 zur schrittweisen Umstellung der Unterleitungsabschnitte auf Oberleitungsbetrieb. Beim Aufbau der Fahrleitung hatte das Unternehmen dafür Sorge zu tragen, dass diese weiterhin nicht das Stadtbild verschandele und die Aufhängung beispielsweise an den vorhandenen Laternenmasten erfolgen sollte. Auf der Charlottenburger Chaussee im Großen Tiergarten war aus ästhetischen Gründen eine höhere Spannweite von 40 m und mehr gewählt worden. Um ein Durchhängen zu vermeiden, war eine Kettenaufhängung gewählt worden. Bei der Querung der Straße Unter den Linden betrug die Spannweite der Einfachfahrleitung 60 m. Am Platz vor dem Brandenburger Tor musste hingegen ein 241 m langer Abschnitt weiterhin mit Unterleitung betrieben werden. Die Behörden hatten hier den Einbau von im Pflaster versenkten Masthalterungen angeordnet, die den schnellen Aufbau einer Notoberleitung ermöglichen sollten. 1914 wurde dieser Abschnitt mit einer dauerhaften Oberleitung versehen.

Fahrleitungsanlagen von GBS und BESTAG in der Georgenstraße (um 1912)

An den Schnittstellen mit fremden Bahnen ergaben sich vertraglich bedingte Besonderheiten. So war im Verkehr mit der BESTAG geregelt, dass an den Kreuzungspunkten die jeweils eine Gesellschaft den Fahrstrom liefern solle. Die Wagen der anderen Gesellschaften hatten die Kreuzung mit ausgeschaltetem Fahrschalter zu überqueren. Auf gemeinsam genutzten Streckenabschnitten wurden entweder zwei unterschiedlich hoch verlaufende Fahrdrähte für Bügel- und Rollenstromabnehmer gespannt oder aber ein für beide Betriebsformen nutzbarer Fahrdraht installiert. In der Grünauer Straße war die Stromversorgung zwischen der BESTAG und der GBS in zwei getrennte Abschnitte aufgeteilt. Zusammen mit der Städtischen Straßenbahn, die die Straße ebenfalls nutzte, wurden die Unterhaltungskosten jährlich einer der drei Gesellschaften auferlegt.
Die Unterhaltung der Fahrleitungsanlagen erfolgte durch sieben über das Netz verteilte Oberleitungsstationen. Jede Station unterstand einem Leitungsrevisor und war mit einem Oberschlosser und drei Schlossern besetzt. Weiterhin waren ein Turmwagen mit zwei Kutschern und vier Pferden fester Bestandteil. Drei Stationen waren zusätzlich als Alarmstationen ausgebildet und darüber hinaus mit je zwei Schlossern und einem Turmwagen samt Besatzung für Notfälle ausgestattet. Der Revisor war verantwortlich für den ordnungsgemäßen Zustand der Leitungen in seinem Bezirk. Hierzu waren die vielbefahrenen Strecken alle zehn, die übrigen Strecken alle 20 Tage zu begutachten. Der Isolationswiderstand wurde vierteljährlich geprüft, die Wandrosetten halbjährlich. Größere Neubauten und Ausbesserungen wurden ab 1911 von einer eigenen Oberleitungs-Neubauabteilung durchgeführt. Diese hatte ihren Stützpunkt im ehemaligen Betriebshof IX in der Manteuffelstraße. Die Abteilung verfügte anfänglich über elf Turmwagen mit je einem Oberschlosser, Schlosser, Arbeiter und Kutscher Personal für den Neubau und die Revision der Fahrleitungsanlagen. Zur Umsetzung und Neugründung von Fahrleitungsmasten infolge von Kanalisationsarbeiten, Straßenregulierungen, U-Bahn-Bauarbeiten und dergleichen gab es weiterhin zwei Mastenkolonnen mit je einem Vorarbeiter, sieben Arbeitern und einem Kutscher.
Den benötigten Fahrstrom bezog die GBS zum größten Teil von den Kraftwerken der Berliner Elektrizitäts-Werke (BEW). Weitere Stromlieferanten waren das Kraftwerk Charlottenburg, das Kraftwerk Südwest und das Kraftwerk der Berlin-Charlottenburger Straßenbahn. Etwa ein Drittel des von den BEW erzeugten Stroms wurde für den Betrieb der Straßenbahn benötigt.